# Marteau (outil)
Pour les articles homonymes, voir marteau.
« Asseau » redirige ici. Pour les articles homophones, voir Assaut et Aso.
| 1- Angrois 2- Œil 3- Table 4- Panne 5- Manche |

Un marteau désigne ordinairement un outil percuteur, servant à frapper ou repousser, à marquer, casser, broyer ou écraser, à battre ou piler, forger, aplatir ou écrouir, voire à emboutir ou à riveter, à matir ou aplanir du métal, à faire du bruit ou produire un son, par exemple à aplatir un morceau de fer, à enfoncer un clou, à faire vibrer un résonateur etc.. Il peut représenter un mécanisme ou une pièce d'un dispositif ou machine à fonction similaire, de taille réduite ou gigantesque. Par extension, on appelle marteau toute masse mobile agissant par percussion.

## Définitions
Le marteau, qui, sous des formes perfectionnées comme le couteau, est commun depuis les âges du bronze et du fer, représente aussi une arme redoutable. Il apparaît souvent constitué d'une tête ou masse en métal plein, plus ou moins massive, de forme souvent rectangulaire ou cylindrique, amincie à un bout, emmanchée par une ouverture, nommé trou ou œil, à une tige de bois de diamètre et de longueur variables, dont le bout sert de poignée et à effet de levier plus ou moins long si l'on compte le bras du manipulateur,. L'œil est le plus souvent un trou ovale, de forme légèrement conique pour que l'ouverture soit plus grande du côté du manche, de façon qu'en y entrant des clous ou des coins de fer, ce manche soit fortement retenu. L'angrois, parfois écrit "engrois", désigne à l'origine le petit coin de fer enfoncé dans l'œil du marteau à travers le manche pour le consolider, le terme correspond à la partie du bois emmanchée et visible. S'il existe plusieurs coins de bois assujettissant le fer d'un marteau, ils se nomment esteilles. La tête stricto sensu est constituée d'une masse métallique et agit par résistance et inertie, augmentée par la longueur du manche et par celle du bras du manipulateur. Un abras est une garniture en fer qui entoure et protège le manche en bois d'un marteau de forge.
Un bon marteau est conçu pour que la prise en main corresponde au centre de percussion. La panne désigne la partie opposée au côté plat, "table" ou "aire" de la tête du marteau avec laquelle on frappe,. La panne, parfois dénommée bouque ou buse par sa forme sur certains marteaux, peut aussi se définir comme un coin relevé, émoussé qui suit la direction de la tête,. La bouque, compris au sens d'étroit, nomme encore la panne d'un marteau en Ariège vers 1860. Sa forme très variée constitue un indice du métier ou de l'art pratiqué. Très souvent, la tête, assimilée dans les arts et métiers au côté plat du marteau de façon restrictive et ainsi opposée à la panne, est légèrement arrondie sur les bords. La masse, le plus souvent en acier, au terme du mouvement du marteau tenu à main, en arc de cercle, produit un choc et exerce une pression sur la zone de frappe, dite de contact. La masse déplacée peut être plus ou moins importante, l'arc de cercle plus ou moins ample selon la fonction particulière du marteau. L'effet utile du coup de marteau ou du choc se définit par le produit de la masse en chute libre par le carré de la vitesse au point de l'impact, soit : 
- Effet utile du choc ≈ M V 2
- avec une quantité vectorielle de mouvement donnée par  {\displaystyle {\vec {p}}=m{\vec {v}}}

Nous remplaçons le signe d'égalité écrit par Pierre Larousse par une estimation. Charles Frémont, ingénieur expérimenté et chef du laboratoire des travaux pratiques de mécanique de l'école supérieure des mines, dans la revue de métallurgie, a mis en garde contre des formules simplificatrices purement linéaires :
- Pression à l'instant du choc = constante K * Poids * Vitesse d'impact[12],[13].

Si quelques expériences simples de laboratoire mécanique correspondent à une pression instantanée résultant du choc proportionnelle au poids (unité simplifié en kg) et à la vitesse d'impact (exprimée en m/s), dévoilant une constante caractéristique du montage, notamment du ressort employé, l'étude de cas précis dans l'industrie, notamment la rupture d'essieux d'attelage ou de crochets de traction des convois ferroviaires, soumis à des contrecoups ou chocs violents, prouve que cette estimation est mise en défaut, d'abord par des phénomènes d'inertie, de vibration des supports sans oublier les caractéristiques des matériaux (élasticité, déformation plastique) incluant leur résistance propre à la fatigue ou les éventuelles (micro-)fissurations à évolution catastrophique. La caractérisation du choc nécessite de définir ou analyser au mieux, selon Charles Frémont, la quantité de travail dynamique pour déformer différents objets percutés ou crushers, en référence à une pression statique ou à un test de déformation en éprouvette. Ce qui permet en retour de mieux choisir ou agencer les matériaux à mettre en œuvre, pour minimiser l'impact des chocs répétés et coups fortuits, en appliquant diverses formes géométriques adaptées, et des composants soit élastiques soit absorbeurs d'énergie, éventuellement prévu pour casser au bon endroit etc. Les arbres à manivelle des diverses machines ou pompes sont ainsi équipées de flasques élastiques. Les matériaux et la structure des marteaux récents montrent parfois le fruit de ses améliorations techniques.
La force de frappe d'un homme de l'art peut être considérable, en tenant compte de l'effet de chute de l'ensemble ouvrier-marteau. Le choc provoque au point d'impact la propagation d'ondes sonores, en particulier d'infrasons caractéristiques de la matière traversée avec diverses restaurations de vibrations fines en surface, ainsi les mineurs experts au toucher ou à l'oreille fine pouvait reconnaître ou localiser une flache, autrement dit "une fente dans la masse d'une roche", notamment au son qu'elle rendait sous le marteau, au fond de la mine, ainsi la technique similaire dite de percussion dans le bâtiment, procédé par lequel l'homme de l'art vérifie l'état d'intégrité d'une pièce de bois de charpente, d'une meule en pierre, d'une brique etc. en la choquant avec le marteau.

Test de résonance avant le rhabillage d'une grosse meule tournante d'un moulin à farine, Fabrique suédoise de gruau Vårgårda, photographie de Karl W. Gullers en 1945, collection du Musée nordique

De plus, un marteau dont le manche est flexible accroît le facteur vitesse, comme c'était le cas pour le marteau des ouvriers casseurs de cailloux sur les routes ou leurs chantiers de matériaux. Ainsi autrefois le batterand, masse de fer à manche flexible servant à casser les pierres, ou aujourd'hui une variété de marteaux à manche en caoutchouc rigidifié ou en plastique incorporant un élastomère semi-rigide etc. Pourtant est apparue une nécessité de marteaux de grande puissance dans les grandes forges et usines à fer, manœuvrés par l'énergie potentielle de chute d'eau ou plus tard par des moteurs à vapeur. Pour affiner le métal, afin d'en extraire au sortir du foyer d'affinage toutes les scories résiduelles, ou forger de grosses pièces, il fallait comprimer avec violence le métal et impérativement disposer de tels dispositifs de martelage répété et rapide nommé cinglage. Les anciens forgerons qui travaillaient le fer ou le cuivre devaient frapper avec vigueur, rythme et coordination, et sous leurs marteaux s'échappaient des parcelles d'oxydes métalliques, nommées battitures.
La force de frappe ou de percussion peut être bien plus modérée selon la matière travaillée ou si l'énergie est canalisée, par exemple si l'objet à frapper est tenu fortement par un étau, posé sur une lourde enclume à grande inertie, renvoyant une force de réaction en retour non négligeable. Mieux, en utilisant coin, clavette, burin ou clou qui canalisent et orientent la force de pénétration, le marteau se limite à un rôle percuteur. Le burin, simple ciseau d'acier trempé dur, sans manche, une fois placé adéquatement et frappé avec le marteau permet de diviser ou couper la matière métallique. La guilloche est une sorte de burin, plus petit, manœuvré à la main ou au marteau pour faire des guillochures, encore nommées guillochis ou guillochages, qui correspondent à des ornements composées de lignes ondées, croisées, parallèles et symétrique exécutées sur des pièces d'orfèvrerie.
Les emballeurs ou coffretiers, les orfèvres etc. ont besoin de marteaux relativement petits, légers, manipulables et faciles à porter, alors que les forgerons travaillant le métal à chaud exigent des outils plus grands, lourds et puissants. Manier un marteau spécifique demande souvent un long apprentissage, à l'instar de l'art du forgeage nécessitant de longues années. Parmi les ouvriers à marteau d'autrefois, c'est-à-dire les hommes de métiers qui se servent principalement du marteau dans les arts, se comptent les forgerons, les serruriers, le ferblantiers, les chaudronniers, les dinandiers, les batteurs d'or, les orfèvres, les menuisiers-coffretiers ou emballeurs fabricant de caisse,... Une batterie de marteaux permettait la fabrication du cuivre rouge. Le marteau est en conséquence l'outil par excellence de nombreux corps d'artisans. Son maniement expert et précis par ces artisans des métaux nobles que sont les orfèvres et ciseleurs, que ce soit en Orient ancien ou chez les Mixtèques de l'isthme de Tehuantepec, assurant des chocs d'intensité et de fréquence variable, ou excellant en diverses fortes compressions aux points voulus, est une preuve de l'habileté apprise pendant un long et difficile apprentissage. Son emploi maîtrisé, s'il nécessite un art du dessin chez le forgeron, impose chez l'orfèvre ciseleur une "vision anticipée précise en trois dimensions" de l'œuvre délicate et élégante à réaliser à partir d'un cube d'or ou d'argent.

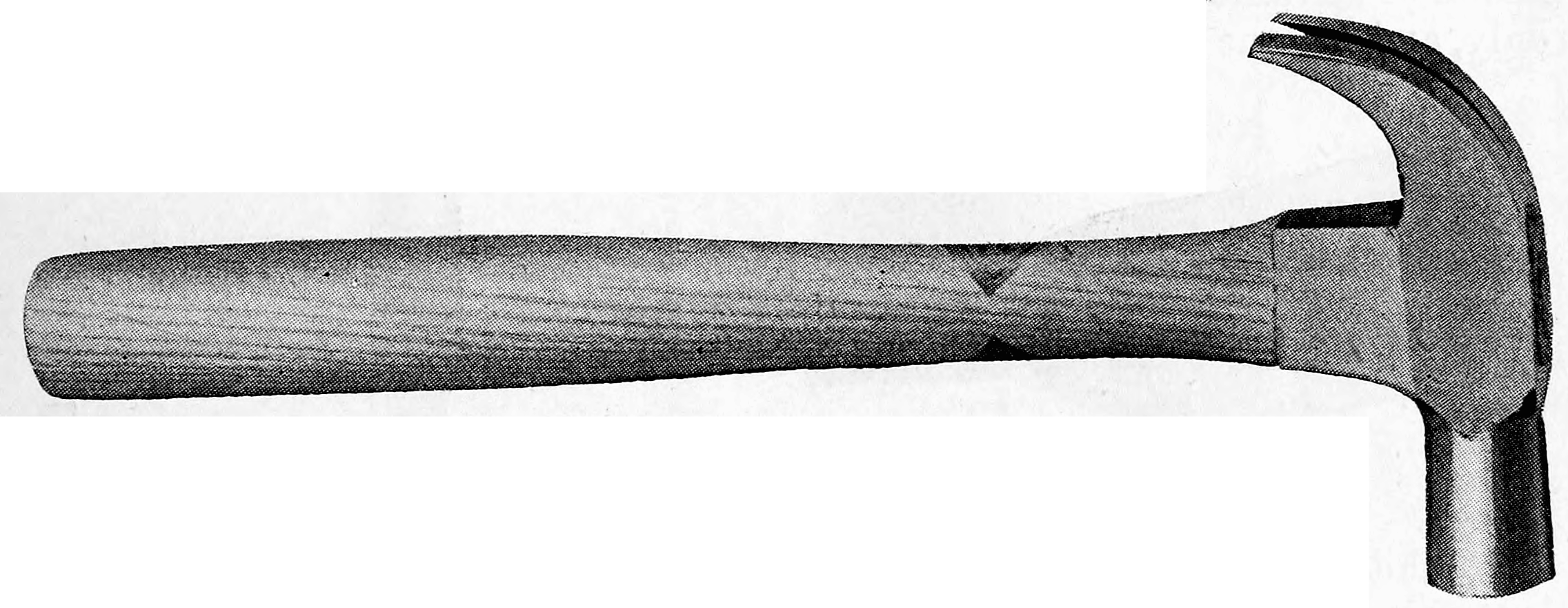
Marteau à arrache-clou pour le travail du bois. "Claw hammer" de l'ouvrage américain sur l'artisanat en menuiserie et charpente, Cassells' Carpentry and Joinery, édité en 1907

Pour planter un clou dans du bois, il faut un marteau léger, peu encombrant et surtout mû rapidement, à l'instar du geste délié du charpentier, ce qui provoque le moins possible de fentes et de cassures dans la matière ligneuse traversée<. Le menuisier, par nécessité plus méticuleux, craint la fistule, ce faux coup de ciseau ou ce ripage maladroit de marteau qui endommage irrémédiablement la surface du bois. Un marteau lourd est impératif pour assurer la compression de lourdes masses résistantes et malléables. Le ciseleur de cuivre mettait en forme au marteau, un art délicat pour ne pas déchirer la fine tranche de métal, mais pour continuer à ciseler, il lui fallait recuire la matière à l'aide d'un four, il avait aussi besoin, pour poursuivre son labeur de mise en forme, de diverses enclumes, bigornes et autres supports, buttoirs, mattoirs, repoussoirs, etc. Un marteau de métier annonce ainsi maints autres outils et objets divers que l'artisan a dans son atelier ou emmène sur un chantier.
Lorsque la tête est faite d'une matière peu dure comme le bois ou la résine, il ne s'agit plus exactement d'un marteau, mais d'un maillet connus des métiers employant le bois, charpentier, menuisier, tonnelier, charron etc. et lorsqu'il a au moins une face tranchante il s'agit de hache d'ouvrage, par exemple de l'ardoisier. Le rayon d'action est fonction de la longueur du manche si l'artisan est immobile : un manche long appelle souvent un évidement de la paume sur le dessus, un manche court des formes courbes. On peut toutefois considérer comme des marteaux ces outils de bois comme certains percuteurs en pierre dure, par le principe d'équivalence de forme et de fonction. La batte de tonnelier est un maillet pour retirer ou enfoncer la bonde des fûts. Mais la batte de zingueur, qui lui permet de plier la feuille de zinc, n'est plus un marteau.
De multiples marteaux, plus ou moins légers, avec des caractéristiques spécifiques en accord avec les techniques de frappe ou d'usages techniques, sont utilisés dans les arts et métiers anciens, comme dans de nombreuses professions actuelles. Les marteaux du forgeron, du serrurier, du mécanicien, de l'horloger, de maréchal-ferrant, d'orfèvre, de ciseleur, du charron, du carrossier, de cordonnier, de galochier, de savetier, de bourrelier, de tonnelier ou de maçon, de couvreur, ou encore ceux du charpentier avec l'arrache-clous à la panne, ceux du menuisier, de parqueteur, de tapissier, ceux de carrier, de tailleur de pierre, de polisseur, de vitrier, de cantonnier, de tanneur, de fossoyeur ne sont confondus que par les béotiens de l'art ou les ignorants de la technique. Il est l'instrument privilégié, l'outil essentiel du dinandier, du chaudronnier, du prospecteur ou encore du géologue, qui en manipulent de toutes sortes pour différents usages. Le marteau est souvent remplacé par du matériel électrique ou pneumatique, par exemple le marteau du charpentier a été en grande partie remplacé, dans sa fonction principale, par le pistolet à clous. Le pistolet à clou, inventé en 1950, permet d'effectuer des tâches de fixation, rapides, facile et agréable.
Enfin, l'outil intervient dans la définition traditionnelle de diverses propriétés de la matière. Un fer "tendre" offre peu de résistance au marteau, au contraire d'un acier "dur". Le rouverain est un fer qui se casse à chaud sous le marteau, et qui est, en conséquence, difficile à forger. Les métaux ou pierres sont qualifiés de "aigres", si, sous le marteau, ces matériaux se révèlent cassants, non malléables et se brisent sous les coups,. Ainsi l'or aigre se fendille sous le marteau. Au contraire, une matière malléable peut être martelée, travaillée sous le marteau et être ainsi façonnée ou mise en forme avec une très faible épaisseur. Les métaux mis en forme par un tel martelage spécifique se nomment par exemple or battu, argent battu, le cuivre battu ou le fer battu. La malléabilité est la propriété des corps qui peuvent se déformer facilement sous le choc du marteau, l'écrasement au laminoir et la compression dans la filière. Dans ce dernier cas, le ductilimètre est le marteau qui sert à évaluer le degré de ductilité des métaux. La ductilité est la propriété que possèdent certains corps métalliques ou autres de pouvoir être battus, étirés, étendus, allongés sans se rompre.

## Historique du marteau, origine du mot

### Archéologie préhistorique et antique
Le marteau, outil de métal ou pierre dont le manche est ordinairement en bois, existe depuis le début de l'intelligence humaine, appliquée à la métallurgie. Pourtant, pour assurer la découpe de silex, d'obsidiennes ou autres roches vitreuses ou dures en lames fines et coupantes, des percuteurs, artefacts esquissant une forme de marteau en bois d'animal ou en os, sont communément employés. Il est illusoire de vouloir séparer ces anciens percuteurs en pierre dure, en os, en bois d'animaux des premiers marteaux à masse ou tête métallique ou encore des massettes ou des gros maillets en bois de forme similaire. Les temps paléolithiques distinguent déjà un marteau pure force de frappe du simple objet percuté devenant percuteur concret, burin, ciseau, coin, chasse, pal, pieu, pointe etc. à l'image du couple formé par le lanceur/propulseur et la sagaie/lance. D'efficaces marteaux en dolérite ont été découverts sur le site de la pyramide de Menkaourê. Déjà en Mésopotamie aux prémisses de l'âge du bronze, il y a plus de 5000 ans, le martelage facile du cuivre et de l'or paraît maîtrisé, les artisans et métallurgistes utilisent le marteau, voire l'association marteau-pointerolle, par exemple pour creuser dans les mines de cuivre et d’étain. Les temples de Babylone étaient garnis d'énormes statues d'or, d'argent, de fer et de bois : les colosses en métal correspondent à des ouvrages massifs à âme de bois, recouverts de lames de métal travaillées au marteau. Ces simulacres portant couronne sur la tête et sceptre à la main pouvaient être animés, voire disposer d'une langue mobile, selon Baruch, mue en réalité par les prêtres chaldéens à partir de ressorts cachés.

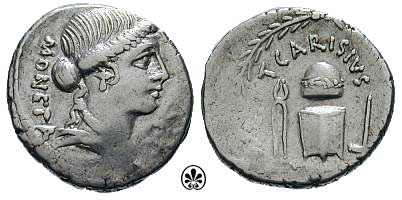
Avers avec tête de la déesse Junon Moneta et revers montrant sous couronne de laurier, la coiffe de Vulcain sur une table enclume, son marteau et ses pinces, denier romain, émis en l'an 46 avant notre ère par le monétaire Titus Carisius, pesant 3,72 g d'argent

L'outil en fer garni d'un manche a servi à battre les métaux, à forger : il a été utilisé à toutes les époques comme outil principal du forgeron. Le marteau et l'enclume sont dans le monde gréco-romain les attributs du dieu de l'Etna Vulcain/Héphaïstos et des Cyclopes. En Méditerranée orientale, paraissant émanées des premiers Peuples de la Mer, les divinités cabires, qualifiées d'épithètes marquant la force, la vigueur, la puissance, sont représentées par des nains robustes armés d'un marteau. Si Herodote les assimilent à des fils d'Héphaïstos, les Phéniciens leur accordent l'invention de la navigation, les considérant en dieux qui protègent les vaisseaux et président à leur construction. Leurs images à la poupe des trirèmes phéniciennes portaient en grec ancien le nom de pataīkoï, qui pourrait être rapproché du verbe patassô, "frapper avec un marteau". Même le terme pugmaios, c'est-à-dire pygmée ou nains qui les qualifient abusivement, pourrait être dérivé du mot sémitique poghem frappant avec un marteau. 
Les fouilles campaniennes à Pompéi dévastée par l'éruption pyroclastique dévalant du Vésuve vers l'an 79 ont dévoilé l'outil du charpentier romain, répandu, qui permet d'enfoncer et d'arracher un clou, le marteau arrache-clou. Le côté plat de sa tête est la surface de frappe, et l'autre côté au profil arrondi de pioche ou en forme de pied de biche permet un effet de levier, grâce à sa fente qui permet de coincer la tête du clou à récupérer. Au Ier siècle, le forgeage des clous était une activité commune au sein du monde gréco-romain qui a largement assimilé la métallurgie et la charpenterie celtique, comme l'attestent dans ses marges nordiques les quelques 900000 clous mis au jour dans la forteresse d'Inchtuthil, et il existait une gamme de marteau pour frapper, marteler, battre les métaux, sans oublier la hache-marteau de bataille des légions romaines. L'invention du clou, c'est-à-dire une pointe avec une tête façonnée, et la connaissance mathématique du levier divulguée par Archimède après le siège de Syracuse remonteraient aux années 260 à 250 avant notre ère.

### Origine du mot
Le mot français, de genre masculin, est d'abord "martel", mot signalé comme du vieux français au XIXe siècle. Il s'agit d'un mot de l'ancien français attesté dans le Voyage de Charlemagne au début du XIIe siècle qui provient du latin populaire martellum ou du latin tardif martellus attesté par les étymologies d'Isidore de Séville : ces deux derniers mots serait issus du latin impérial martulus, produit par l'altération de marculus, un dérivé diminutif proche du latin classique de genre masculin marcus, i signifiant le "marteau". L'ancien mot martel est polysémique, désignant a minima :
- i) l'outil générique qu'est le marteau,
- ii) l'action de marteler, c'est-à-dire frapper du marteau,
- ii) la cheville qui tient les chevaux attachés au limon,
- iv) le nom d'un jeu et enfin
- v) une inquiétude ou un tourment psychique qui s'est maintenu jusqu'à nos jours dans les expressions "se mettre martel en tête" ou "être ou devenir martel/marteau".

Cette forme authentique d'ancien français s'est maintenue longtemps, insérée dans diverses expressions ou peut-être en raison de sa proximité avec l'italien martello, puisque la forme plurielle de martel, marteals au XIIe siècle ou marteaus, cette dernière attestée en 1380, a contaminé rapidement en retour le singulier, engendrant dans les milieux populaires, notre terme "marteau". Ces mots cités proviennent tous du mot latin populaire ou tardif martellus, dérivé de formes diminutives du bas latin martus, au sens de marteau de forge ou d'atelier, voire plus anciennes martulus ou classique marculus. Un rapprochement d'origine avec le mot latin malleus a été suggéré par divers lexicologues et philologues, ce qui justifierait l'appartenance à la famille de mots aussi divers que "mail, maillet, mailloche, malléable, malléabilité etc.". En français régional de Bourgogne, le mot marteau désigne également la molaire, c'est-à-dire la "grosse dent" ainsi nommée dans la Nièvre voisine, une dent qui sert à broyer ou moudre, du verbe latin molere. La diversité des langues romanes de France apparaît importante pour nommer le marteau. Ainsi en picard ou ch'ti, il s'agit du martiau, en occitan martèl, en bressan marté ou en arpitan franco-provençal martél, en corse martellu etc. Notez parfois la variabilité dialectale sur quelques dizaines de kilomètres : ainsi en patois vosgien ou lorrain montagnard de la Haute Meurthe autour de Fraize, lo mouaté signifiant le marteau ou battant (de cloche, de machine hydraulique etc.) devient en patois welsche orbelais voisin, lo matey avec un son final j mouillé etc. 
Le lexicologue Pierre Larousse propose l'hypothèse d'une proche parenté des racines "mar" ou "mal" signifiant broyer, écraser, frapper pour écraser ou broyer, d'où la proximité des mots de même radical, à savoir malleus provenant de malteus, martellus de martus, marculus de marcus au sens de frappe etc.. L'idée de frapper s'est perpétuée dans la pièce souvent ouvragée du marteau de porte, qui est une espèce d'anneau lourd et mobile ou de battant qui est attaché au milieu du portail ou de la porte close de demeure ancienne, à l'extérieur, et avec lequel le visiteur inattendu frappe pour se faire ouvrir. Le dictionnaire Le Robert, laconique, le définit tel un heurtoir fixé au vantail d'une porte. Cette idée est bien présente dans le marteau d'arme, quel que soit sa forme, jusqu'à son lointain héritier sportif associé au lancer de marteau une sphère métallique reliée à une poignée, que les athlètes tiennent en pivotant sur eux-mêmes, puis lâchent, de façon subite, en restant sur une esplanade ronde de lancement, vers une fenêtre ouverte de direction imposée.
Si la martelette, petit marteau de maçon, est un diminutif féminisé récent de martel, le mot de genre masculin, martoire, espèce de marteau à deux pannes, outil des serruriers et des couteliers, paraît un dérivé de l'altération romane demartulus/marturus. Le merlin, mot français attesté en 1624, qui provient du latin marculus désigne précisément une hache à fendre le bois, peut-être un outil de frappe à tête polyvalente, marteau d'un coté pour enfoncer un coin, hache de l'autre, à l'origine. À partir de 1803, le mot désigne aussi la masse à assommer les bœufs à l'abattoir. Pierre Larousse, en oubliant curieusement le substantif allemand der Hammer (die Hämmer au pluriel) et le mot anglais hammer similaires par leur graphie, cite à l'appui de son hypothèse l'ancien slave mlatu, le russe molotu, le polonais mlot, l'illyrien mlat, et ne passe pas sous silence le kymrique mwrthwyl, le breton morzel ou le vieux norois miŏlnir des anciens scandinaves, rappelant le nom initialement terrifiant ou foudroyant, du marteau de Thor, Mjölnir. Dans le chant Aegisdreka, un banquet offensant ouvre un combat titanesque et chaotique entre le géant Hrugner, lançant force rochers et pierres qui le constituent et l'invincible Thor lui jetant son marteau magique, avec pour résultat la formation de toutes les pierres à aiguiser du monde nordique.
Le mot souche marteals apparaîtrait en ancien français vers 1140, selon le Trésor de la langue française, avec la signification d'outil de fer propre à battre, à forger. En 1389 est signalé le marteau a maçon ; en 1453 le marteau de tapicerie; en 1676 le marteau d'assiette selon Félibien, qui deviendra spécifique du paveur.

### Historique de l'outil manuel des artisans et de l'outillage industriel des gros marteaux de forge

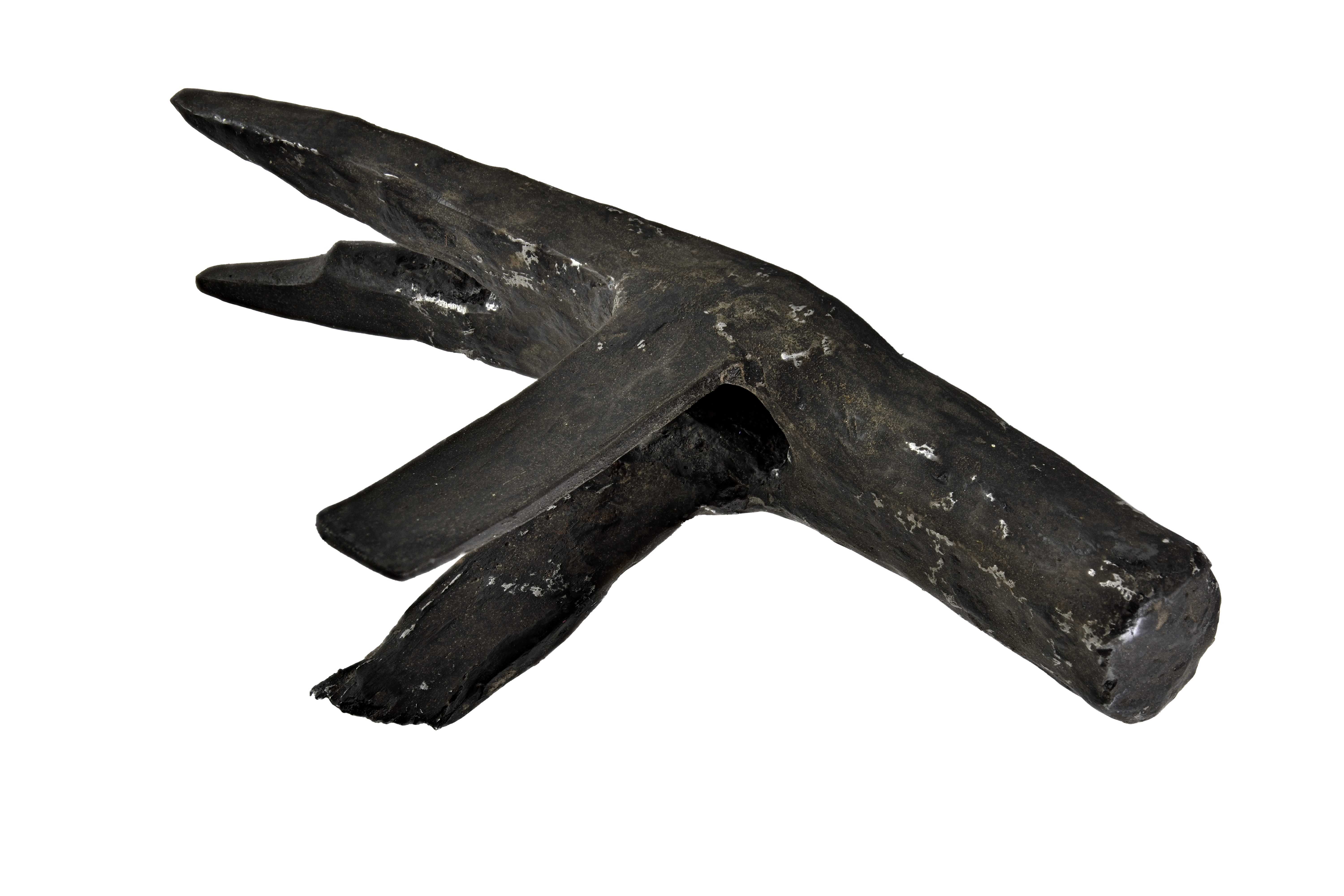
Tête de marteau avec arrache-clou et ses appendices de fixation en fer, datée de 1325 à 1425, mis au jour à Bruges

Pendant le Moyen Âge, son usage s’est développé ; le charpentier maître de la construction en bois utilise cet outil, sous la forme d'un maillet ou d'une masse souvent tout en bois, pour faire rentrer de petits morceaux de bois pointus, succédanés du clou ou de la cheville, analogues à un tenon poussé dont le trou initial ou mortaise est effectué au ciseau à bois, et assurer l'assemblage des planches. À cette époque, différents marteaux sont aussi utilisés pour ferrer les chevaux. La dénomination de febvre, variante de homo faber ou ouvrier du fer médiéval travaillant à proximité d'enclumes, rassemble les couteliers, les taillandiers, les forgerons, les serruriers et les maréchaux. Foule de dictons familiers nous ont été transmis de cette lointaine corporation médiévale, marqueuse de patronymes : "Entre le marteau et l'enclume, il ne faut pas mettre le doigt". Le lexicologue Pierre Larousse regrette en son temps que le vieux mot français, fèbvre ou fèvre, désignant l'ouvrier se servant d'un marteau, tombe en désuétude.
Retenons l'association du marteau et de l'enclume, remontant au monde antique et prolongée au-delà de l'époque contemporaine. Une enclume en fer ou coulée en fonte moins onéreuse à l'époque moderne, doit faire rebondir le marteau avec force et rendre ainsi un son clair et argentin. Si ce n'est pas le cas, une restauration s'avère nécessaire : l'enclume était chauffée dans une boite pleine de cément, puis trempée avec un courant d'eau fraiche pour ne point amener de recuit à sa surface. Le cément est un charbon de bois spécifique, broyé très fin en poussiers, à l'instar de celui employé pour aciérer par cémentation. Si cette opération de maintenance est encore possible pour les grosses enclumes de forge, elle ne l'est pas pour les enclumes de martinet pesant de 8 à 10 tonnes.  
Les variétés d'enclumes de tailles modestes et de formes variées suivant les métiers se nomment souvent "tas", "tasseau" ou "bigorne". La bigorne consiste en une masse métallique de fonte ou de fer, présentant diverses formes latérales de la pyramide à des pointes en cône et surtout une partie médiane en forme de table, dont le dessus est aciéré et trempé, dans le cas de bigorne masse en fer. Les outils associés qui frappent sur celle-ci sont les marteaux à devant, les marteaux à pleine croix, les marteaux à bigorner etc. Les petites bigornes pèsent entre 7 et 10 kg, les grosses bigornes 10 à 20 kg. Émile Littré a attaché le mot attesté au XIVe siècle, à l'étymon "bicornis", signifiant "qui a deux cornes", pour préciser que ses extrémités de frappe sont en pointe. Le verbe bigorner, employé au XVIIe siècle ne signifie pas seulement "forger sur la bigorne", mais "arrondir une petite ou grosse pièce métallique sur la bigorne, tourner en rond un bout de métal". Pourtant, il existe une multitude de formes selon le métier de ferblantier, de taillandier, de charron, de plombier, de bijoutier, d'orfèvre, de cordonnier, de tonnelier etc. La bigorne personnalisée en bijouterie est même conçue pour y effectuer par simple frappe le poinçonnage des métaux précieux, le poinçon officiel ou non étant gravé sur une partie de la bigorne.  
En métallurgie, le martelage à chaud du lingot de fer, nommé saumon, loupe etc. lorsqu'elle sortait des bas-fourneaux, représente une opération capitale et assurait la résistance du métal battu en éliminant les diverses scories résiduelles et en resoudant les parties de métal. La matière divisée ainsi expulsée du bloc de fer frappé et battu formaient les battitures.
En métallurgie moderne, la tôle est une feuille de fer ou d'acier plus ou moins épaisse obtenue par laminage. Le palâtre désigne la tôle battue en feuilles minces des anciens forgerons. La verge crénelée est une barre métallique qui n'est pas encore parée et qui porte encore les coups de marteau du dégrossissage. La trousse en métallurgie désigne soit un paquet de barre d'acier destinées à être forgées ensemble, soit un nombre conséquent de feuilles de fer battu et pliés en deux. Aplatir une barre à coups de marteau permet d'obtenir un lame. Les aplatisseurs, ouvriers qui aplatissaient les barres dans l'atelier nommé aplatisserie ou encore la "platinerie", se sont raréfiés avec l'instauration des aplatissoires et des laminoirs. L'aplatissoir était un instrument qui sert à aplanir le fer ou toute autre métal, alors que l'aplatissoire est un appareil de forge composé de cylindres, entre lesquels l'opérateur fait passer les barres de fer pour les allonger ou aplatir.
Les lourds marteaux mus par la force hydraulique apparaissent avec les différents battoirs ou battants au XIe siècle, notamment pour fouler les textiles. Ces dispositifs facilement polyvalents pouvaient aussi piler, broyer, écraser etc. diverses matières ou fruits de récoltes à transformer. Un martinet, variété de gros marteau à bascule, associé à un moulin, est attesté en 1116 à Issoudun. Le lexique de ces machines anciennes illustre une vieille association complice du forgeron et du charpentier, pour concevoir une armature contrôlant la mobilité des masses de métal, de plus en plus énormes. La soucherie désigne la charpente de l'équipage d'un gros marteau de forge. Le ressort de marteau est la pièce de bois et de fer fixée par un bout et agissant comme un ressort pour relever le manche d'un gros marteau de forge. L'ordon est la charpente d'un gros marteau de forge, qui a fini par dénommé l'ensemble du marteau, de sa charpente et de l'appareil destiner à l'actionner. Le prince est la pièce principale de l'ordon alors que le montant de l'ordon est le bloc de pierre supportant l'ordon d'un gros marteau de forge. Le drôme est la forte pièce de bois faisant partie de l'assemblage qui supporte le marteau d'une grosse forge. Le court-carreau est la pièce verticale reliée par la drôme à la grande attache du marteau de forge. Le culart en fonderie ne désigne qu'une partie, en reculée, de l'équipage d'un gros marteau de forge. Le rabat, en métallurgie, est le madrier articulé sur un pivot à l'une de ses extrémités  et placé au-dessus des gros marteaux et martinets à cingler, de manière à faire ressort et les rabattre sur l'enclume. Le margason est la mortaise où s'engage le manche du marteau, dans une forge à la catalane. La brée est la garniture en fer d'un manche de marteau de forge. Le verbe démarguer signifie en métallurgie enlever et démancher le martinet, et par extension, enlever de l'entaille qui le maintient un outil quelconque, à l'instar du marteau. La hulse, encore dénommée hurasse ou cogue, est une grosse bague de fonte, souvent à tourillons, dans laquelle est posée ou passée l'extrémité du manche d'un marteau à soulèvement ou à bascule et qui renferme l'axe de rotation de ce marteau,.
Vers les années 1400, le marteau devient l’outil essentiel des cordonniers, qui s’en servent pour attendrir le cuir et pour différents usages communs aux différents métiers du cuir. Les paysans n'emploient jamais de faux sans un attirail nommé battements : il s'agit d'un marteau et d'une enclume de taille modeste et aisément portable, pour battre la faux. Dans le Velay, le couple formé par le marteau et une enclumette se dénomme par un curieux pluriel, les marteaux. L'usage des divers marteaux est fort commun dans le monde rural, dans les multiples forges, sur les chantiers du charpentier, dans les boutiques ateliers d'artisans du bois ou de métallurgistes, comme les fabricants de sonnailles qui savent frapper sur la pièce fabriquée, pour lui donner un timbre convenable et la note souhaitée, voire dans les divers ateliers attenant aux maisonnées etc.  
Les marteaux de mineurs, de carriers ou de tailleurs de pierre se déclinent en grand nombre. Le batterand, en carrière de taille ou au fond de la mine, est un marteau servant à enfoncer les coins dans la roche. La "smille", attestée en 1676, est un marteau à deux pointes avec lequel le carrier pique le moellons pour en régulariser les faces. Cette opération se nommait smillage au cours des chantiers en 1846. Le monde rural a longtemps conservé pour la taille de pierre, le marteau dit à layer, à laie, à laies ou encore le marteau bretelé ou marteau brette, avec une tête biface, pointue et tranchante d'un côté, dentelée de l'autre. La taille de pierre à fusil nécessitait d'écailler le caillou, c'est-à-dire de détacher au moyen du marteau à deux pointes, des écailles de silex pour en faire des pierres à fusil. L'ébarbeur de boulet gratte le sable de l'enveloppe de coulée, casse les jets, enlève la coulée et les coulures avec un "tranche-à-fusil". Il peut enfin rebattre le boulet avec le marteau à main.
Après l'apparition du haut fourneau au XVe siècle, la forge, tout en restant le fourneau à soufflerie pour le travail à chaud des métaux, devient l'atelier où les sidérurgistes traitent la fonte pour la transformer en fer malléable et martèlent le métal obtenu, à chaud, pour lui donner différentes formes. Le forgeage de pièces en fer consiste à donner des formes précises au métal en le travaillant au feu et au marteau. Cas particulier, le forgeage à froid  correspond  au travail du fer sans le chauffer préalablement. Le martelage correspond en métallurgie au travail consistant à battre les métaux à chaud ou à froid pour les forger et leur donner l'ébauche de leur forme définitive. Ce travail est réalisé en martellerie, atelier de forge où le fer est travaillé au marteau. Le fer fabriqué au marteau supporte 35 kg par millimètre carré sans se rompre, alors que le fer simplement roulé au laminoir ne supporte au mieux que 30 kg<. Le fer battu reste le fer travaillé au marteau sur l'enclume. Une batterie est une ancienne usine où l'on bat et étire le fer pour en faire des tôles. L'adjectif écrené qualifie un fer passé sous le marteau après la seconde chauffe. Le fer étiré qualifie une pièce en fer qui s'est étirée après avoir été battue à chaud. Refouler le fer consiste à battre le fer au rouge à grands coups de marteau. Mouleurs et fondeurs repoussent au marteau. Un fer écroui a été rendu cassant par le martelage à froid. L'écrouissage d'un métal se réfère au verbe écrouir, signifiant "passer un métal à la filière ou battre un métal à froid pour le rendre plus dense et plus élastique.
On doit mentionner dans l'industrie les marteaux frontaux, à bascule ou à soulèvement mus par un moulin à eau comme les vieux marteaux à drômes, les martinets, les marteaux à ordon, les marteaux à soulèvement d'autrefois ou par un moteur comme les marteaux-pilons, gros marteaux de forges où la masse pesante agit verticalement, fonctionnant à la vapeur, à l'air comprimé ou à l'électricité. Selon les standards de l'industrie en 1860, les gros marteaux de forge sont appelés "martinet" si la masse frappante du dispositif est inférieure à 60 kg. Si la masse est supérieure à 60 kg, il s'agit alors de marteaux frontaux ou à soulèvement. Un martinet est un marteau à bascule, mu par une roue à cames, commandée par un moteur quelconque, et qui sert dans les grosses forges à battre le fer. Le marteau à soulèvement est un gros martinet de forme particulière. Un marteau frontal, dénommé simplement le frontal en métallurgie, s'apparente à un gros martinet de forge. Il s'agit d'un gros marteau à soulèvement mécanique dont on se servait dans les forges pour cingler les loupes de fer. Tous ces marteaux ou martinets de forge ne doivent point être trop soulevés par les cames, sinon, ne frappant pas correctement à la bonne distance, ils sont dits "marteaux cavaliers". Une série de pilons ou de marteaux disposés sur la même ligne et fonctionnant simultanément forme une batterie. La bogue, parfois nommée aussi bague ou hurasse, désigne en métallurgie un gros anneau à tourillons fixé au manche des marteaux à soulèvement. L'art de la fonderie contribue à l'équipement et installation des gros marteaux : la hulse ou hurasse est une bague en fonte où passe l'extrémité du manche d'un marteau à soulèvement ou à bascule, la chabotte est une pièce de fonte de grandes dimensions servant de base à l'enclume d'un marteau-pilon.

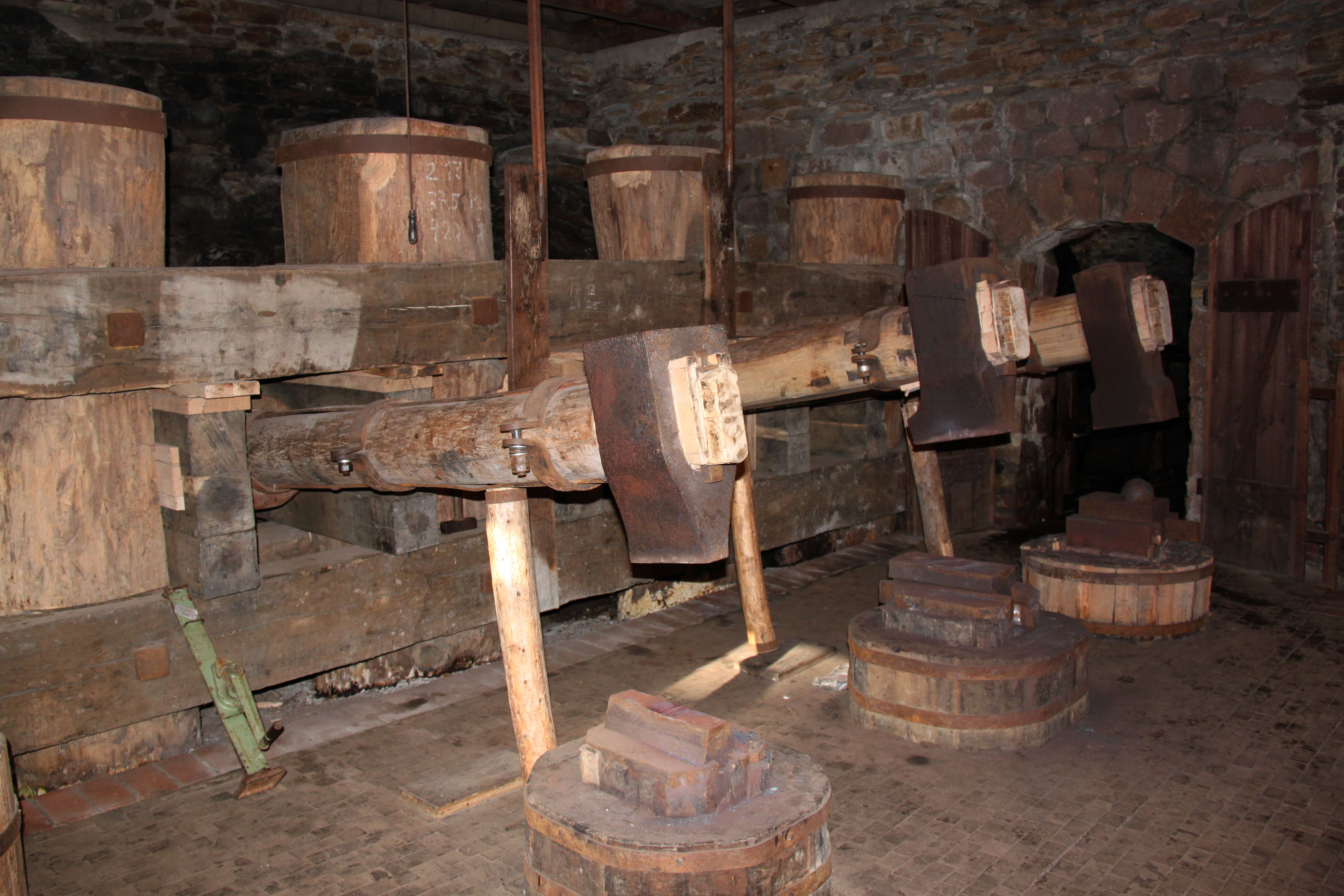
Série de marteaux-pilons à l'arrêt, reposant sur leurs cales. Forges de Freibersdorf dans les Monts Métallifères, en Saxe, 2010

La forge industrielle après 1850 a fait muer les définitions traditionnelles : le cinglage est l'opération consistant à chasser, soit par compression, soit par martelage au marteau-pilon, les scories contenues dans une loupe de fer provenant de l'affinage ou du puddlage, et augmenter ainsi la densité du métal. La loupe de fer est une masse de fer fondue et cinglée sur le marteau. En métallurgie, le verbe cingler signifie désormais forger ou corroyer le fer à l'aide de machines appelées cingleuses. Ne subsiste progressivement que le domaine artisanal évoluant vers la qualité ou le luxe, de la maréchalerie ou de taillanderie à la ferronnerie d'art. Pour l'armée, les balles de fer étaient encore forgées au marteau dans des matrices nommées "étampes, mais cette opération est trop onéreuse après 1865,. Elle ne reste alors que pour les obusiers 12 de montagne de diamètre 26,5 cm, proche des canons de 120 mm.
Notons que le terme de genre féminin masse était en partie synonyme de marteau au XIXe siècle, ne désignant pas seulement un lourd maillet pour enfoncer des coins dans du bois à fendre pour les bûcherons ou un lourd marteau des carriers. Elle représentait divers marteaux de formes variées, des nombreux marteaux employés par les mineurs, charpentiers, menuisiers, charrons, plombiers aux marteaux des sculpteurs, pour dégrossir le marbre. Pour fendre de grosses bûches ou rondins, le monde rural a longtemps gardé, associée aux coins de bois ou de fer, la masse, gros marteau de fer carré des deux côtés emmanché de bois, très semblable à une masse de carrier et gardant un usage polyvalent, alors que les charpentiers des campagnes désignaient toujours par ce mot un gros maillet de bois.

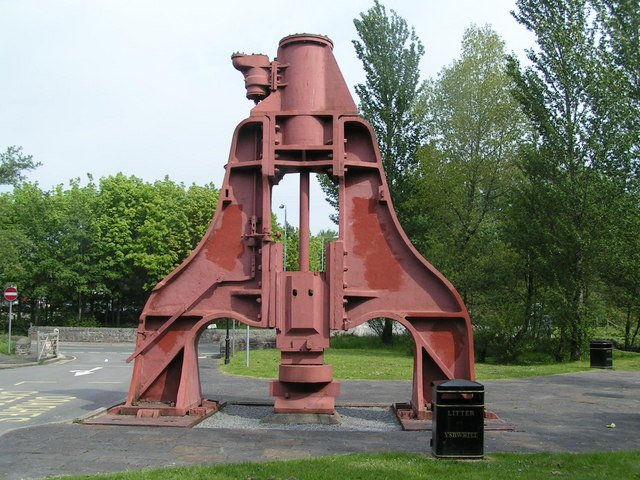
Marteau Massey autrefois mu par la vapeur avec son armature, exposé à l'entrée du parc du musée de la sidérurgie de Blaenevon

Ce n’est que pendant le XIXe siècle que se développe son usage le plus répandu, enfoncer des clous, des pointes ou poser des rivets en métal. L'essor de la construction, notamment métallique et la mécanisation, de l'extraction minière et de l'industrie ferroviaire, et plus tard de l'industrie automobile est un des moteurs de sa diffusion. Des centaines de marteaux spécifiques sont brevetés, notamment entre 1867 et 1941 rien que pour le marteau arrache-clou. La plupart des marteaux spécifiques comme les marteaux de forge s'achètent en quincaillerie. Des marteaux de caissiers de banque pour annuler par percussion les chèques, avant l'usage de perforateur, aux petits marteaux à clouer d'afficheurs, des marteaux de coffretier ou ceux des cigarettiers pour refermer une boîte de cigare en bois, aux marteaux de chirurgiens, de dentistes ou de médecins de la fin du XIXe siècle, l'outil  marque souvent une époque.
Au moment où le marteau devient symbole du travail industriel, le mot tend à s'insérer dans des noms composés désignant des machines-outils agissant par percussion : marteau-pilon, marteau-piqueur, marteau-perforateur, machine à emboutir nommée emboutisseuse ou emboutissoir etc. Avec le développement des emboutisseuses ou des puissantes presses, le fer battu qui n'est autre qu'un fer embouti et passé à la presse ouvre la voie vers la fabrication rapide et peu couteuse de divers objets. La machine à emboutir est constituée en principe par un marteau à tête arrondie avec lequel on façonne les métaux suffisamment malléables par chocs successifs et compression.
Le marteau pneumatique, inventé par Charles Brady King en 1890 et présenté à l'exposition universelle de Chicago consiste en un piston fonctionnant à l'air comprimé, qui permet la frappe sur un outil,. L'air comprimé libéré pousse vers l'avant le piston solidaire ici d'un marteau. Cette technologie permet aussi la pose de rivets par riveuse pneumatique, le calfatage des navires à coque métallique, etc. Cette invention technique aussitôt appliquée dans le bâtiment, les mines et carrières, la construction navale et l'automobile marque une ère de croissance économique, en quête de productivité. Depuis ses lents perfectionnements et l'invention de machines incluant des marteaux jusqu’à nos jours, son utilité s’est beaucoup développée et elle semble ne point se tarir.

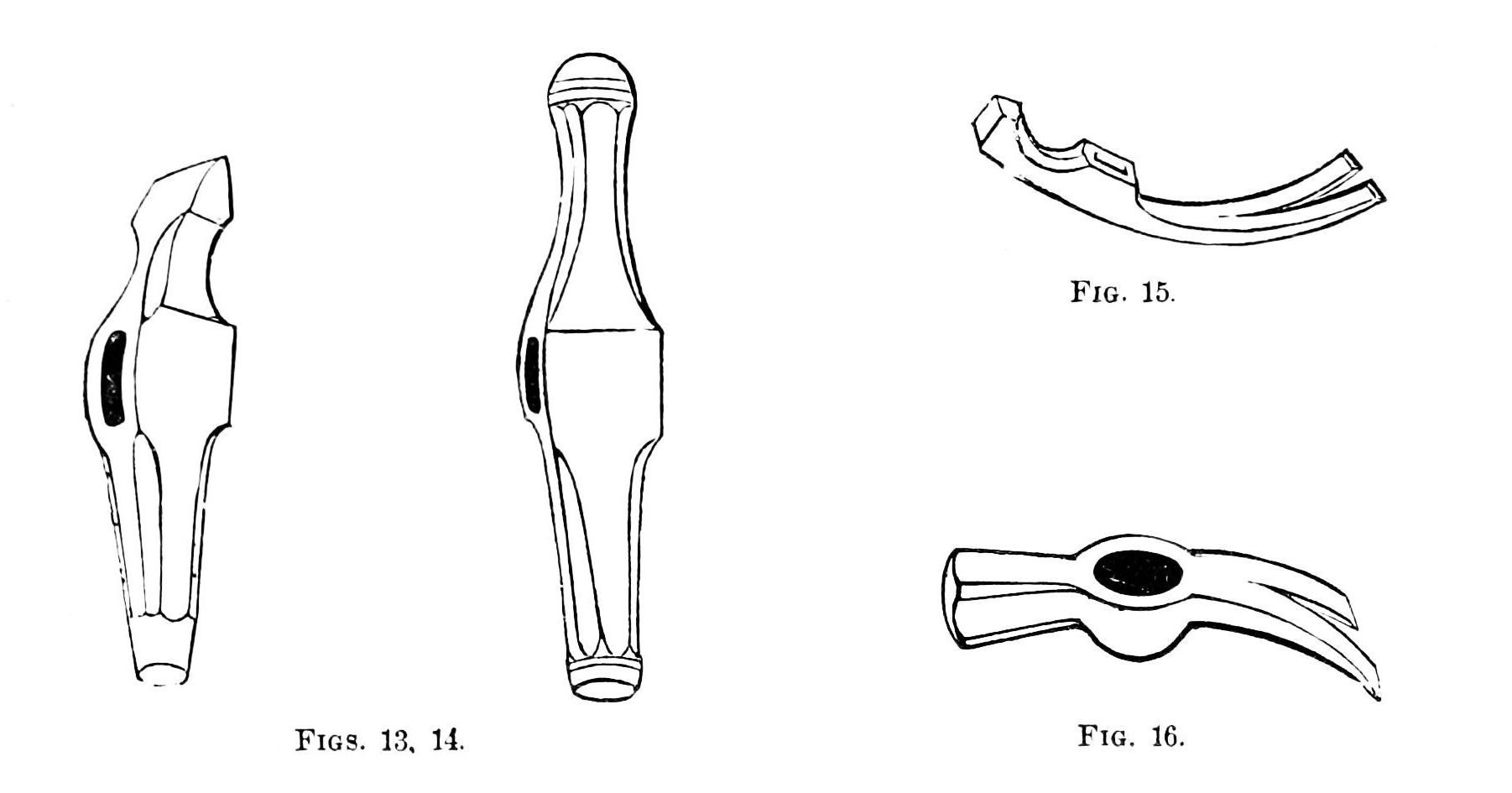
Comparaison de têtes de marteaux employés sur les chantiers navals, pour la forge à droite, pour la charpente de marine à gauche, Popular Science Monthly, Hammers and percussion, Volume 9, mai 1876.
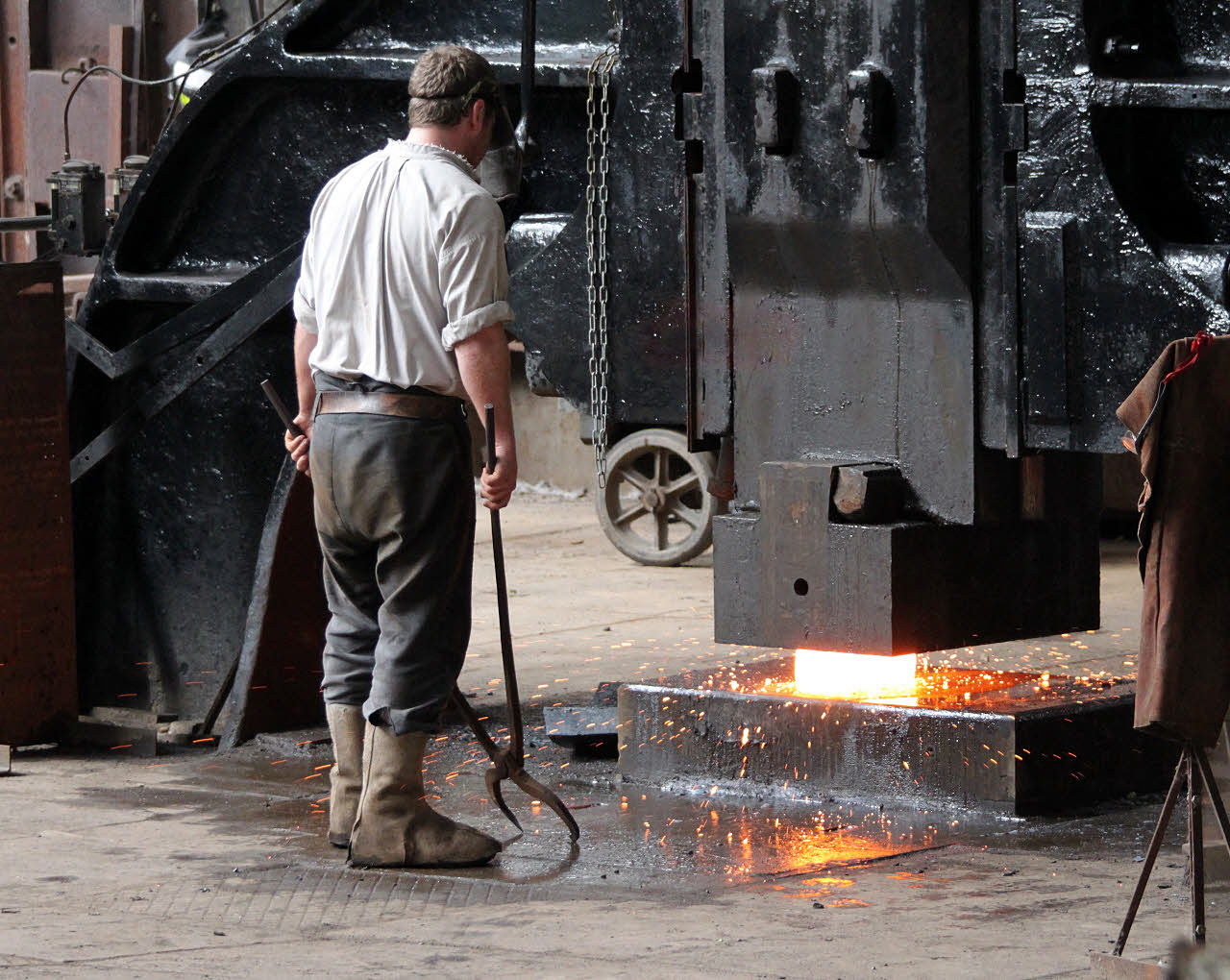
Morceau de fer pressé à chaud sous le marteau à vapeur, Musée de la ferronnerie G R Morton, Blists Hill à Madeley, 2012.
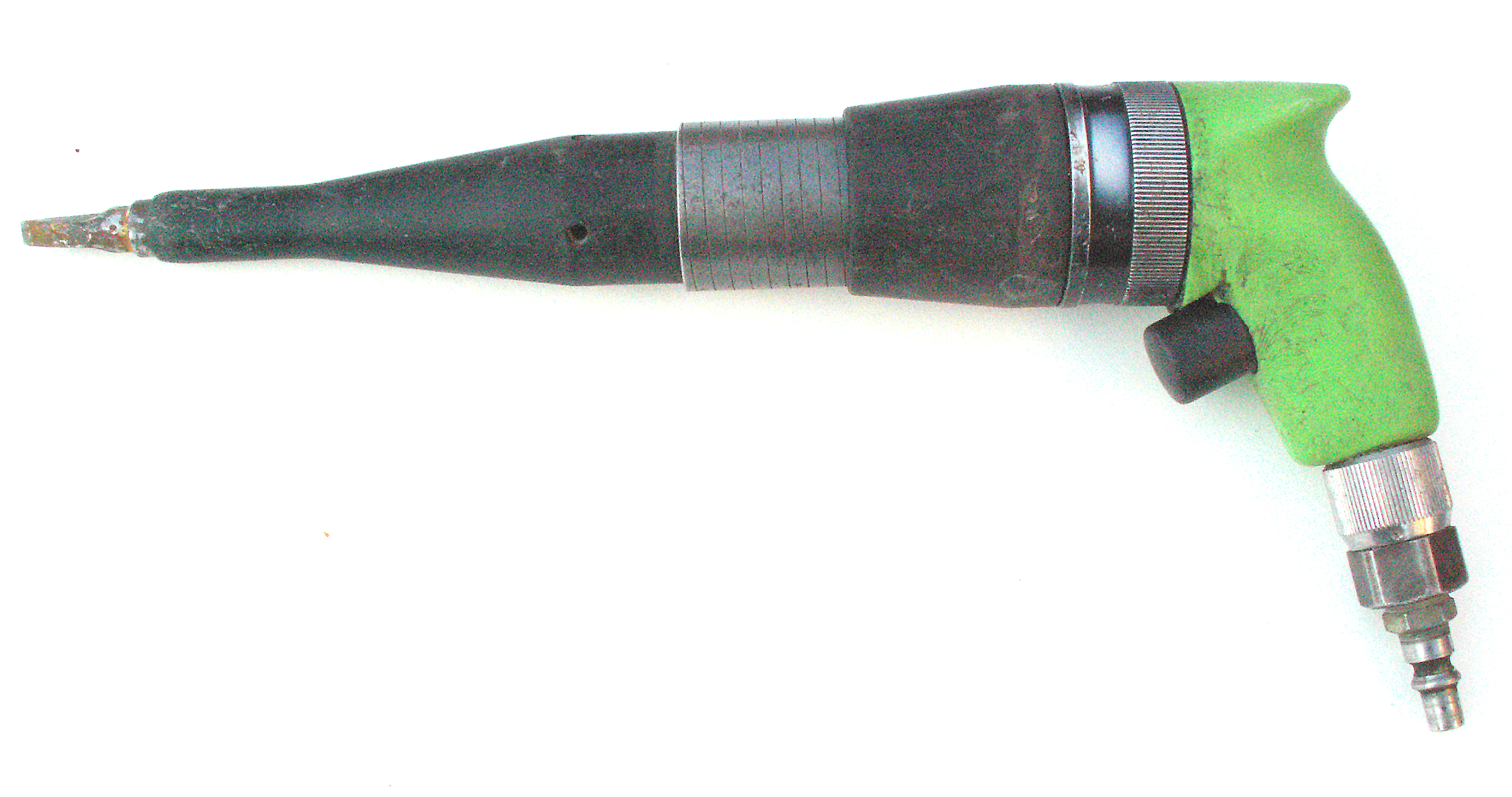
Marteau pneumatique portatif, à soupape régulatrice de pression. Ce modèle allemand à poignée protégée contre les vibrations est préféré des sculpteurs, au contraire des tailleurs de pierre qui veulent connaître la réaction du matériau.
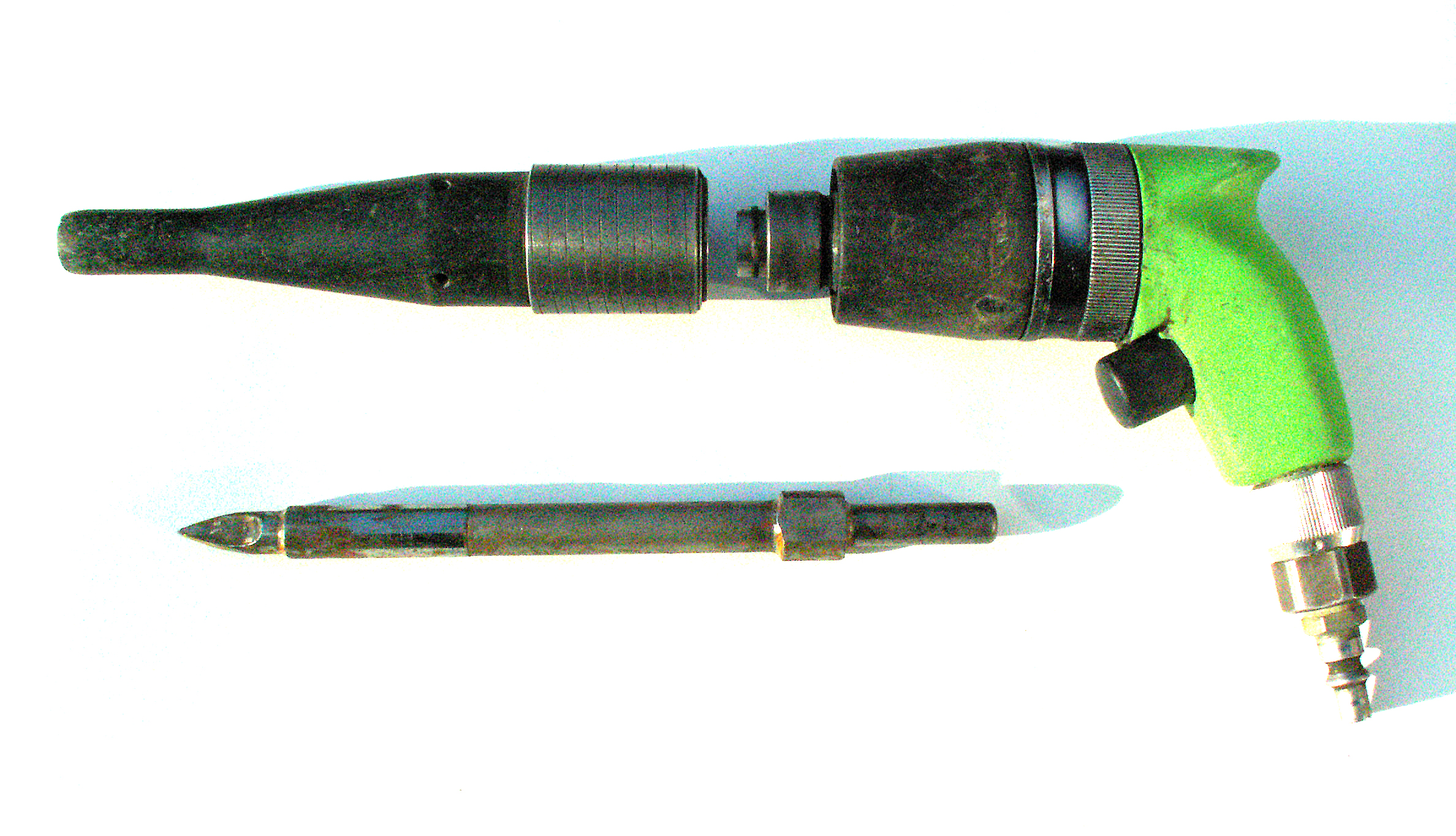
Le même marteau à air comprimé, démonté en 2009 avec son burin sorti du dispositif d'amortissement.

### Le marteau des institutions

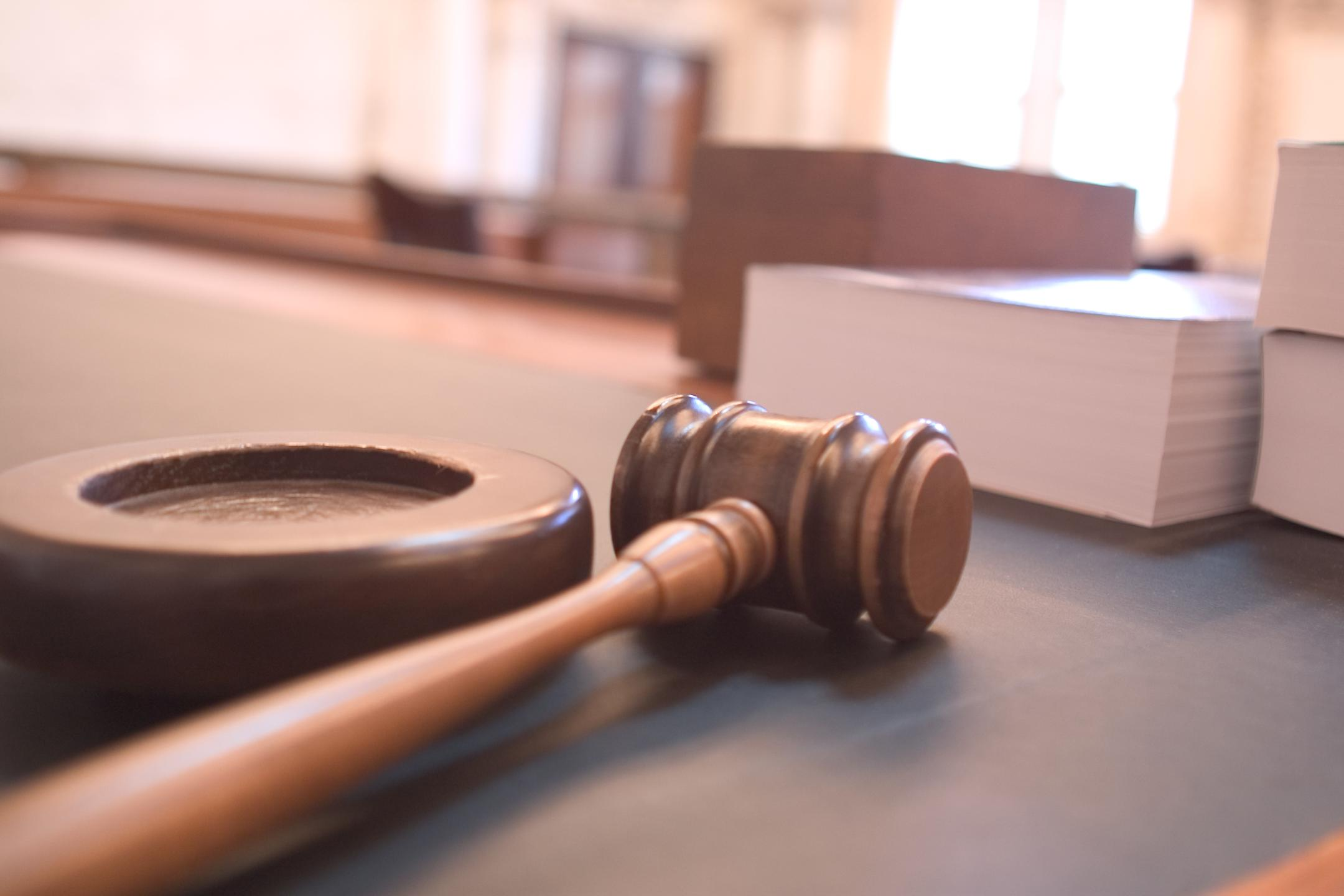
Maillet et bois de frappe du juge, première salle d'audience Gavel, cour de justice de San Francisco, 2020

Le marteau est aussi un outil de marquage du temps défini, au bénéfice de l'ordre institutionnel, ouvert ou fermé, délibératoire ou transitoire, ou d'une transaction. Le marteau du commissaire priseur d'une vente légale ou de l'adjudicateur de biens, en pratique bien souvent un petit maillet qui heurte un plan, une table ou un pupitre, rappelle le marteau de justice qui entérinait par un coup bref la décision ou la justice rendue.

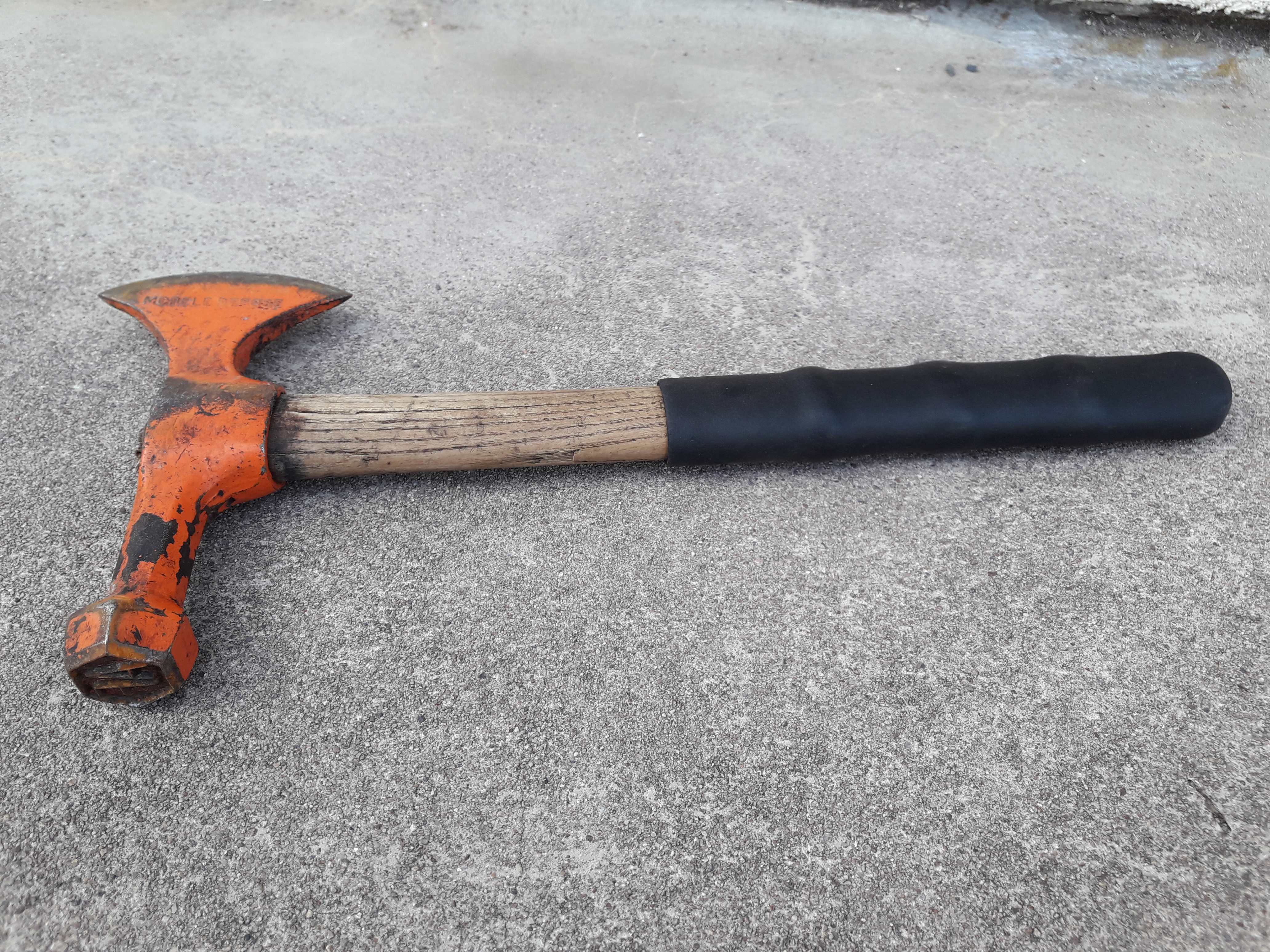
Marteau usagé, autorisé pour marquer les chablis : marteau forestier n°2, à tête de marquage hexagonale portant empreinte de lettres sans sérif, propriété de l'Office national des forêts

Héritier des antiques gruarii, anciens gruyères, garde-forestier des domaines privés ou officier forestier sous obédience seigneuriale ou royale, le corps des eaux et forêts a gardé l'emploi de marteau spécifique en fer ou acier, dont le gros bout porte une marque en relief, qui s'imprime par frappe à bonne hauteur du fût, nettoyé ou aplani par la longue panne, parfois une sorte de hachette, en opposition de la première qui martèle,. Le martelage forestier consiste à entailler l'écorce ou former une surface lisse, avec le côté de tête du marteau faisant hachette, et à marquer avec le côté plat le code référencé du propriétaire et/ou de l'ordre d'abattage sur la surface du tronc lissée ou mise à nu.
Sur les marchés urbains, le juré du marteau ou juré du cuir tanné était le préposé officiel surveillant ces échanges marchands avec l'étranger, en tant que gardien du marteau qui servait à marquer les cuirs forains. Les grossistes en peaux et fourrure marquent aussi leurs achats ou productions.

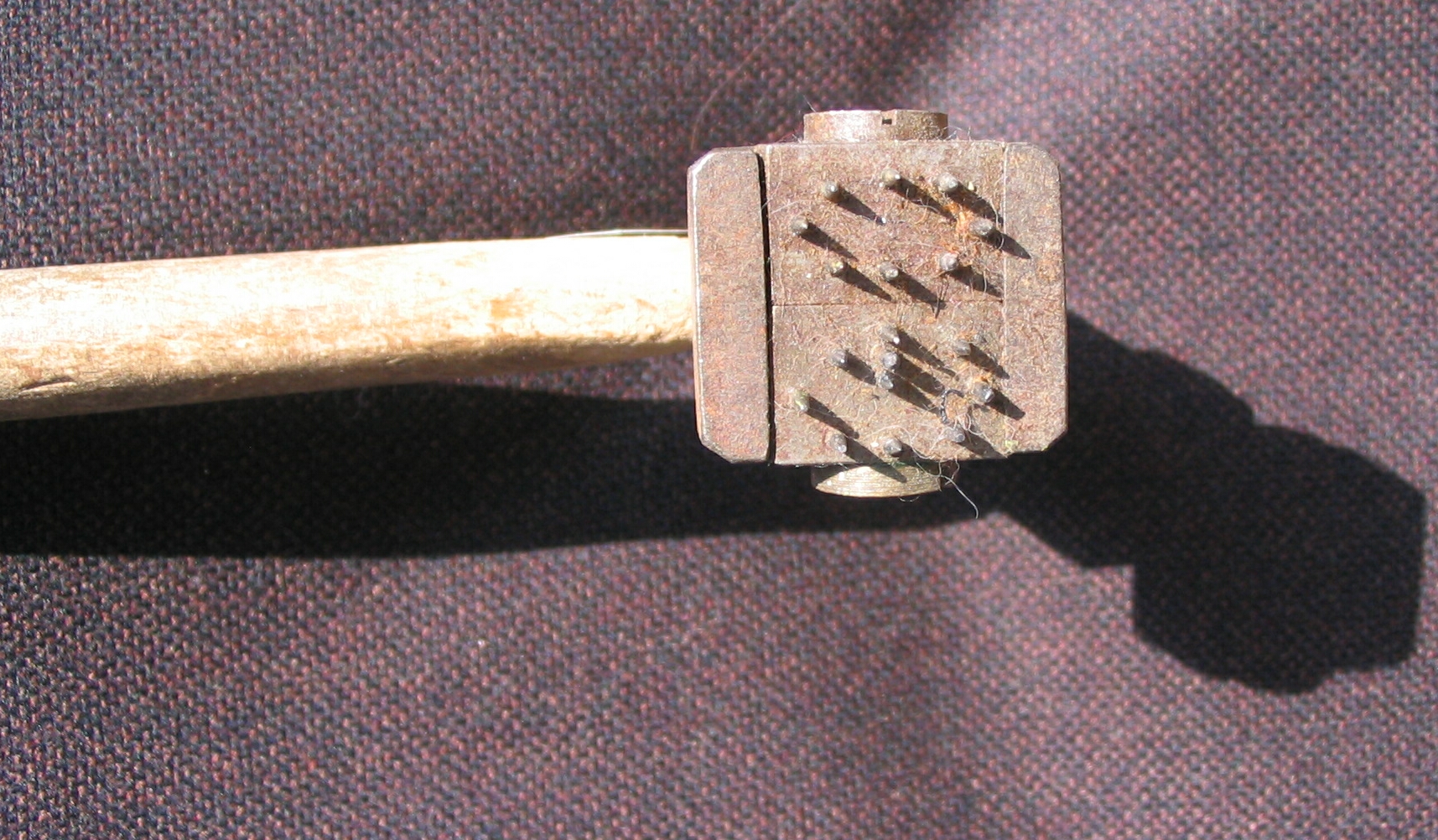
Maillet de fourreur, à double tête de frappe, portant latéralement un tampon à aiguille pour marquer les peaux avant tannage, teinture ou habillage, marque GO du grossiste en peaux ou fourrures, Gunter Orlob.

Le marteau sur un plan religieux annonce un cycle de cérémonies liturgiques, souvent en autorisant l'ouverture d'un passage inédit. L'ouverture du jubilé ou année sainte à Rome commençait par un rituel singulier : le pape en souverain pontife ou à défaut le doyen des cardinaux qui le représente saisissait un marteau d'or, en frappait trois coups sur une porte murée choisie, en prononçant des paroles consacrées "Aperite mihi portas justitiae..." (Que s'ouvre devant moi les portes de la Justice...) puis annonçant ensuite le thème catholique retenu pour la période. Ce rituel terminé, le cortège religieux laissait place aux artisans, maçons, stucateurs ou décorateurs, qui concrètement abattaient le mur et apprêtaient la nouvelle porte.
L'expression "battre monnaie" qui signifie frapper les flans à l'aide du balancier, ou d'un appareil qui le remplace, pour y produire l'empreinte, vient de l'époque où les monnaies se faisaient au marteau. Les matrices, poinçons ou moules monétaires, préservant le négatif de l'empreinte en creux et relief, étaient l'objet d'un garde vigilante, au contraire du marteau de frappe non sans valeur, mais interchangeable. Le mécanicien Brucher, encore dénommé Aubry Ollivier ou son diminutif Aubin Olivier, invente vers 1550 le monnayage au moulin ou balancier. Cette technique moderne est pourtant abandonnée en 1585 pour le monnayage au marteau. Il faut attendre 1645 une reprise des techniques au balancier par Jean Varin, habile graveur de médailles d'origine liégeoise, nommé garde général des monnaies par Richelieu. Le brayer était un petit marteau de fer, servant pour actionner le balancier des monnaies. L'appareillage évolue ensuite vers l'usage des presses. Le gros marteau dit "bouard" ou "bouvard" en service dans la fabrication monétaire entre 1585 et 1645 a laissé une trace lexicale, avec les verbes "bouarder", signifiant frapper avec le bouard ou encore plus précis "bouer" frapper avec le bouard des flans disposés en pile, et les adjectifs "bouardé" (monnaies bouardées) ou "boué" appliqué aux flans, selon l'ancien procédé,. Les flans correctement boués sont bien aplanis, jointifs, accouplés, afin qu'on puisse les faire couler au compte ou à la main. Selon les préceptes de l'ordonnance royale, il fallait bouer trois fois les flans avant de les remettre au blanchiment. Pierre Larousse signale que l'ouvrier de la Monnaie utilise encore le marteau au milieu du XIXe siècle pour redresser les flans gondolés ou soufflés, qui ne passeraient pas dans le main-poseur de sa presse.
Une monnaie incuse en numismatique apparaît avec une frappe de même type des deux côtés, avers et revers, en creux et en relief. Il peut s'agir d'une erreur du fait de la négligence de l'opérateur, soit d'un choix volontaire de fabrication ("pièces de fabrique incuses").

## Variété et usages des marteaux
"La forme de cet instrument de percussion varie selon l'usage auquel on le destine", rappelait le mécanicien Louis-Benjamin Francœur dans l'abrégé du son grand dictionnaire de technologie au début des années 1830.
Il existe différents types : 
- marteaux à tête plate des menuisiers, tapissiers ou vitriers..., ainsi aptes à enfoncer pointes et clous,
- marteaux à tête cylindrique ou ronde versus carrée à deux dimensions, parfois à trois dimensions,
- marteaux à pannes semi-sphériques, droites, en forme de pioches etc.
- marteaux à tête et panne allongées ou fines des électriciens  etc.
- marteaux à deux têtes
- marteaux à long manches versus à manches courts,
- marteaux pour enclumes versus petit marteau pour enclumette

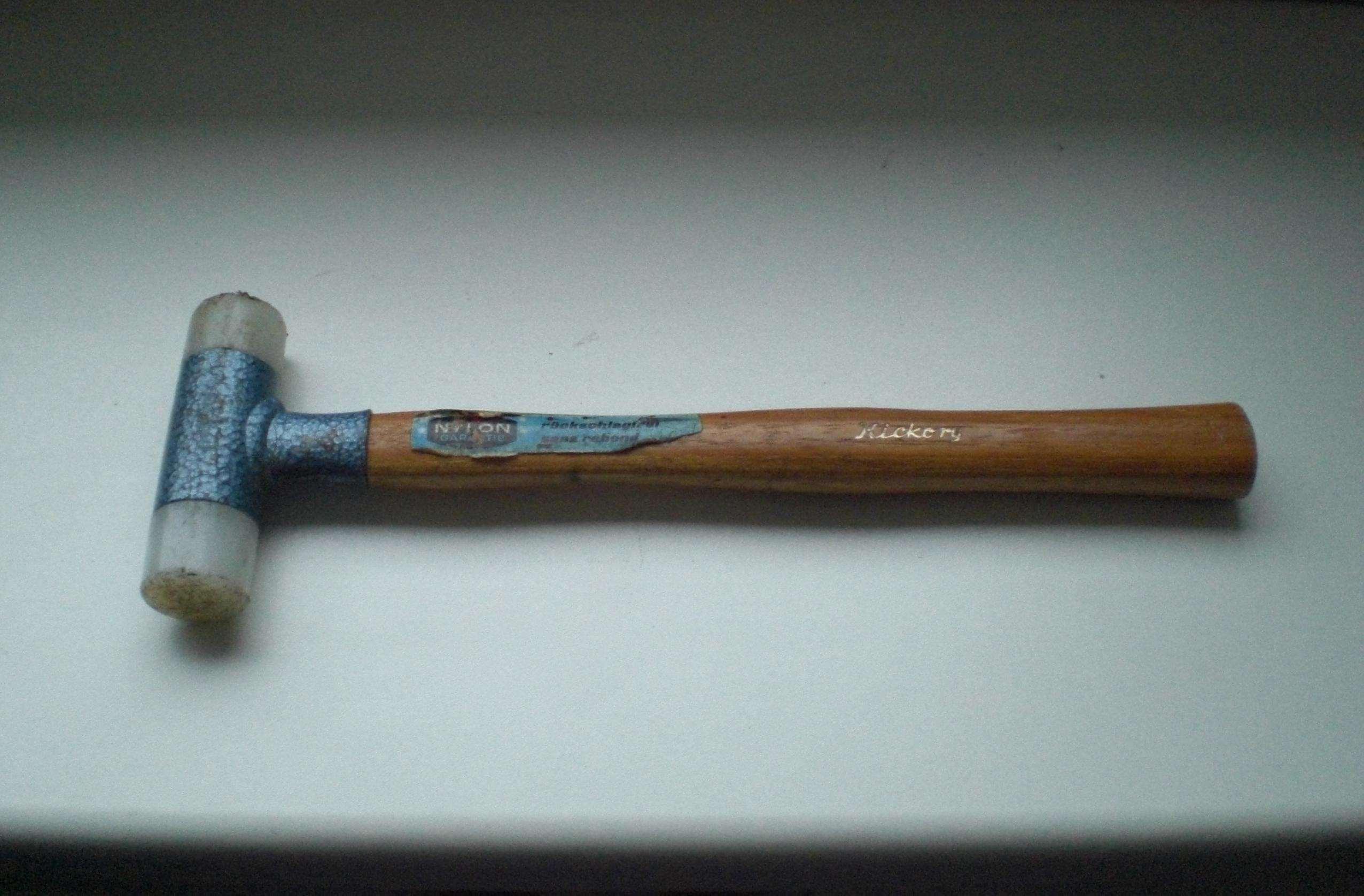
Vieux marteau à tête en nylon, sans rebond (centre de gravité en tête)

Les masses ou têtes lestées, autrefois souvent en fer, cuivre rouge ou acier, pour marteaux ou masses, ou en divers bois dur ou à âme enroulée de filin organique de protection type cordage textile ou nerf de bœuf, pour le maillet, sont aujourd'hui communément en acier trempé, en acier forgé, en acier spéciaux au Mn, Co, Ni etc., en acier aimanté pour tenir le clou, la tige ou la pointe en métal, en fonte malléable pour remplacer le bois dur type buis ou frêne, en métal mi-dur mi-souple, en matériau composite résistant en fibre de carbone ou graphite, en caoutchouc coloré plus ou moins dur sans rebond, à base d'aluminium ou de cuivre, avec liaison époxy, en métal mi-dur à propriété dite "antichoc de retour", en nylon dense, en polyéthylène, en téflon léger, voire en embouts plastiques remplaçables ou interchangeables, têtes rondes et plates ou autres, pour des mini-marteaux, en matériau léger et antivibratoire etc.

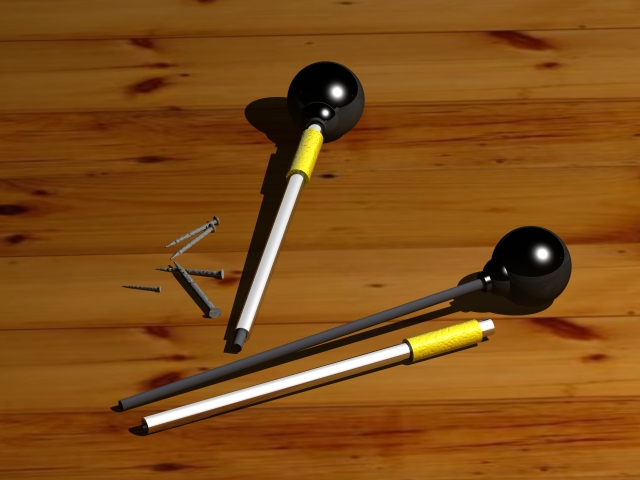
Petits marteaux singuliers à tête sphérique, ou en boulet de canon, une variante technologique en matière plastique dure développée en 2009 pour enfoncer, en zone confinée, pointes ou clip plastifiés

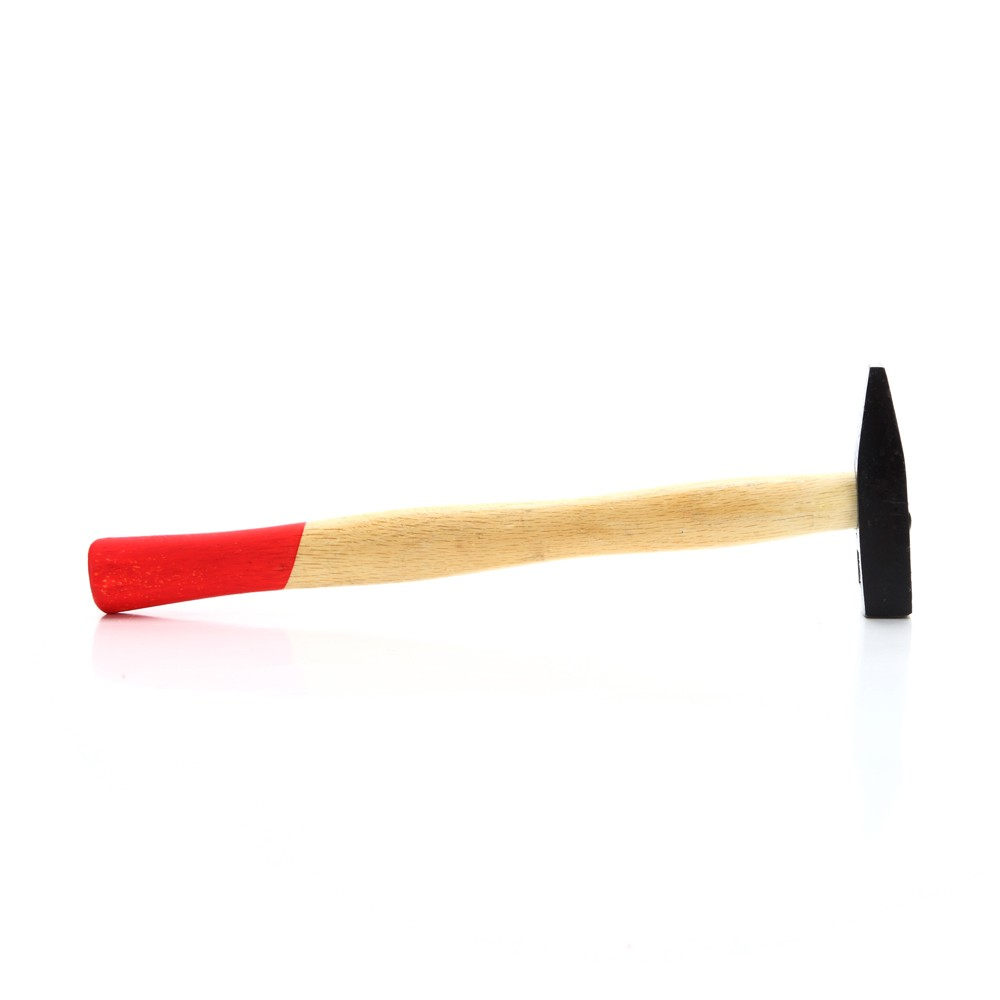
Marteau léger et polyvalent, ustensile domestique, de fabrication chinoise, commercialisé au Proche-Orient, 2021.

Les manches autrefois ordinairement en bois de hêtre, de frêne, de houx, de cornouiller, de hickory etc., parfois en bois poli et ouvragé de luxe, ou encore en fer, recouvert de cuir sont longs le plus souvent de 30 cm à 1 m pour les marteaux et masses ordinaires. Ils peuvent comporter, en tout ou partie, aujourd'hui une armature à propriétés antivibratoires ou avoir une surface de prise antidérapante et/ou électrostatique, et être constitué par de l'acier trempé, du plastique ou matériaux polymères (polyoléfines, néoprène, élastomères, téflon etc.) ou composites (fibre de verre, graphite etc.). Outre des manches flexibles pour accroître la force de frappe, on trouve des manches en trois matières dits tri-matière, des arbres en acier recouverts de plastique ou de soufflets à face plastique, des manches tubulaires en acier chromé, voire de l'acier forgé d'un seul tenant pour l'ensemble. La poignée a des propriétés agrippantes et antistatiques.
Par leurs formes, aspects ou conceptions caractéristiques, des marteaux aujourd'hui sur le marché comme il y a parfois plus d'un siècle sont dits : allemands, anglais, américains, australiens, italiens etc.
Mais au bilan en délaissant ces catégories, plus d'un millier de marteaux à main différents ayant une fonction spécifique d'outil. Mieux vaut effectuer un tour d'horizon, nécessairement ancré dans le XIXe siècle industriel cachant le siècle précédent qui a vu un apogée de l'outillage manuel, des métiers conservant l'usage du marteau ou d'un marteau spécifique, et procédé en distinguant le secteur du bâtiment, le travail des métaux, les arts et métiers et autres professions :

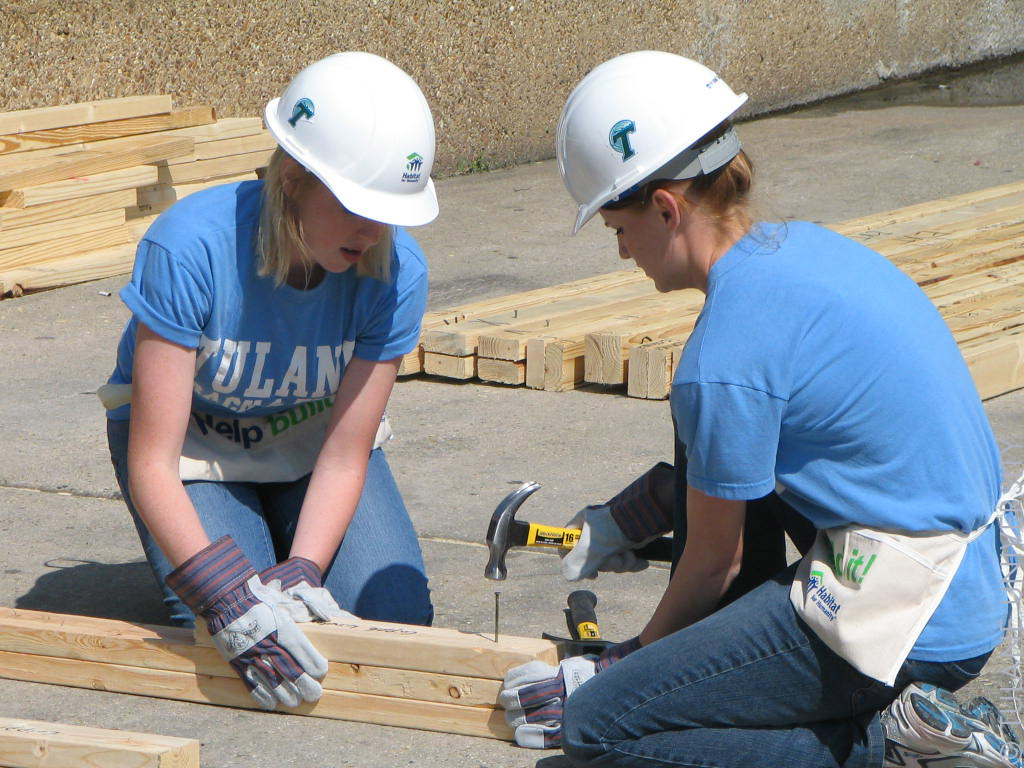
Deux étudiantes de l'université Tulane, avec casque et gants de sécurité, clouent maladroitement des pannes au sol, avec un marteau de charpentier.

### Gros et petit œuvre
Le marteau de charpentier à panne fendue, dénommé "tille" ou marteau arrache-clou peut être proposé pour emblème du métier. Un marteau de charpentier de facture classique a une longueur de 34 à 35 cm pour une masse globale entre 850 g et 950 g, même si les matériaux actuels permettent d'obtenir des marteaux simples ne pesant que 700 g, pour diverses têtes de frappe longues de 16, 25 ou 30 mm. Mais le marteau pour arracher les clous, qu'il soit dit "à dent, fourchu, à panne fendue ou à fente, à pied de biche, à ergot est commun et nullement spécifique. Le marteau arrache-clou se retrouve dans les mains de couvreur, menuisier, forgeron, tapissier, démolisseur, bricoleur etc. On peut faire la même remarque pour le simple marteau à pointes. Planter les diverses pointes avec le bon geste, sans les tordre, s'apprend sur le chantier. Le marteau de charpentier frappant à la volée, ou par un mouvement en arc de cercle, ne convient souvent que pour des petites pointes. Les longues pointes de 20 cm, fixatrices d'épaisses pièces de bois sur un toit, nécessitent la lourde masse à manche court, saisie près sa tête, que l'opérateur laisse simplement tomber sur 50 cm de hauteur, de manière rectiligne, sur la tête de chaque pointe. Pour les liaisons du bois avec les armatures, jambes ou pied de support en métal, le charpentier ou le menuisier peuvent être familiers des marteaux rivoirs en acier de 30 cm à 1 m de hauteur de tête.

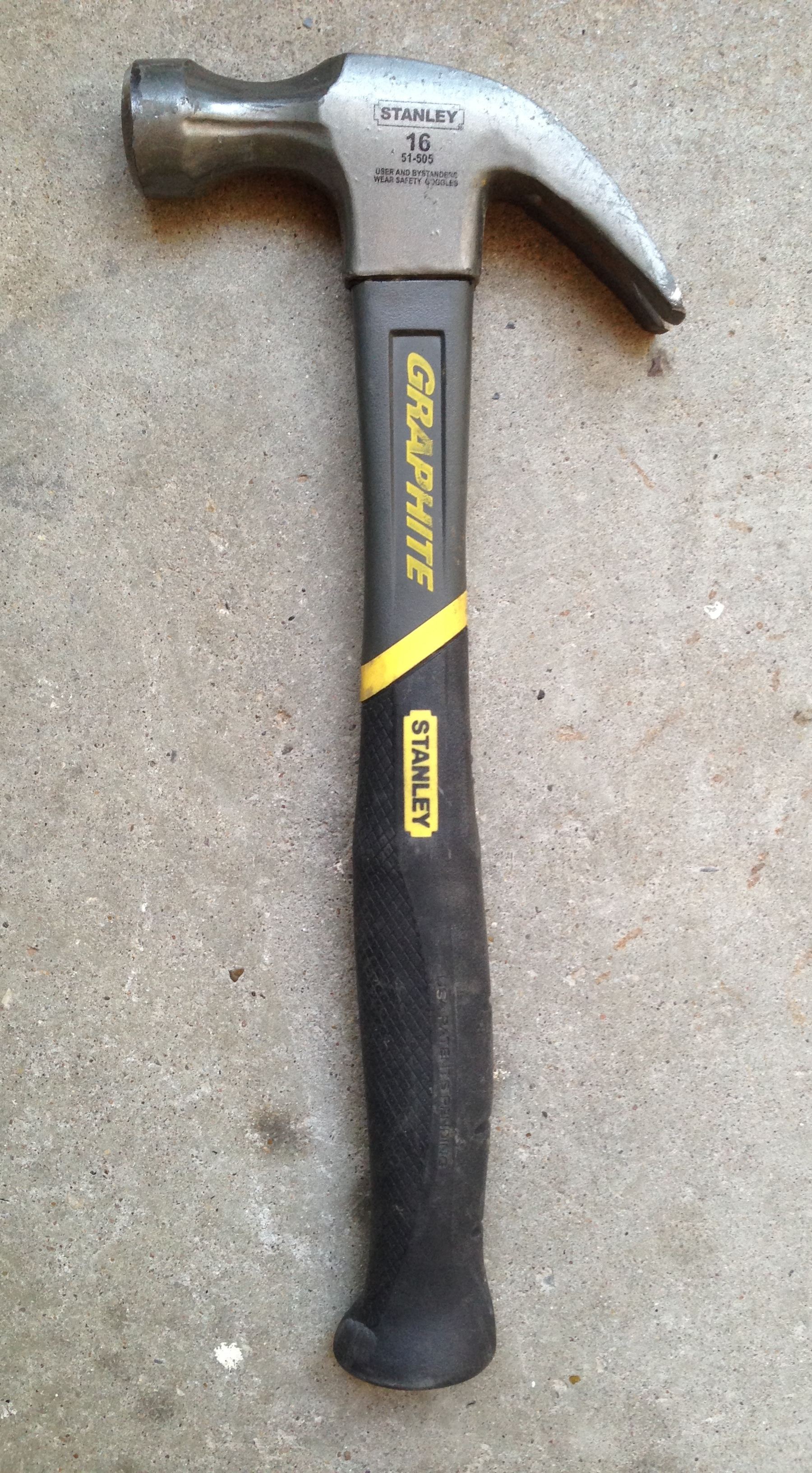
Marteau à arrache-clous, en anglais "claw hammer", littéralement "marteau à griffes ou serres". Tête en acier, à manche et angrois en graphite. Masse globale 16 onces (~ 453,6 g).
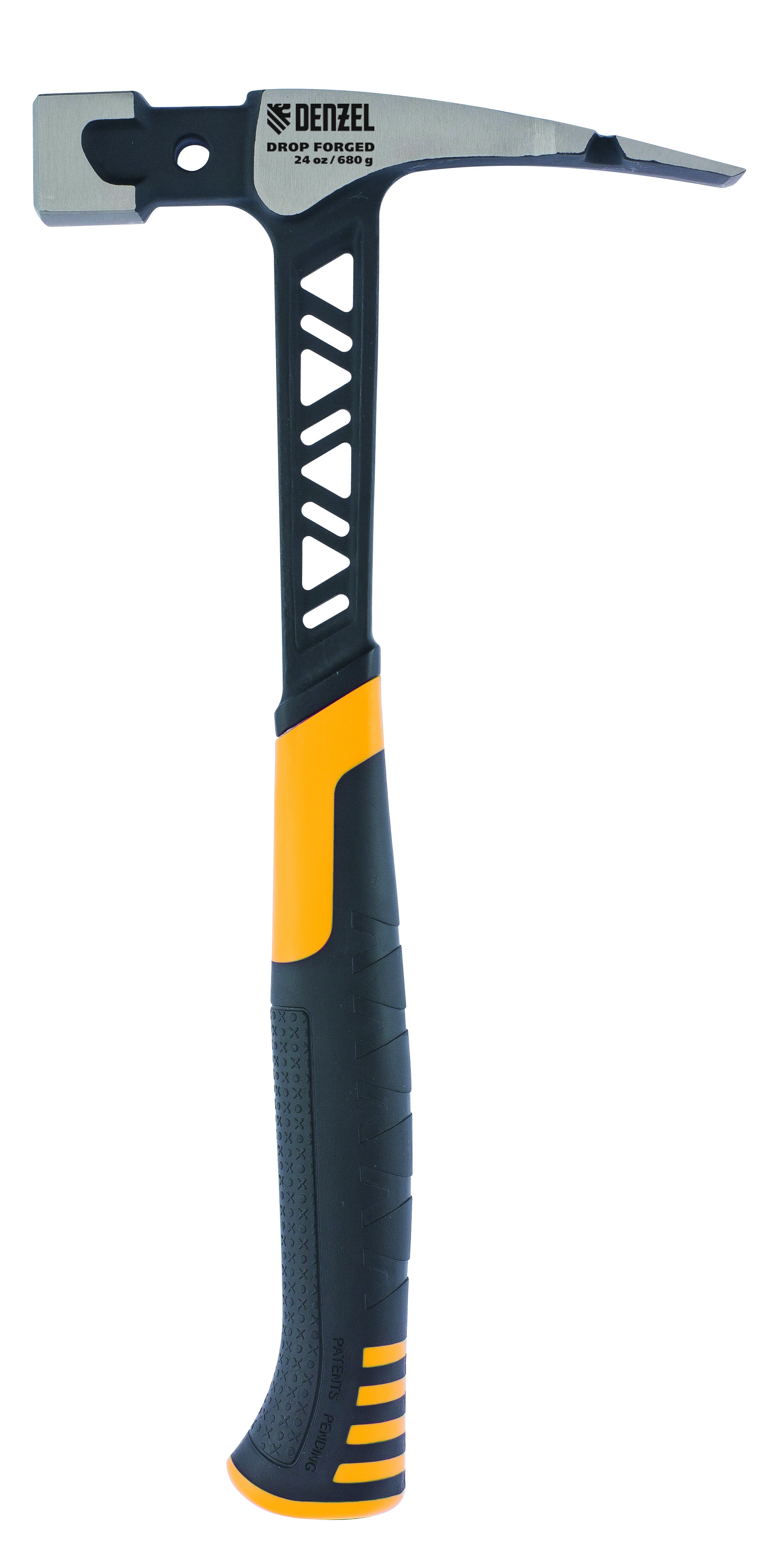
Marteau de démolisseur à longue panne, à structure allégée, en matériau composite et acier
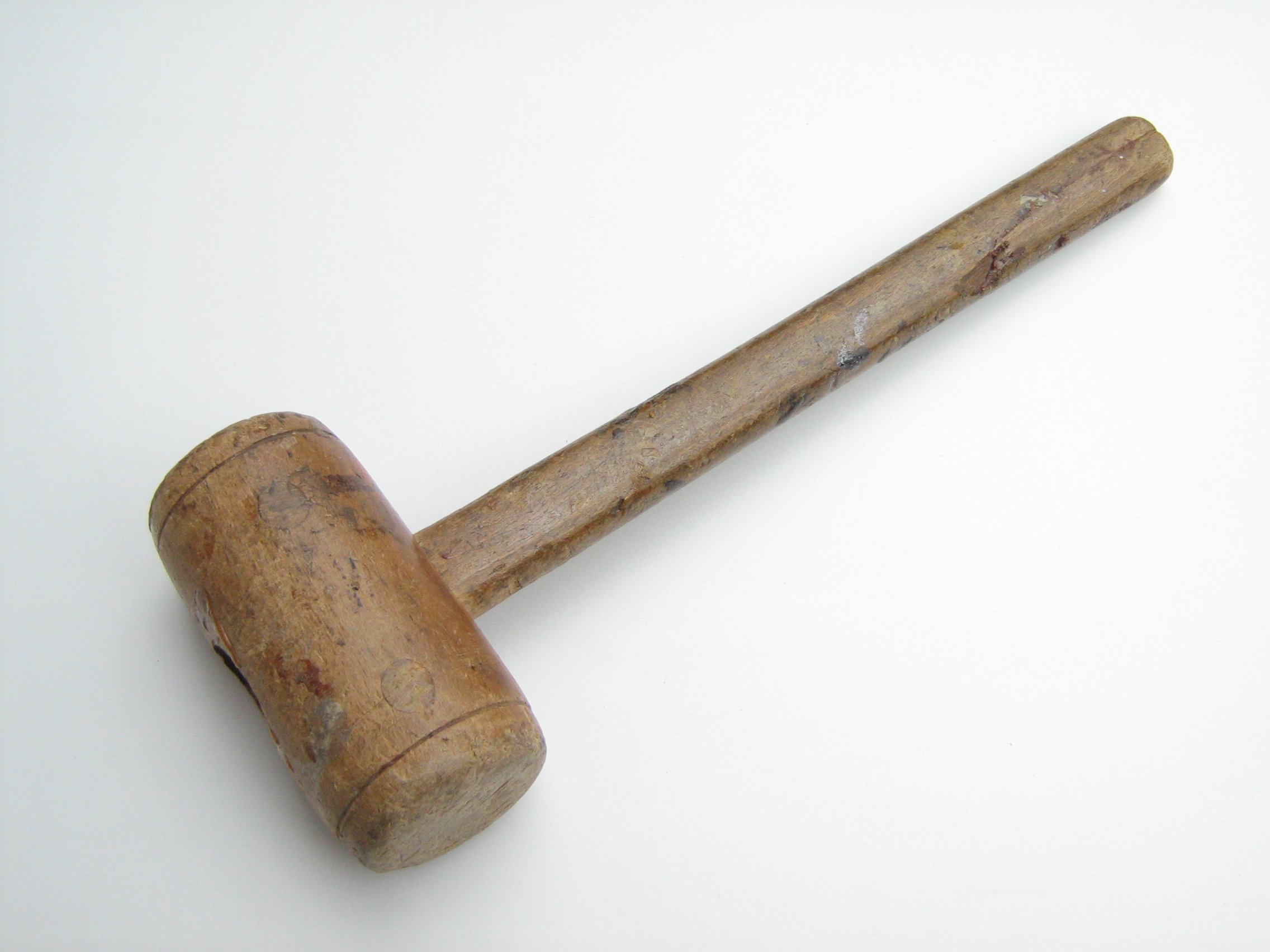
Maillet à tête cylindrique, dite "tête de frappe ronde"
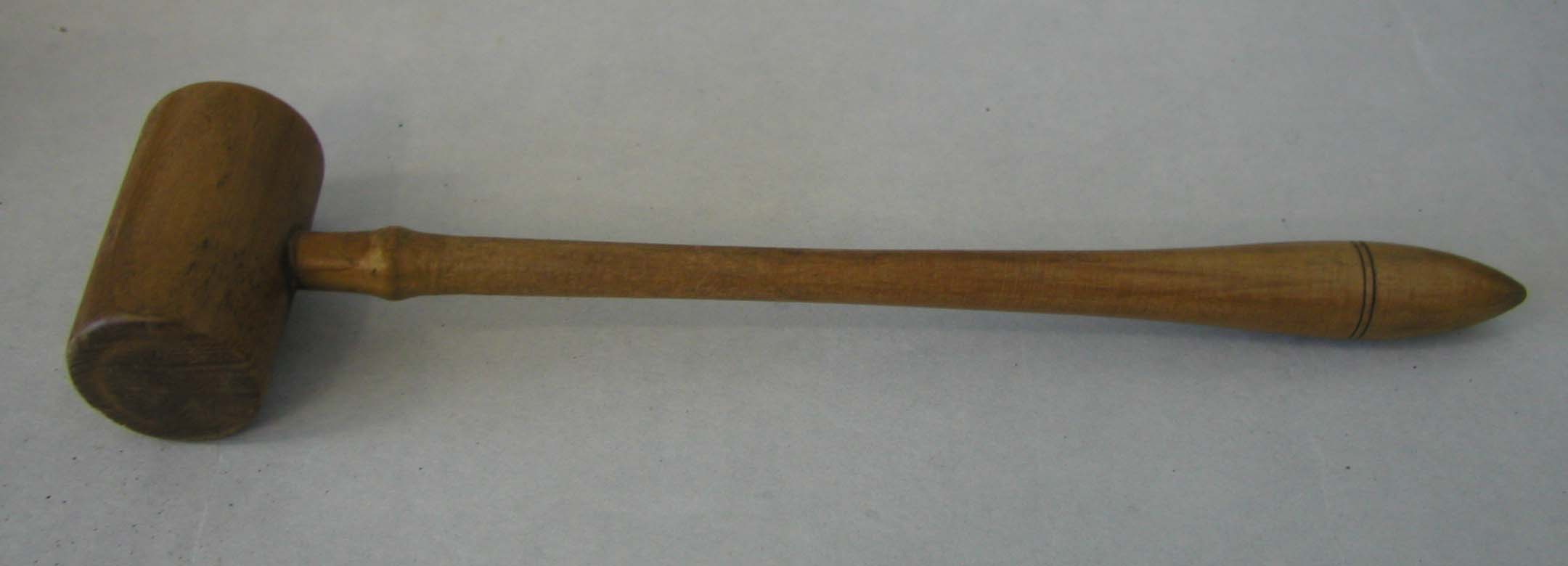
Maillet à tête ronde, collection du musée du mémorial de guerre d'Auckland, NZ
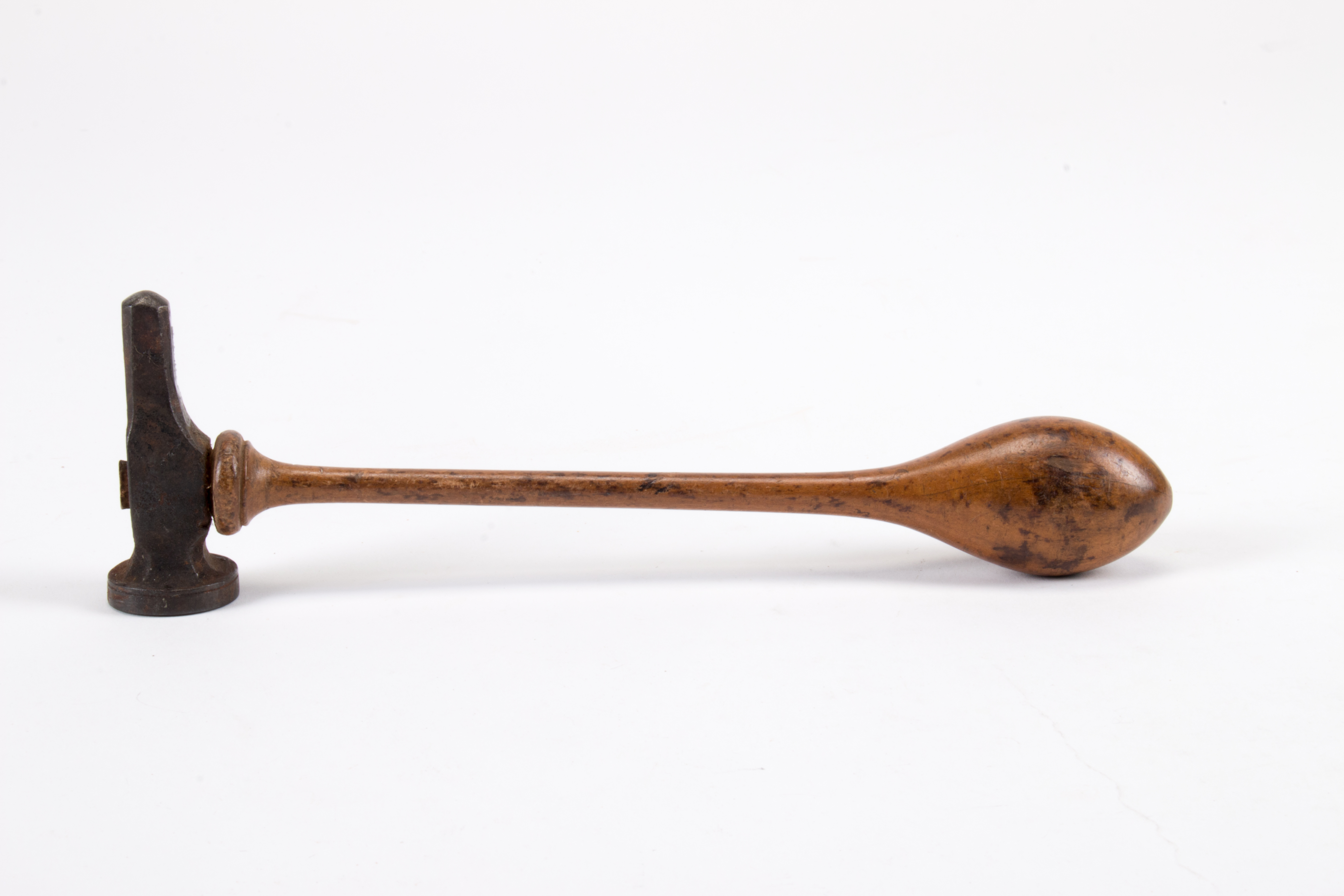
Marteau long de 210 mm, à tête bombée, de l'ébéniste John Wynne, réserviste en 1918, collection muséale du mémorial de guerre d'Auckland
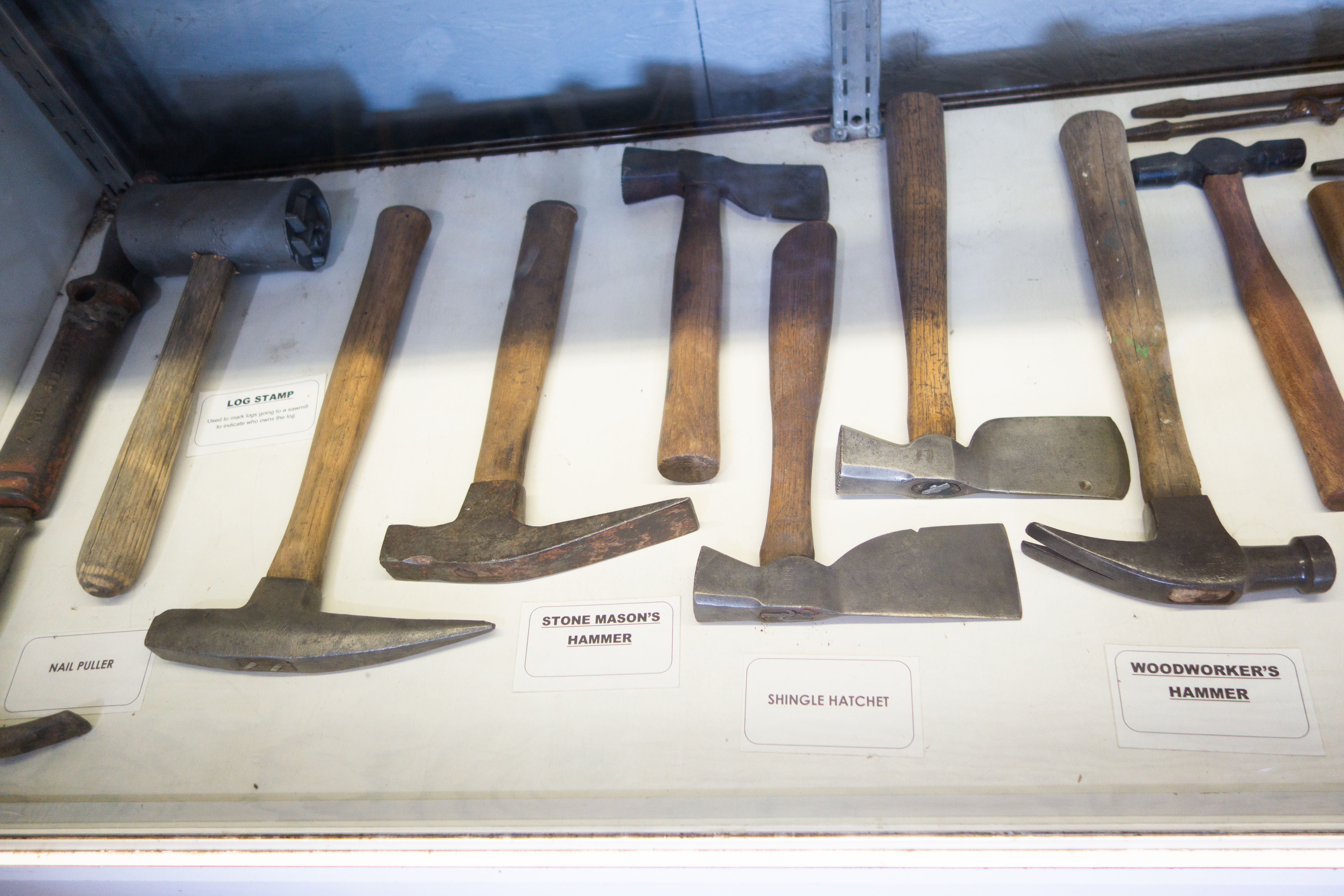
Vitrine des marteaux (charpentier, maçon etc.) et hachettes marteaux Musée patrimonial de Chilliwack, Parc de Chilliwack, Colombie-Britannique.

Le marteau de menuisier, plus léger dont la masse globale est abaissée vers 315 g avec les matériaux actuels, parfois à tête et panne ronde, est souvent spécifique, à l'instar du marteau d'ébéniste. Le marteau de menuisier, sur le catalogue Aux forges de Vulcain en 1909, présente une tête toute acier, parfois à panne fendue, haute de 14, 16, 18 jusqu'à 44 mm, emmanché frêne ou cormier. Le maillet est un marteau tout en bois, en usage chez les charpentiers, menuisiers, tonneliers, charrons etc. Le catalogue "Aux forges de vulcain" en 1909 propose des maillets à tête en bois de frêne ou de buis en forme de baril, avec les plus diamètres de 4 à 10 cm, mais aussi le "maillet maison" dit Chouanard à douille en bronze formant frettes, à garniture en buis et à emmanchement conique et des maillets à tête en nerf de bœuf, vissée sur un manche-poignée de 12 à 13 cm, avec des galets de 65 à 120 mm, soit une longueur de frappe entre 185 et 300 mm. Le marteau à plaquer présente une panne fort large, et sert pour la placage des meubles. Le marteau de placage, avec une hauteur de tête comprise entre 36 et 44 mm, et une panne unique aplatie en longue plaque transversale, est utilisé en marqueterie, ainsi que le marteau à chantourner, facilitant diverses opérations de chantournage. Pour favoriser les attaches, il existe des marteaux agrafeurs. Les marteaux de parqueteurs, menuisiers poseurs ou réparateurs de parquets ou de revêtements de surface continus en lames de bois, souvent plus petits, présentent une gamme de hauteur de tête et donc de masse, plus large que celle du marteau de placage, de 14, 16, 18 jusqu'à 42 mm.
Le marteau de plombier à manche en bois possède une petite longueur de tête comprise entre 20 et 35 mm, soit par exemple 22, 25, 30 et 35 mm sur le catalogue Aux forges de Vulcain de l'année 1909.
Le ramponot ou ramponneau est le marteau de tapissier. Souvent de belle facture, avec un manche personnalisé avoisinant 250 mm, luxueux, parfois en hickory, ce marteau spécifique entre 1 et 1,5 kg présente souvent un porte-clou magnétique.

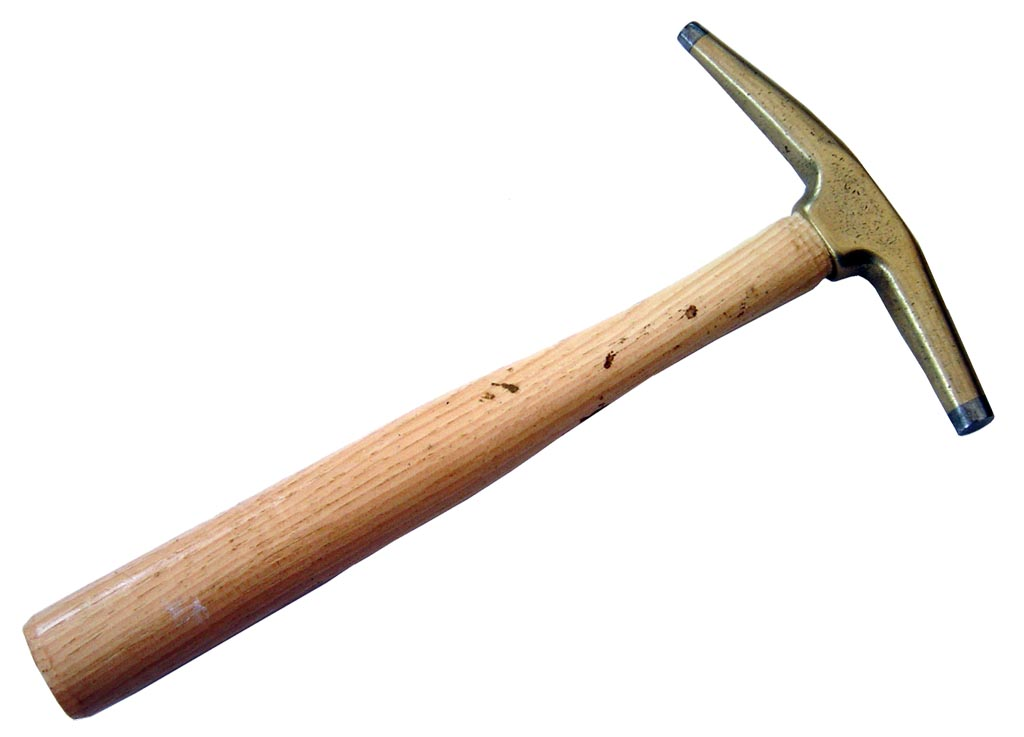
Marteau de tapissier garnisseur à pointe aimantée

Le marteau particulier du  vitrier se nomme besaiguë ou bisaiguë. Un marteau de vitrier, très peu variable, est le plus souvent en acier, avec une tête plate et un arrache-clou.
Parmi la panoplie du maçon, citons le grelet dit encore gurlet, marteau à panne allongée, le marteau à bretter, la masse, gros marteau pour débiter les moellons, la massette, marteau à long manche pour casser les pierres, le marteau massue de forme similaire, le picot dit aussi "dégrade-joint", la smille pointu des deux bouts etc.. Il se sert aussi de la boucharde pour concasser du ciment, de la pierre ou du marbre ; La pierre hachée dénomme la pierre dont les parements sont dressés avec le marteau à bretter. Le décintroir est une sorte de marteau à deux taillants tournés en sens inverse, qui sert à écarter les joints dans les démolitions, à régulariser les côtés d'une baie dans les murs etc. Il pèse entre 0,9 et 2 kg sur le catalogue "Aux forges de vulcain". Pesant entre 1 et 2,8 kg, le marteau à deux pointes, formant une sorte de petite pioche, arborant parfois deux pointes à l'embout plus ou moins fin, est un marteau à dégrader les joint. En construction, le refouillement est l'évidement pratiqué dans une pierre avec le poinçon et le marteau. Le marteau de maçon, qui porte parfois le nom de démolisseur, de facture classique à tête fine et allongée, pèse entre 1,5 et 2 kg, sans compter son long manche de 80 cm à 1 m. La laye de maçon dévoile une tête de frappe carrée et une panne en forme de taillant de hache épaisse, elle pèse entre 2,5 et 4 kg, alors la laye de piqueur de moellons, outil souvent plus lourd de 3 à 4,5 kg que le maçon peut employer pour les constructions traditionnelles, ne supporte que deux taillant épais de hache de chaque côté de son œil. Les hachettes de maçon ou de fumiste peuvent être décrites comme de marteaux à longue tête de frappe de section carrée prolongée par une encore plus longue panne unique et biseauté, la partie métallique pesant entre 0,7 et 2 kg. Les manches de marteaux, décintroirs, hachettes décrits mesurent généralement entre 40 à 50 cm.

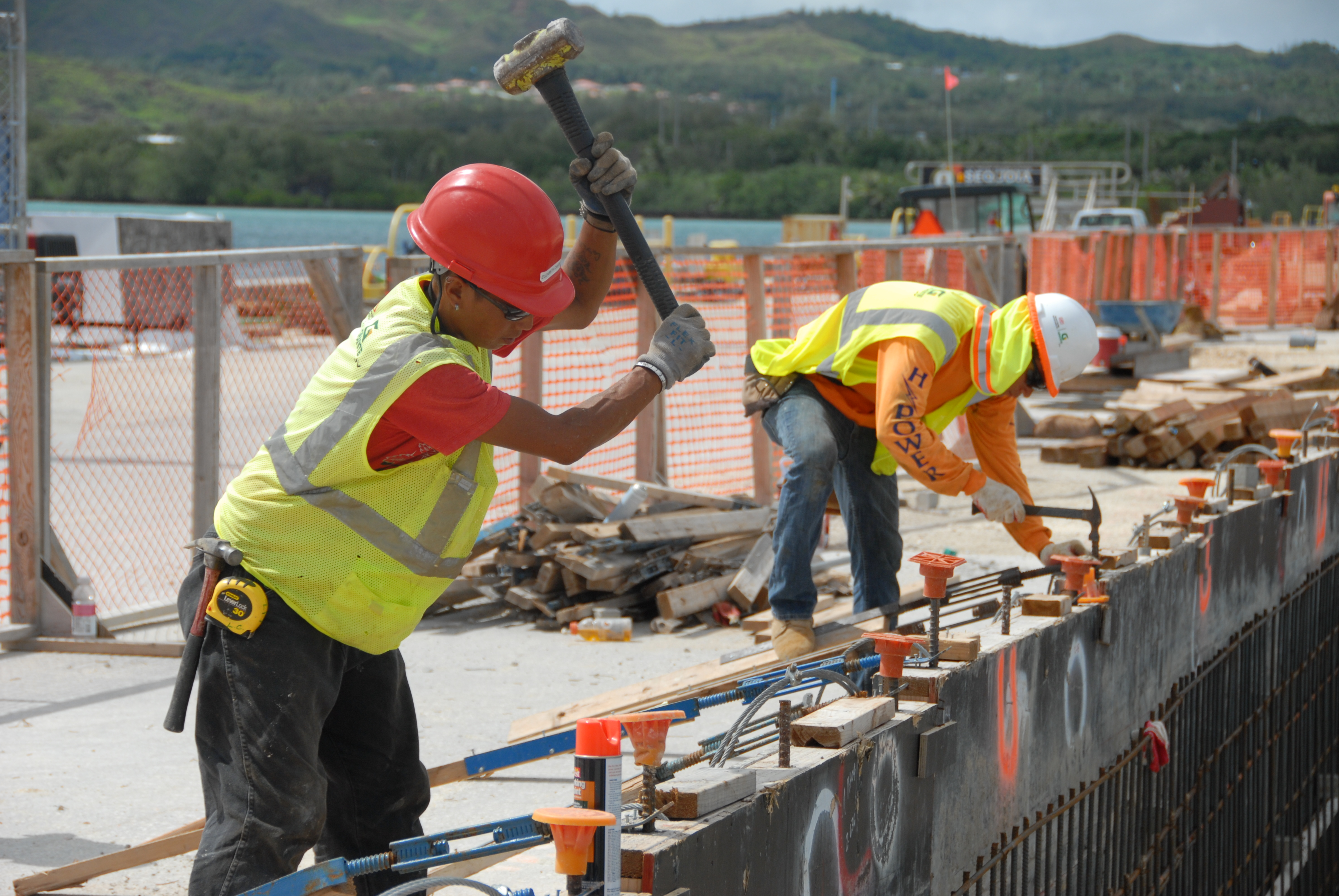
Deux ouvriers, un au premier plan avec massette de coffrage et le second avec marteau de charpentier, martèlent des tiges d'armature sur un chantier, au-dessus d'une darse jouxtant la base navale de l'île de Guam, Santa Rita, 2013

Dans la construction béton ou similaire, le marteau de coffrage est essentiel au coffreur pour finir le travail. Le marteau de racleur reste souvent en bois. Le marteau à briques ou marteau de briqueteur pesant entre 0,7 et 1,2 kg peut être utile au poseur de brique, s'il n'utilise pas l'embout du manche de sa truelle pour frapper. Plus petit et moins épais, le marteau de fumiste carreleur se décline en trois tailles. Le démolisseur de bâtiment, parfois une équipe de gros œuvre ou maçonnerie chargé ensuite de reconstruire, œuvre sur les chantiers avec un marteau de démolition à structure aciérée creuse.
Le carreleur, à la suite du maçon, n'utilise en général pas de marteau classique, mais un marteau spécifique à tête et panne effilées, ou mieux une batte frappant avec une superficie moyenne de 30 cm sur 11,5 cm. Le marteau d'électricien également fin et léger possède une tête de 16 mm, pour une masse avoisinant 200 g.
Le marteau de couvreur, rond d'un bout, pointu de l'autre, au global avec une tête recourbée en portion de cercle, est souvent nommé esse, asseau, assette ou aissette, cet outil, plus ou moins large, est souvent personnalisé pour droitier ou gaucher, adapté à la stature de son propriétaire et se tient par un manche en cuir, signe de confort, en incorporant parfois un centre porte-clou aimanté. Le couvreur emploie aussi la tille marquée par une face tranchante ou encore le martelet qui est un petit marteau de couvreur en tuiles, parfois à structure tubulaire à ses deux extrémités. En 1909, les coûts d'achat dévoilent la taille des outils bruts ou simples : les marteaux de couvreur, évidemment non personnalisés, avoisinent 7 Francs la pièce, une essette 5 F et un martelet 1,5 F. L'asseau, parfois asse ou assette est un marteau dont la tête est incurvée en arc de cercle, et porte un tranchant à l'une de ses extrémités, il sert à couper et à clouer les ardoises. La lame à deux tranchants est aussi un marteau spécifique de couvreur, pour tailler les ardoises ou les lauzes. Le marteau à ardoise, de l'ouvrier ardoisier ou couvreur d'ardoises, sert à tailler l'ardoise, à la percer, produisant un trou pour l'introduction de clou. La "hache d'ouvrage" employée dans les ardoisières prend la forme d'un marteau à tête et à tranchant pour détailler les blocs et les séparer en feuilles que l'opérateur recoupe ensuite. L'exploitation de l'ardoise en carrière nécessitait un art de la taille des feuillets, en se servant d'un petit marteau ou en appliquant les feuillets sur des supports taillés au couteau.
Pour l'ancien plombier zingueur, le matoir pouvait être un ciseau à écraser le plomb, ou, un outil en forme de batte ou de marteau léger en bois pour rabattre la feuille de zinc, sur les toitures et autres évacuations d'eau des constructions. Ce dernier dit aujourd'hui de couvreur zingueur se nomme rabattoir par sa fonction.

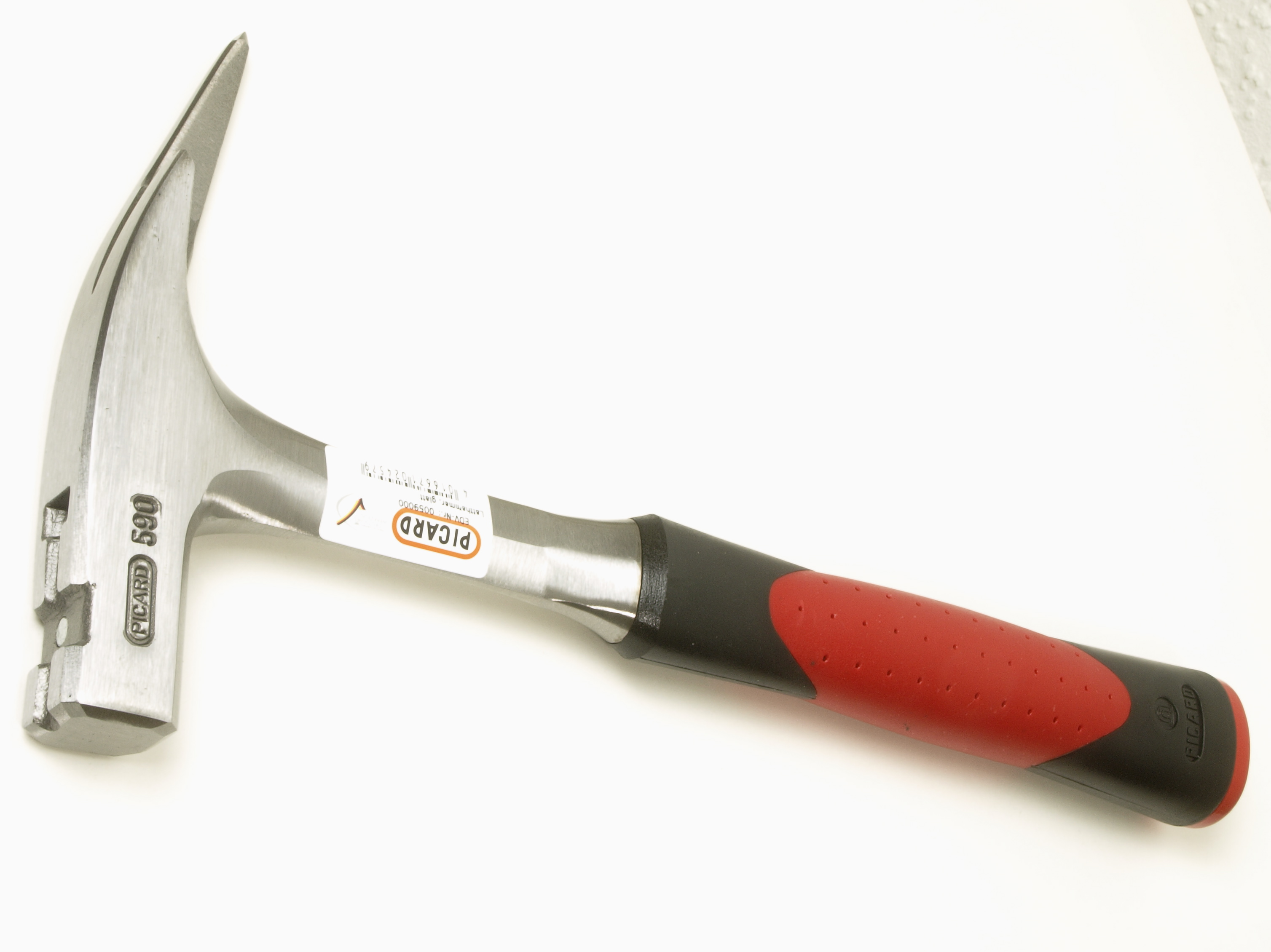
Marteau à tête en acier, à piste lisse et porte clou magnétique, à manche plastique. Picard n°590, masse totale 900 g
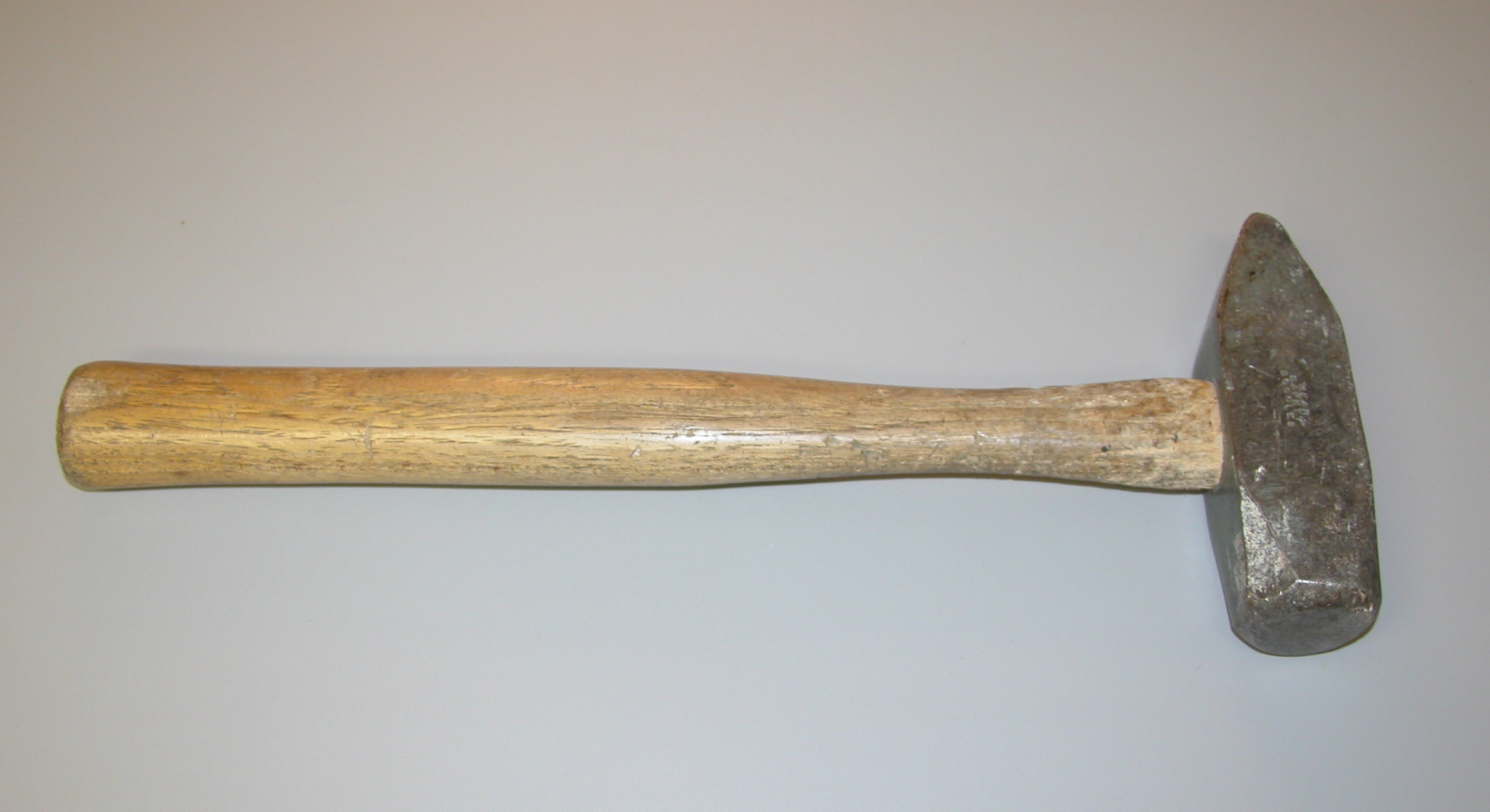
Petite massette, à tête de frappe octogonale et à panne large et pointue, les deux en fer forgé.
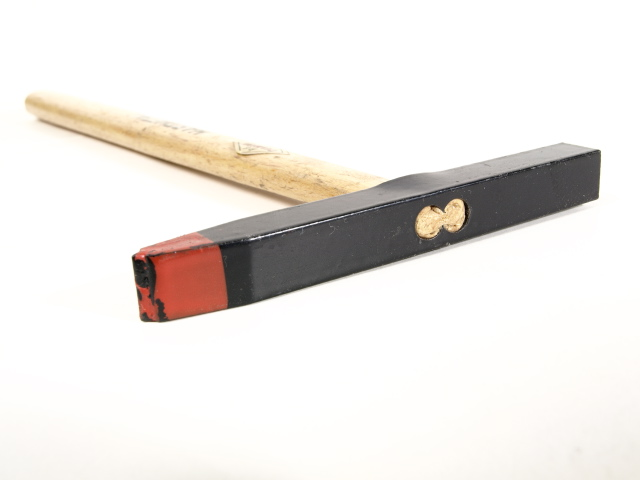
Marteau de carreleur à pointe en carbure

Parmi les marteaux de tailleur de pierre, rappelons la boucharde qualifiée parfois de massette ronde ou angulaire, la laie ou marteau bretté, la marteline, la massette, gros marteau à double panne carrée et cintrée, la polka arborant un biseau simple et un biseau dentelé, le rustiqué ou rustique, la smille, etc . Un marteau brettelé ou bretté possède une surface de frappe diversement dentée, destinée à produire des raies sur la matière touchée. N'oublions pas le têtu de chantier, arborant une tête plate et une tête creuse en acier fondu, ainsi que les marteaux dits "à grain d'orge", "grain d'orge et hache", "grains d'orge des deux bouts", "rustique et hache", "rustique et bréture", "chien et bréture", "têtu et grain d'orge", "chien et hache", "hache des deux bouts" etc. Ici chaque tête ou embout de frappe est qualifiée par un taillant spécifique ou taille dite bréture (pointes émoussées en peigne courtes, souvent entre 8 et 16), rustique (pointes émoussées en peigne plus longues, souvent entre 8 et 16), chien (dents carrés grossières), grain d'orge (série alignées de pointes piquantes en fer de lance) etc. Les bouchardes du tailleur du pierre peuvent comporter, selon le catalogue "Aux Forges de Vulcain" de 1909, sur leur surface de frappe carrée en acier fondu 16 x 25, 16 x 36, 25 x 49, 25 x 64, 36 x 64, 64 x 100 dents. Une trempe spéciale de la tête est proposée pour tailler le granit.
La boucharde dont se servait aussi les marbriers, les cimentiers, les bitumiers etc. était définie, en sculpture, comme un ciseau portant des pointes et des aspérités. Elle se décline en rouleaux à pointe ou en marteau à une ou deux têtes interchangeables. Ce marteau, qui permet d'achever la taille des pierres dures dégrossies au ciseau, possède une tête découpée en pointes de diamant. La marteline est un marteau de fer pointu d'un côté et diamanté de l'autre, servant à piquer et égrener la pierre ou le marbre sans faire d'éclats, il est possible d'utiliser différents ciseaux d'aspect similaires et de même dénomination en les frappant avec un simple marteau. La laie peut désigner : i) un marteau à deux têtes, dénommé aussi marteau bretté, utilisé pour dresser les parements des pierres ii) un marteau à panne unique et tranchante, servant pour piquer les moellons. Une pierre layée désigne une pierre qui a été travaillée à la laie. Le rustiqué est un marteau qui présente des extrémités aplaties dans le sens du manche, offrant des tranchants découpés en forme de dents, nommés "rustiques". Si une pierre rustiquée est celle qui a été hachée, dressée, puis grossièrement piquée à la pointe du marteau, la pierre smillée est équarrie et grossièrement façonnée à la pointe du marteau. Le smillage est un travail de dégrossissage appliqué au moellon brut et aux pierres meulières. Smiller consiste à piquer le grès ou les moellons avec la smille.
Le marteau peut aussi frapper divers burins et ciseaux pour façonner la pierre. Le repoussoir est un ciselet ou fer carré de tailleur de pierre servant à "pousser des moulures". Les marteaux-pioches ou marteaux à pioche de tailleurs de pierre, en acier fondu, sont souvent plus légers, rappelant les anciens outils de mineurs : il en existe pour pierre tendre (à trois dents ou deux crans triangulaires), pour pierre dure à deux pointes, à paume en long, à deux haches, hache et rustique, chien et rustique, têtu et pointe. Ces derniers termes qualifient précisément le type générique de taillant, le têtu étant une tête de frappe carrée, la hache étant une forme de frappe biseautée, la pointe pointue etc..

### Travail du métal et mécanique en général

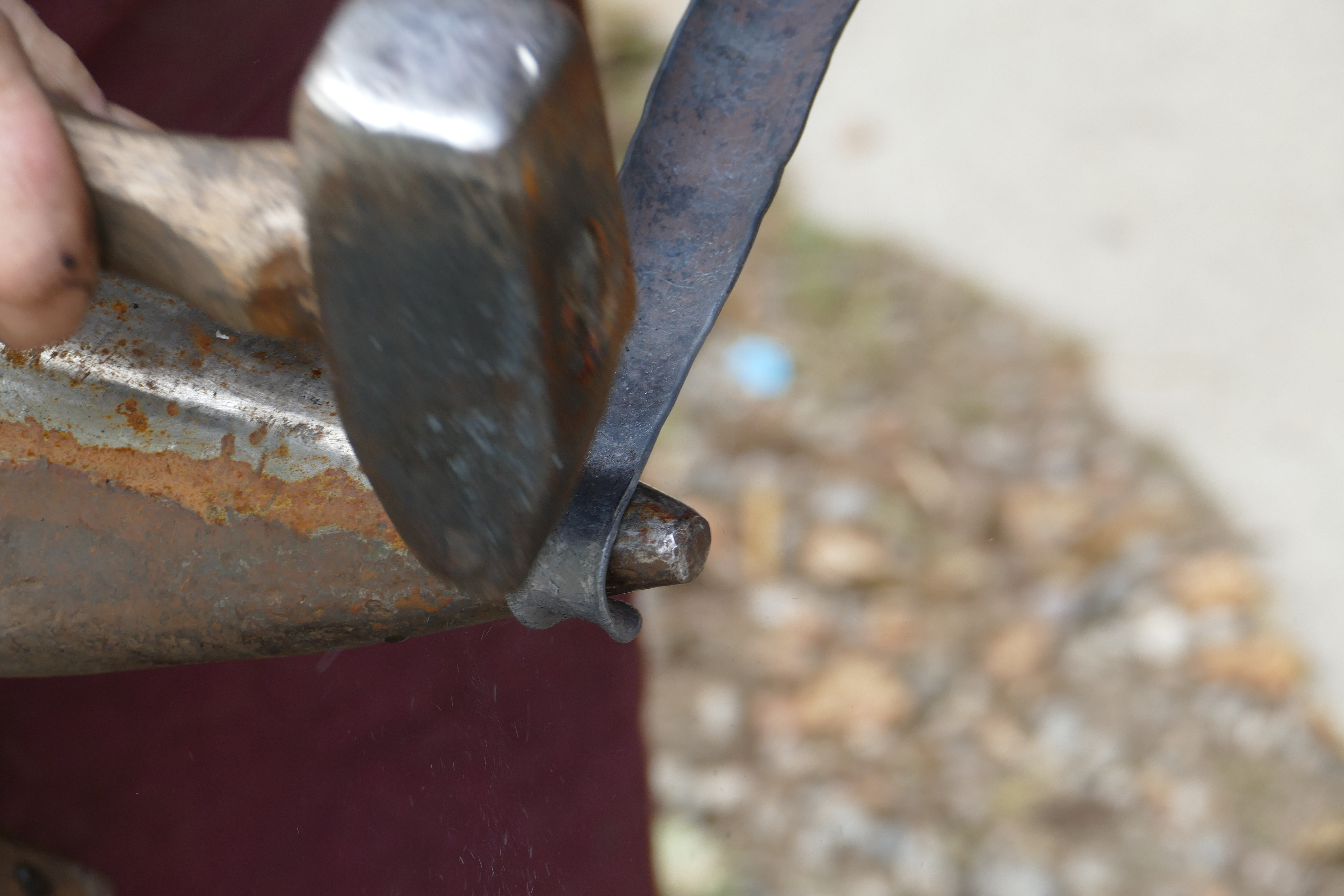
Mise en forme par forgeage et pliage à froid d'une queue de poêle, section artisanale du musée de la ferme paysanne de Jexhof, à Schöngeising en Bavière

Concernant les marteaux de forge d'autrefois, il en existe de modestes dans l'atelier et des énormes dans les installations d'industrie. Pour manipuler les gros marteaux, l'ouvrier disposait d'un "ressort de marteau", pièce de bois ou de fer fixé par un bout et agissant comme un ressort pour relever le manche d'un gros marteau de forge. La partie inférieure d'un gros marteau de forge est nommée panne. Parmi les plus petits marteaux de forge, citons le marteau d'établi, type marteau de mécanicien, et le marteau rivoir. Le rivoir peut peser moins de 630 g pour une tête carrée ou ronde de 32 à 40 mm si l'angrois et le manche son en graphite, mais si le manche est en bois, avoisine 800 g. Ce marteau relativement léger permet de marteler à froid, faire les rivures ; il est aussi employé par l'ajusteur mécanicien pour la pose de rivets. Le matoir est un marteau à river à chaud. Rappelons que le verbe river signifie aplatir ou recourber à coups de marteau la tête d'un clou ou d'une broche de fer. Le rivet s'apparente ainsi à un clou ou une cheville métallique qui sert à réunir et associer deux bandes de tôle en chaudronnerie, en charpenterie ou constructions métalliques. Ses extrémités au terme du montage sont aplaties à coups de marteau, dénommé rivoir, au moment de la mise en place et de la fixation définitive. L'expression "river en goutte de suif" signifie "donner à la tête aplatie une forme arrondie avec le rivoir". Une machine à river se nomme aussi rivoir ou encore riveuse.

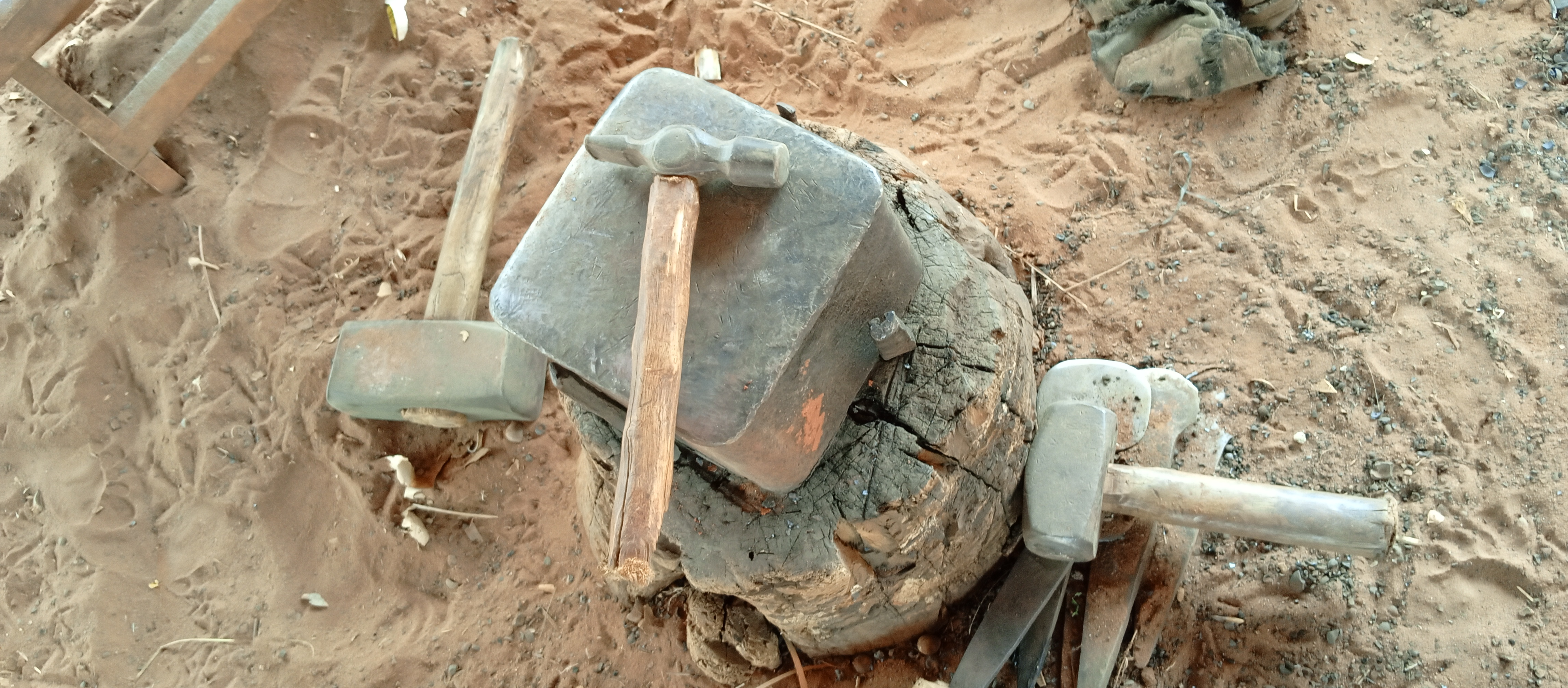
Marteau rivoir posé sur petite enclume bloc, et deux marteaux de forge à côté du tronc support, atelier villageois Bénin.

Le ""resuage" désigne précisément l'expulsion des scories lors du cinglage de la loupe de fer, au martinet ou au marteau-pilon. Il existait aussi des lourds marteaux à resue/resuage pour accomplir ou terminer cette besogne à la main. Cette opération autrefois méticuleuse et coûteuse, en temps et énergie, était nécessaire pour obtenir un métal de bonne cohésion, la fabrication à moindre coût ou à la va-vite des rivets et tirants en fer de la partie avant du Titanic explique leur faible résistance et la rapide submersion de la coque du navire pourtant compartimentée. L'applatissoir est une sorte de marteau servant à aplanir les métaux. Le "marteau à frapper devant", manœuvré autrefois à la forge par un ouvrier nommé le "frappeur", sert à battre et frapper les grosses pièces de fer destinées à la fabrication des armes à feu. Le marteau à main, moins gros que le précédent, permet la forge des pièces de moyenne grosseur dans les mêmes fabrications. Le fonçoir est un marteau de forge à panne tranchante, le frappe-devant est un gros marteau de forge à long manche.
Dans une petite forge ordinaire, le forgeron se sert d'un marteau à main de 2,5 kg environ, il donne 15 coups en 15 secondes et produit un travail de 10 kg par coup et par seconde. S'il utilise un marteau à devant pesant environ sept kilogrammes, par exemple, pour étirer un morceau de fer chauffé à blanc, le bon frappeur donne douze coups de marteau en quinze secondes et produit un travail moyen de 330 kg.m. Le travail à la forge s'effectuait aussi à plusieurs forgerons, avec une cadence déterminée et une coordination impérative. Le verbe rabattre signifie régler à la forge les coups de marteaux à frapper devant. L'expression "rabattre en premier" se dit lorsqu'il y a trois frappeurs sur l'enclume. L'expression "rabattre en second" lorsqu'il y a quatre frappeurs. L'expression "rabattre court" signifie frapper le plus promptement possible après le premier frappeur. Notez que le verbe est ambivalent, puisque rabattre correspond aussi au travail pour former la tête d'un clou ou à défaut frapper sur une vis, cheville, clavette etc. pour la déformer durablement et mieux la fixer dans le dispositif rendu indémontable. Cette dernière opération correspond au verbe refouler : en effet, refouler un boulon consiste à l'enfoncer à refus dans son logement en écrasant la tête à coups de marteau. Un forgeron sait que le refoulement devient facile, si on chauffe au préalable au rouge les clous en cuivre, avant de les tremper et refroidir, pour qu'ils deviennent beaucoup plus malléables. L'instrument en mécanique qui effectue cette opération est un refouleur ou refouloir.

Deux frappeurs forgent une pièce de fer, type clavette, sur l'enclume, Forge-musée d'Étueffont, 2020.

Le marteau à sertir est un marteau très-petit ayant une partie arrondie en goutte de suif, une autre obtuse et dont l'opérateur se sert pour rabattre les sertissures d'une garniture. Le marteau à emboutir sert surtout à creuser un vase sur une espèce de moule ayant la même forme, et portant le nom de dé : c'est un gros marteau en bois dont un embout démesuré sert à donner une forme grossière à une pièce plate. La sonnette est un marteau servant à prendre, au poinçon, une empreinte en creux sur la matrice. Le fin marteau de soudeur d'aujourd'hui pouvait être remplacé à l'école professionnelle par la panne d'un marteau à main. Le fin marteau à piquer les soudures avoisine 350 g avec un manche en bois.
L'équipement en marteaux pour chaudronniers, ferblantiers ou tôliers, autrefois en acier fondu, se décline en marteaux à garnir, éventuellement renforcés, marteaux à river et à planer, ou encore marteaux à river long, mais aussi pour les travaux préparatoires ou de grosse finition, en masse en acier de 3 kg ou plus ou encore en masse en cuivre rouge forgé, avec des têtes pesant entre 215 g et 4,5 kg. Des marteaux spéciaux complètent la panoplie : ils sont dits "à emboutir une tête, à planer à une tête, à planer présentant deux têtes rondes presque plates, à degrés pour fer à cheval, à retreindre ou restreindre, à planer à deux têtes rondes pesant au choix 1,1 kg, 2 ou 3 kg, à river une face, à biseau pesant 1, 2 ou 3 kg. Les marteaux rivoirs et à devant du chaudronnier peuvent être aussi en cuivre rouge, alors que les marteaux à mains à têtes pesant entre 1 et 2 kg, 2 et 3 kg, et les marteaux à devant plus lourds, entre 3 et 4 kg, 4 et 5 kg  jusqu'à 8 et 9 kg, restent en acier. Les tôliers œuvrant à la mise en forme ou autres carrossiers redressant par martelage les tôles de carrosserie emploient des marteaux à tête constituée d'une massette métallique, montée sur caoutchouc ou silent-bloc, pour amortir les chocs.
Le matoir est un outil qui sert à mater ou matir une surface métallique, c'est- à-dire à la rendre mat, sombre ou dépolie. Le flatoir est une sorte de marteau léger employé par les ouvriers en métaux. En mécanique, le verbe flatir a fini par signifier "battre un flanc, c'est-à-dire chacune des faces intérieures d'une roue d'engrenage, sur l'enclume pour l'aplatir". Le repoussage est un travail effectué au marteau sur des plaques de métal auxquelles l'ouvrier donne des formes variées et apporte des ornements. Pour affiner son méticuleux labeur, l'ouvrier repousseur sur métaux utilise divers ciselets, nommés "repoussoirs".
Pour les ferblantiers, plombiers et zingueurs, il existe aussi le marteau postillon avec, en vice-versa, une tête ronde plate et une tête carrée plate, le marteau à repasser soit à deux têtes rondes (plate et demi-bombée) soit à deux têtes carrées plates , le marteau à rentrer plus large, le marteau chassepot, le marteau à emboutir à deux têtes, le marteau à suage, le marteau à boudin, le marteau à pince, le marteau à dégrossir avec une tête demi-bombée et une autre presque plate, le marteau à réverbère à deux têtes bombées, le marteau à gorge, le marteau à vaisselle, le marteau à border les gouttière, le marteau à dresser avec une tête plate et une autre demi-bombée, le marteau à plaque pesant 1,3 kg à deux têtes différemment demi-bombées, ainsi que le marteau-masse ou la demi-masse, dont les massettes formant tête pèsent respectivement 1 et 1,5 kg.
Les travaux de moulage utilisent divers marteaux : la robine s'apparente à un petit marteau de bois, à tête circulaire assez large, avec lequel le mouleur tasse le sable dans le moule.

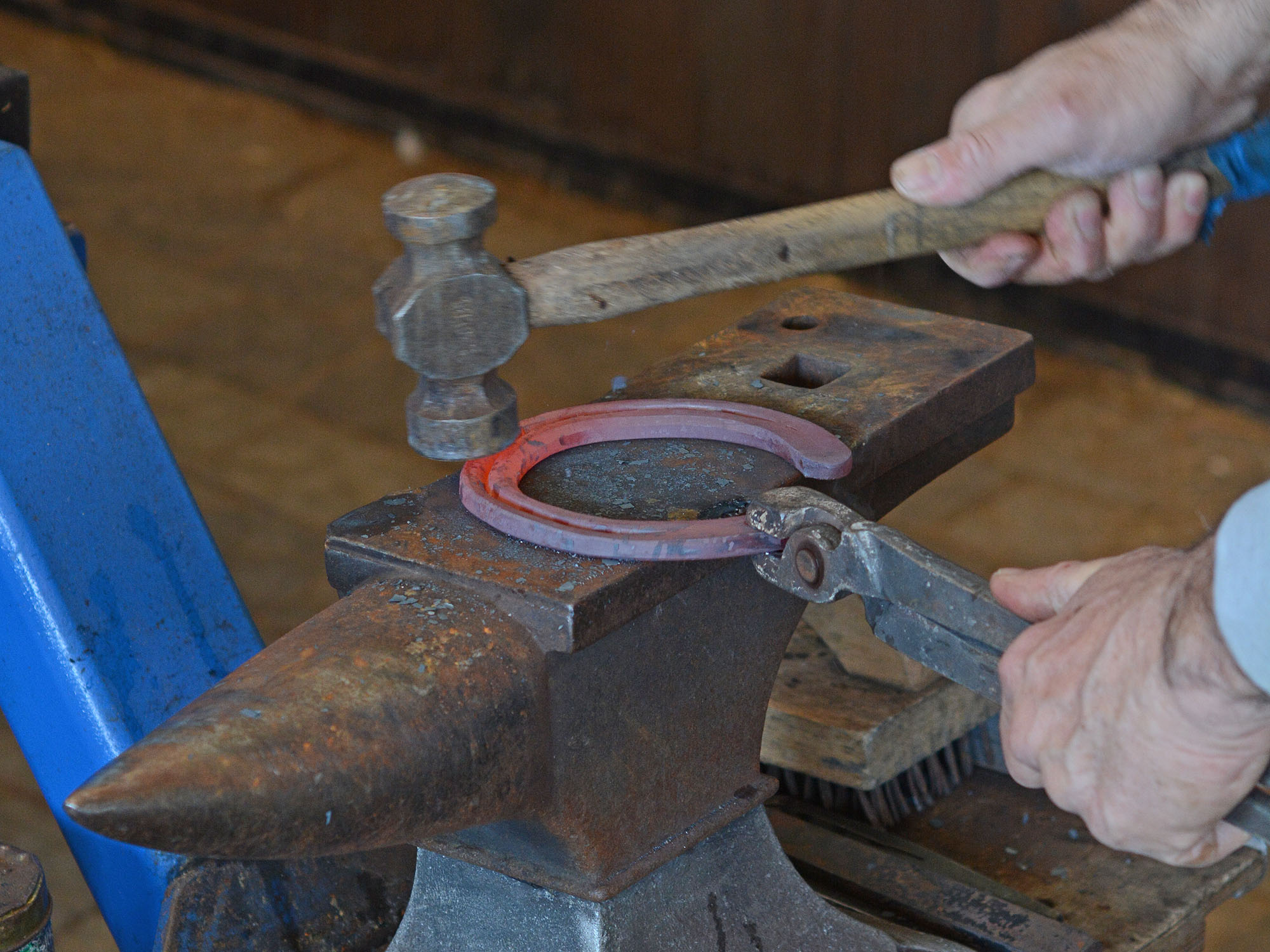
Maréchal-ferrant avec son ferretier mettant en forme un fer à cheval, 2021

Parmi les marteaux de maréchal-ferrant, signalons le "marteau à panne" pour battre le fer, le "ferretier" ou "ferratier" qui lui sert à préparer et poser les fers, le brochoir pour brocher ou ferrer les chevaux, la mailloche, le marteau à devant, parfois nommé abusivement étampe, etc. Le maréchal enfonce avec le brochoir les clous qui fixent le fer à cheval. La mailloche est ici un gros marteau, plus lourd que le brochoir. L'étampe dénomme le poinçon employé pour percer les trous dans les fers à cheval qu'il prépare. Ces trous sont évidemment prévus pour y faire passer les clous de fixation : un apprenti étampe gras lorsqu'il perce les trous très près du bord intérieur du fer à cheval, et a contrario il étampe maigre lorsqu'il perce plus près du bord extérieur du fer à cheval. Le verbe étamper signifie exécuter un travail avec l'étampe, car le mot étampe est polysémique, désignant d'ailleurs en premier lieu une matrice en acier produisant, par effet de pression, des empreintes en creux ou relief, à froid ou à chaud.
Pièce métallique destinée à produire des empreintes soit à froid, soit à chaud, l'étampe associée à l'enclume du forgeron se décompose, tel un moule qui enserre l'objet à marquer, en deux parties : l'étampe à manche ou de dessus, la contre-étampe, dite étampe d'enclume, à queue ou de dessous, puis qu'elle est placée en dessous, logée en passant sa queue dans l'œil de l'enclume. L'aide forgeron frappe avec le marteau à devant sur le dispositif soutenu par l'étampe d'enclume, alors que le forgeron assure la stabilité et la qualité du montage. Un fabricant d'épingle emploie aussi une étampe plus petite, c'est-à-dire un poinçon pour façonner les têtes d'épingles. Le verbe fesser signifie "battre fortement sur un billot le fil de laiton servant à fabriquer des épingles".
Les marteaux de mécanicien sont multiples : gamme de marteaux d'établi de 100 g à 1 kg, le plus souvent classique à tête rectangulaire et à plat carré, parfois à tête boule, de 25 à 40 mm, marteaux rivoirs plat ou rond, marteaux rivoirs à tête de frappe carrée, marteaux à main de 1 à 3 kg, marteaux à devant de 3 à 8 kg etc.. Le catalogue "Aux forges de Vulcain" en 1909 propose, en dehors de ces deux derniers types de marteaux, une gamme d'une douzaine de marteaux rivoirs en acier fondu ou acier chromé de 20 à 42 mm de longueur de tête, soit une masse de 130 à 960 g, mais aussi divers marteaux rivoirs en cuivre rouge de 28 mm de tête.
En mécanique, le pointeau est une pointe tronconique en acier sur lequel on frappe avec le marteau. Afin de marquer le place d'un futur trou dans une pièce de métal, l'ouvrier mécanicien frappe avec un marteau sur le pointeau, le trou est effectué au poinçon ou à la perceuse ou foreuse. Le pointeau est aussi un petit poinçon pour percer les fers minces. Le "marteau rivoir" des mécaniciens et des serruriers permet de river et riveter : l'ancien marteau des Anglo-saxons à tête ronde et panne semi-sphérique ou droite est aussi très pratique pour le rivetage, à condition qu'il reste assez léger et manœuvrable par le poignet.
La martoire est un marteau à deux pannes employé par les serruriers. Le marteau de serrurier possède un manche renflé, et si la matière résistante du manche est en fibre de verre, ne peut peser que 300 g. En serrurerie, le lardon était un marteau de fer ou d'acier, introduit dans les crevasses d'une pièce à forger, pour les faire disparaître, par la soudure à chaud de ce morceau avec la masse. L'étampe désigne en serrurerie un outil pour river les boulons. Le moine est une sorte de masse ou de marteau à tête pointue qui permet d'enfoncer des chevilles à tête perdue. Un pannoir est un marteau destiné à aplatir la tête des aiguilles.
La masse est un marteau de charron pour enrayer les roues. Le chasse carrée est le marteau à deux tête du même artisan traditionnel pour enfoncer les cercles de fer sur les moyeux. Le marteau postillon à panne plate quadrillée, le marteau rivoir et le marteau à garnir sont utilisés en carrosserie ; Il existe encore marteau à débosseler à tête ronde et à panne pointue, ainsi le marteau de carrossier léger et bombé. Similaire au marteau postillon par sa panne plate quadrillée, le marteau à rétreindre peut laisser sa place à la batte à rétreindre.
Le coutelier travaille à la lime et au marteau, il épaule, c'est-à-dire il fait baisser une partie et fait monter l'autre partie de la lame. Le ferblantier d'antan, ouvrier marteleur, employait le bordoir, petite enclume, pour rabattre les bords de la tôle et du fer blanc. La languette désignait la feuille de fer battu qui a reçu une préparation préliminaire, juste avant d'être étamée et transformée en fer blanc.
Citons les marteaux à battre et à enlever le cuivre du dinandier ou chaudronnier de cuivre. Le verbe enlever signifie en premier lieu "battre avec le marteau à tête ronde le fond d'une pièce de chaudronnerie sphérique", mais aussi "aplanir au marteau les bosses existant sur une feuille de cuivre". Le marteau à planer à manche courbe est ordinairement long de 25 à 27 cm. Le sous-planage, consistant à aplanir et régulariser la surface de deux pièces de tôle ou de cuivre assemblées à angle droit, est un travail de chaudronnerie exécuté au marteau. L'ouvrier planeur nettoie son marteau sur un morceau de bois cylindrique, nommé bâton de planeur. Les machines à planer qui égalisent et plissent les métaux ont pris la place des ouvriers planeurs. Le paillon désigne la feuille de cuivre battu très mince.
"Monter une pièce d'étain" signifie la battre sur l'enclume.

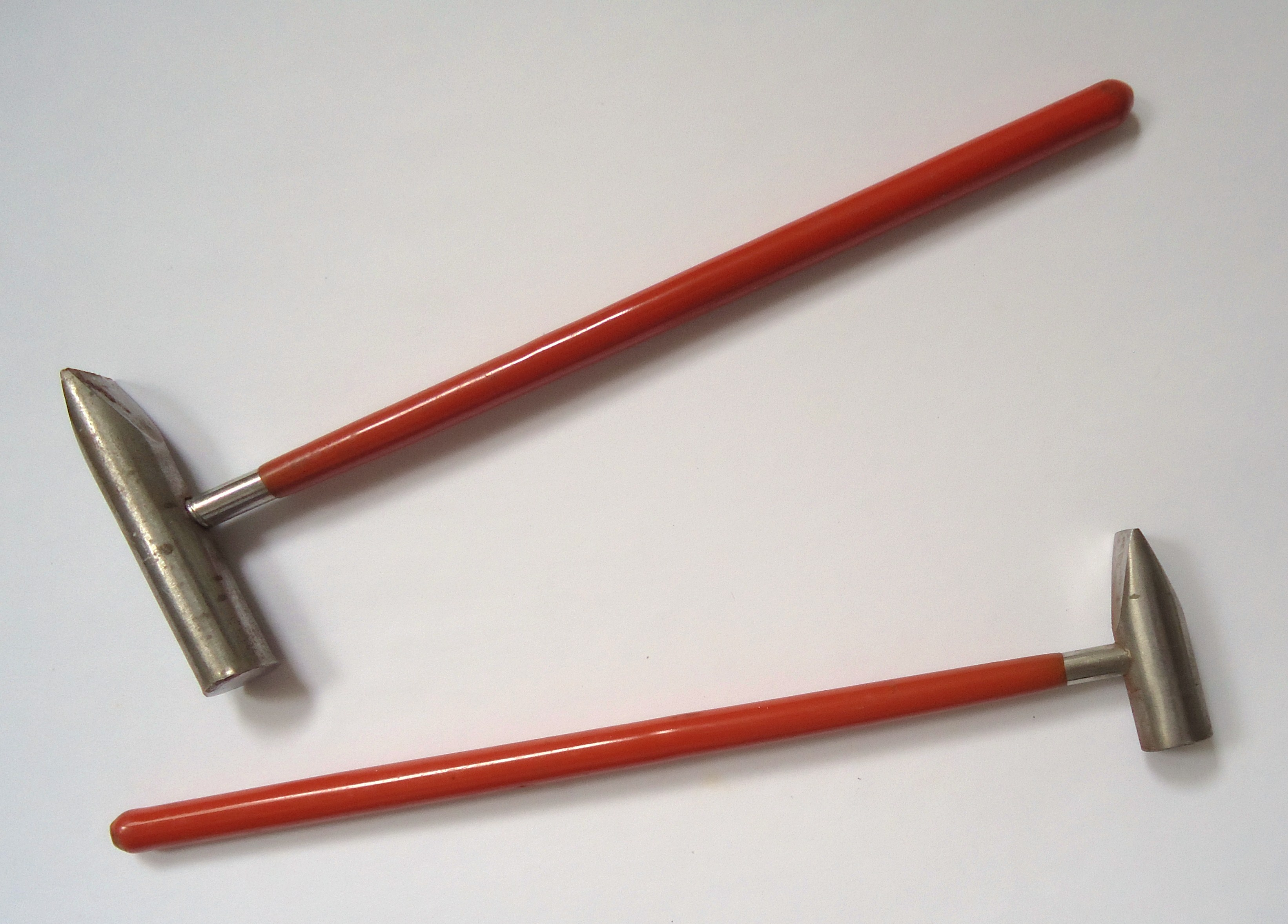
Petits marteaux d'orfèvre, de batteur d'or ou d'argent

Le pifre est le gros marteau de l'ouvrier batteur d'or. Le battage d'or est l'aplatissage au marteau de l'or qui est transformé en feuille ultra-mince. L'or battu est essentiellement un or réduit en feuilles minces pour la dorure. Une vieille terminologie caractérise ce métier ancien : l'arrondissage désigne l'aplatissage d'un lingot d'or au moyen du marteau. Le verbe chasser signifie "commencer à étendre les feuilles avec le marteau. Le verbe fermer signifie "continuer à étendre les feuilles d'or sous le marteau". La main dénomme une série de 24 coups de marteau successifs frappé sur la feuille de métal. Le verbe gironner correspond à "travailler au marteau une pièce d'orfèvrerie que l'on veut arrondir". Le maniage est l'opération consistant à faire glisser les unes sur les autres les feuilles d'or à battre pour éviter qu'elles n'adhèrent ensemble. L'emplure est le quartier de parchemin placé par le batteur d'or sur les feuilles à battre. Le fourreau est un sac formé de feuilles de parchemins superposées dans lequel le batteur d'or enferme les feuilles métalliques à battre. Le verbe enfourrer signifie disposer les feuillets de vélin dans leurs fourreaux pour les battre. Le drapeau est un petit morceau de drap dans lequel le batteur d'or fait passer les feuilles battues. Le quartier est le morceau de métal laminé que le batteur d'or soumet à l'action du marteau. Le verbe achever signifie "finir d'étendre l'or sous le marteau".
Il existe une large gamme de petits marteaux d'orfèvres-bijoutier pour frapper et presser le métal sans le casser. L'orfèvre possède même un outil particulier, le bouge, qui lui sert à travailler les parties que le marteau ne peut atteindre,. Le marteau à ciseler en est une variante. Il y a des parties que le marteau du ciseleur ne peut atteindre, ce dernier opérateur utilise un ciselet, nommé planoir, pour les aplatir. Pour les pièces creuses, le verbe écolleter signifie "élargir le bord supérieure de la pièce sur la bigorne, avec un marteau, pour lui donner la forme souhaitée". Le filet est le trait d'or ou d'argent battu, une fois dévidé mais sans enroulement sur la soie.

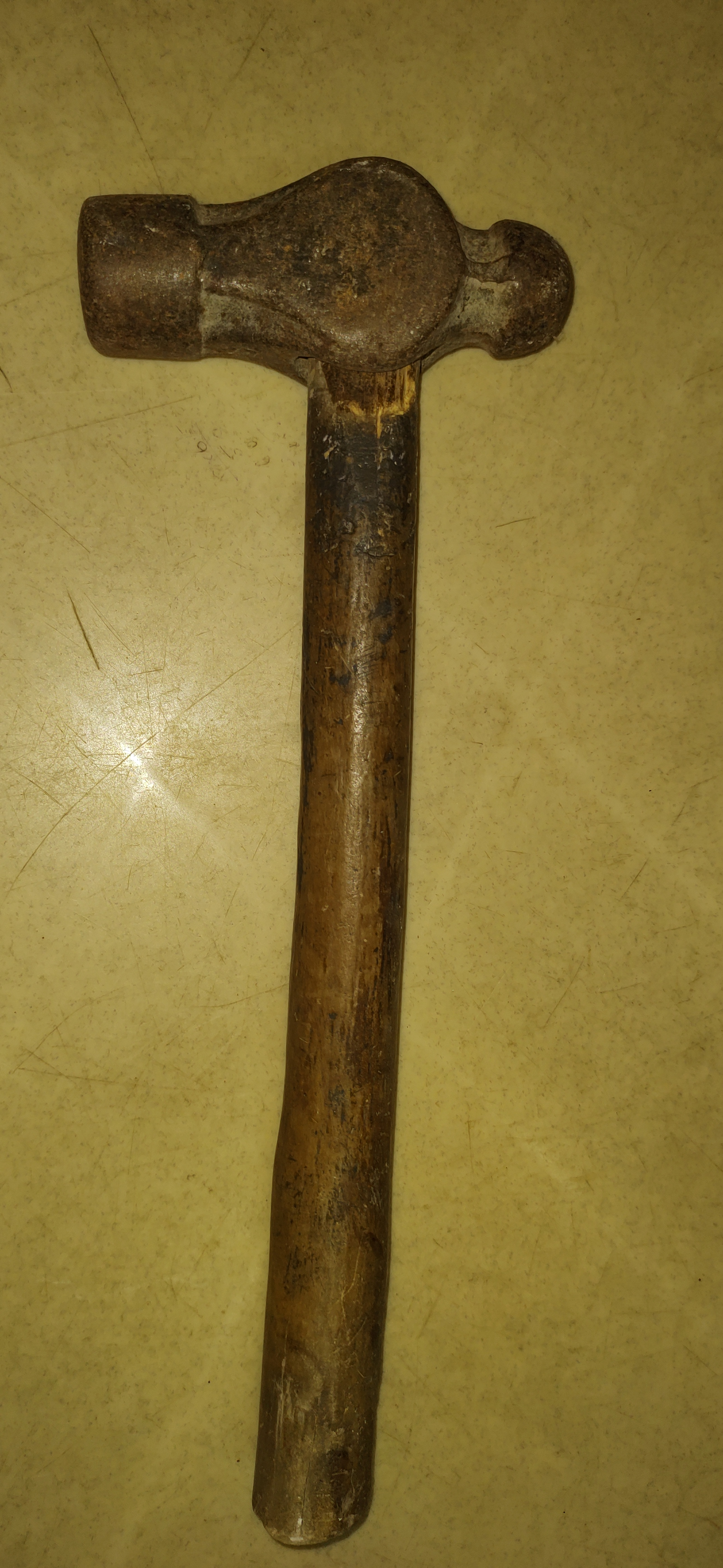
Vieux marteau à tête ronde et à manche en bois.
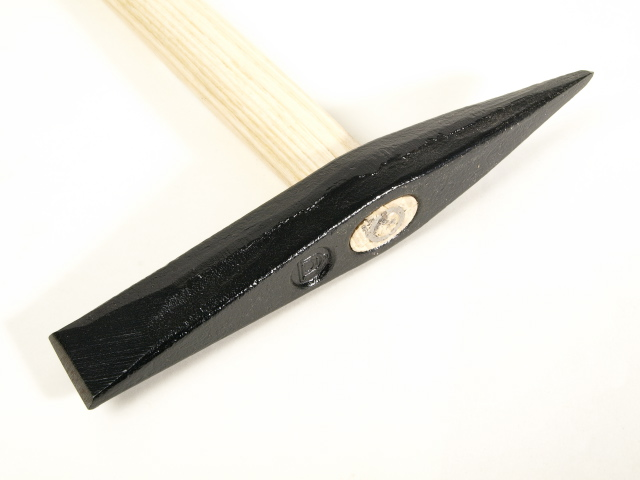
Marteau de soudure, à tranchant longitudinal, avec manche en bois blanc. Ce type de marteau de soudeur ne peut peser que 300 g.
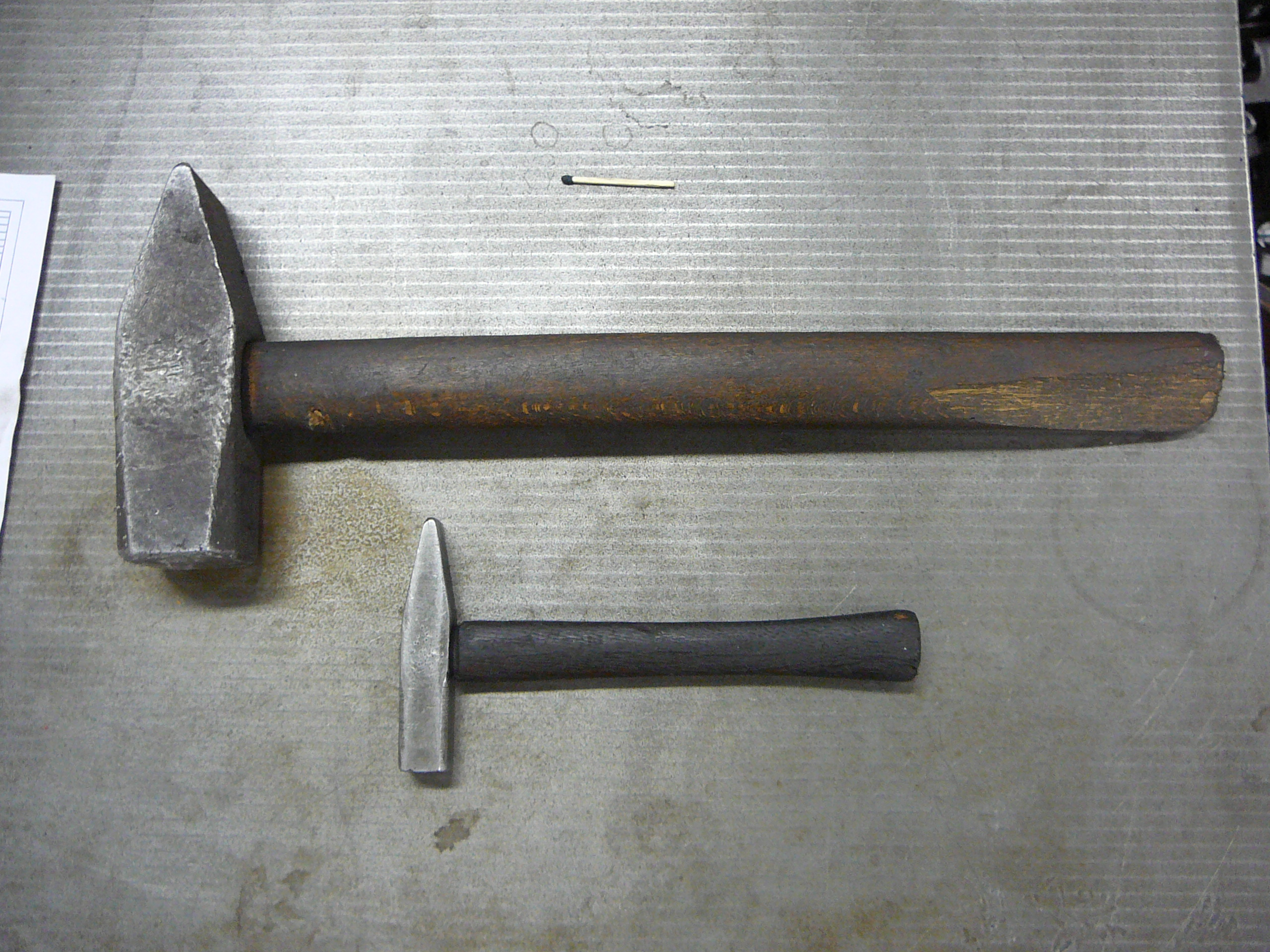
Deux marteaux de serrurier, établissements Oldřich Vaňhara, à Fryšták
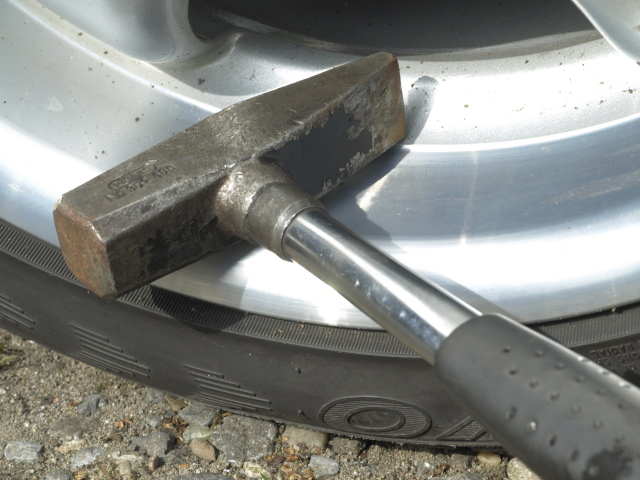
Marteau de serrurier modèle allemand, avec manche en tube d'acier recouvert de bakélite
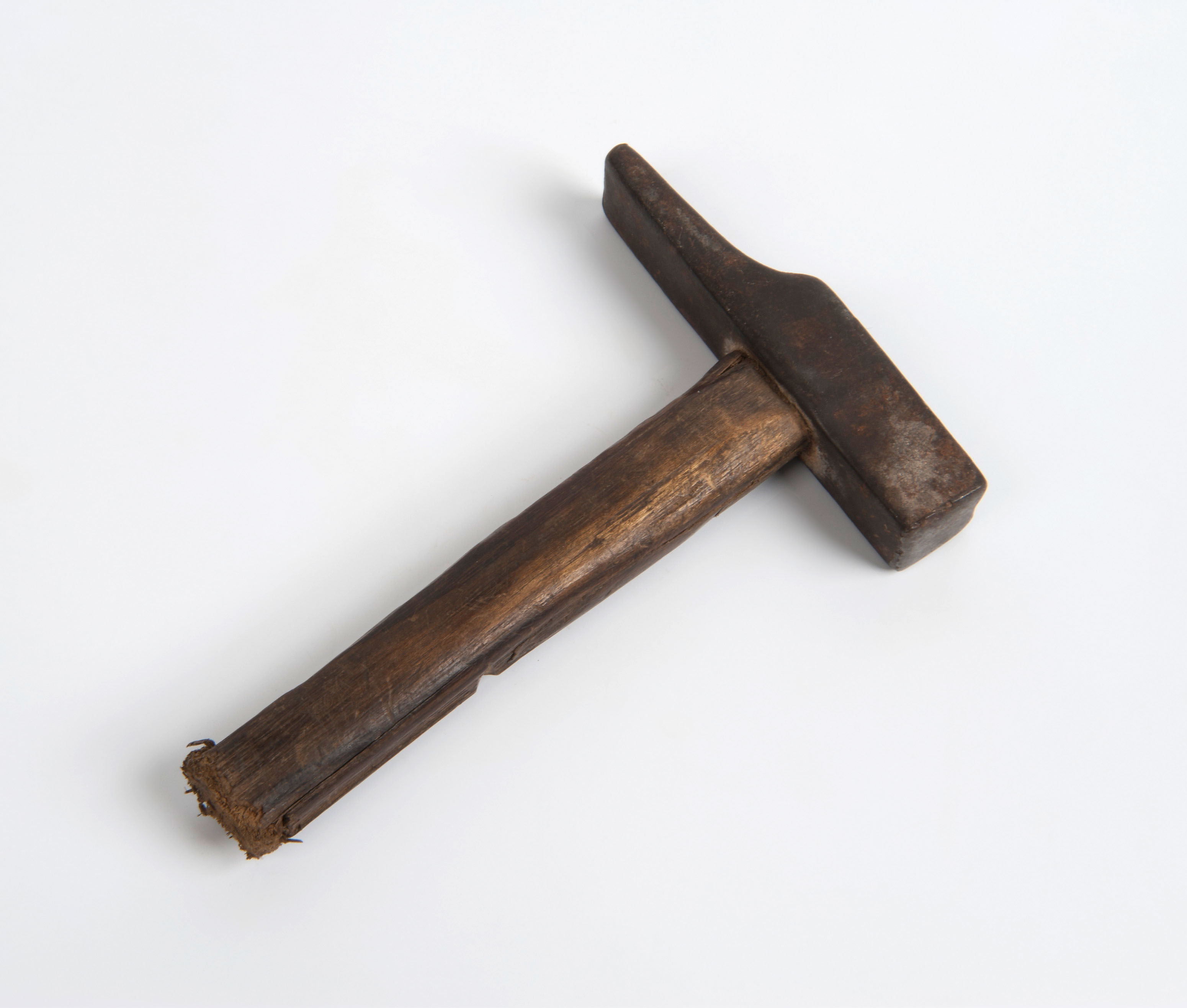
Marteau de chaudronnier ou dinandier, de 13,5 cm à tête en en fer, encore utilisé en 1968 pour mettre en forme les plaques de cuivre. De semblables marteaux, fins ou petits, permettent les ornementations et décorations. Collection Joséphine Powell, Nationaal Museum van Wereldculturen
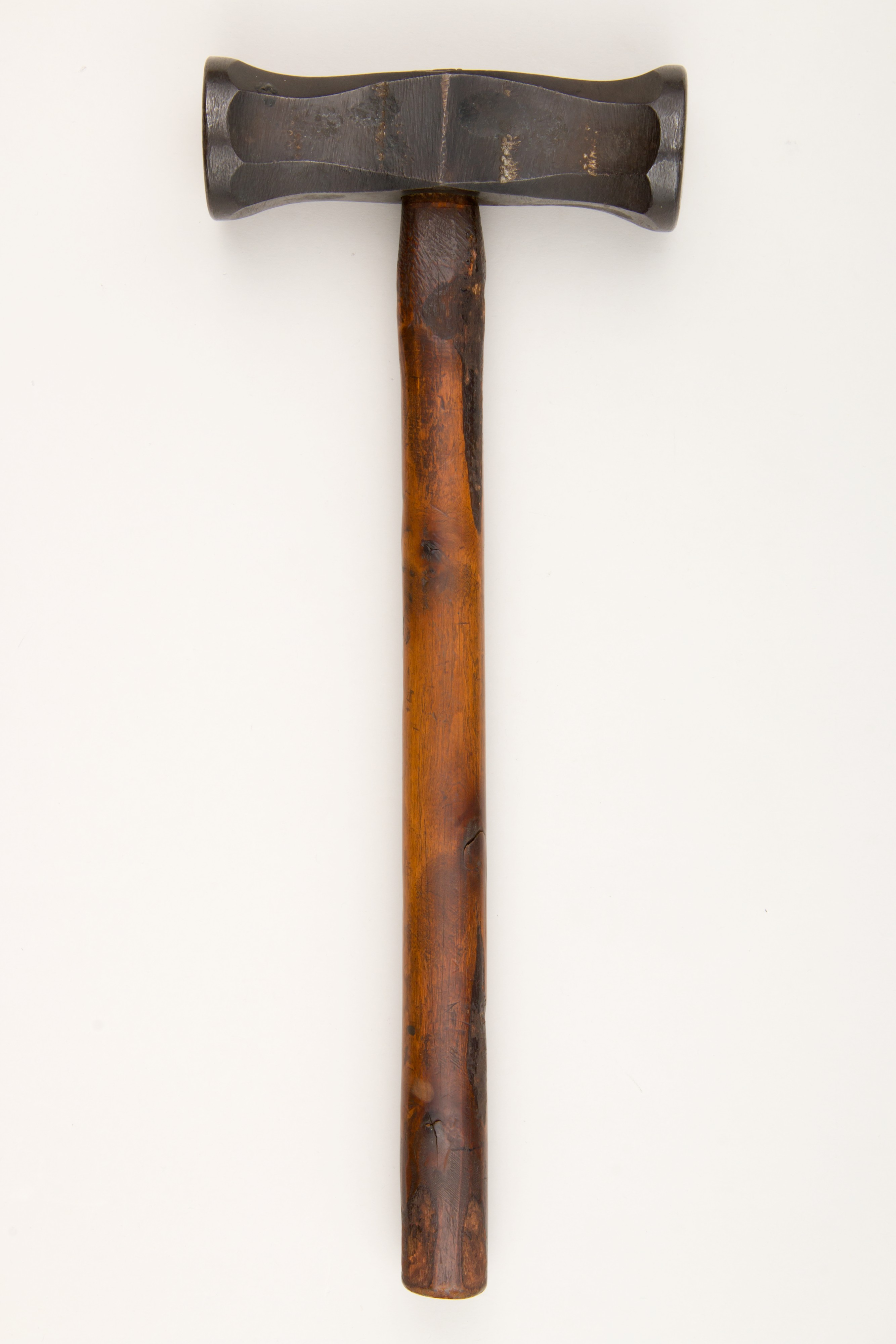
Marteau d'armurier à double tête de frappe ronde, allongée sur 14 cm, fin XVIIIe, longueur 36 cm pour 1,4 kg, Fonds Roger, 1912, Metropolitan Museum of Art
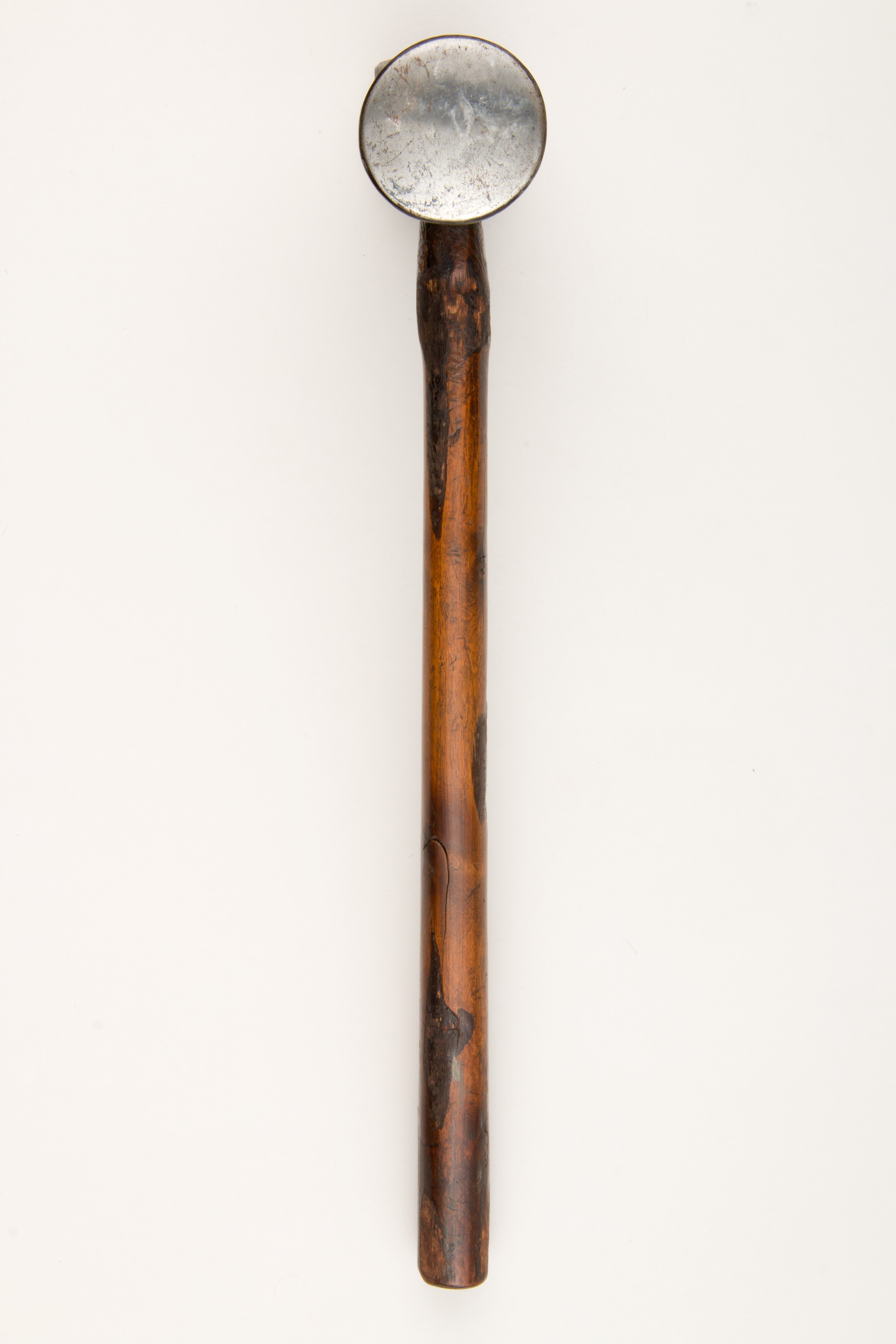
Le même marteau d'armurier, dans l'axe de frappe
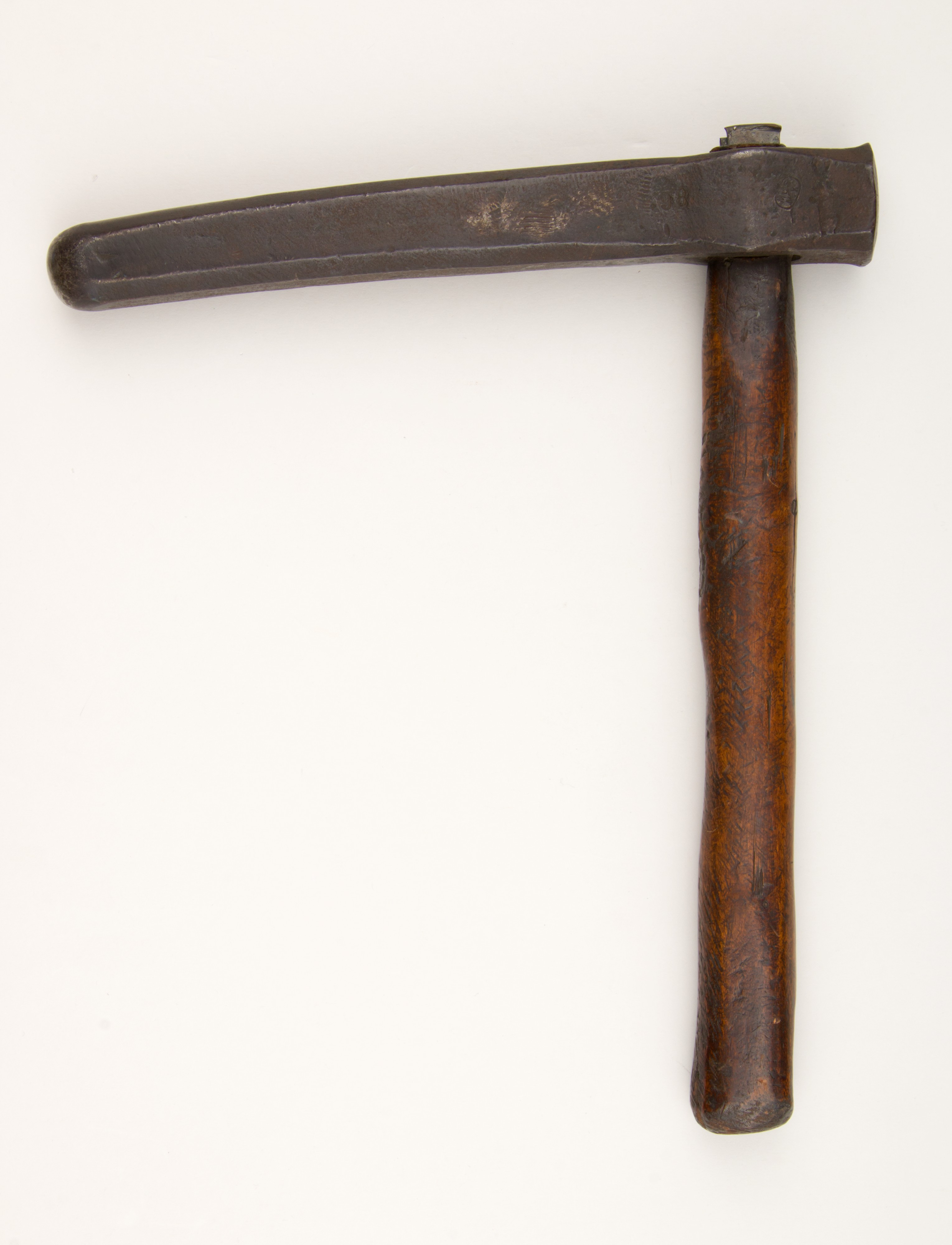
Marteau d'armurier à longue panne effilée (26 cm avec la tête de frappe), manche en bois de 32 cm, masse totale 1,8 kg, Fonds Roger, 1912, Metropolitan Museum of Art
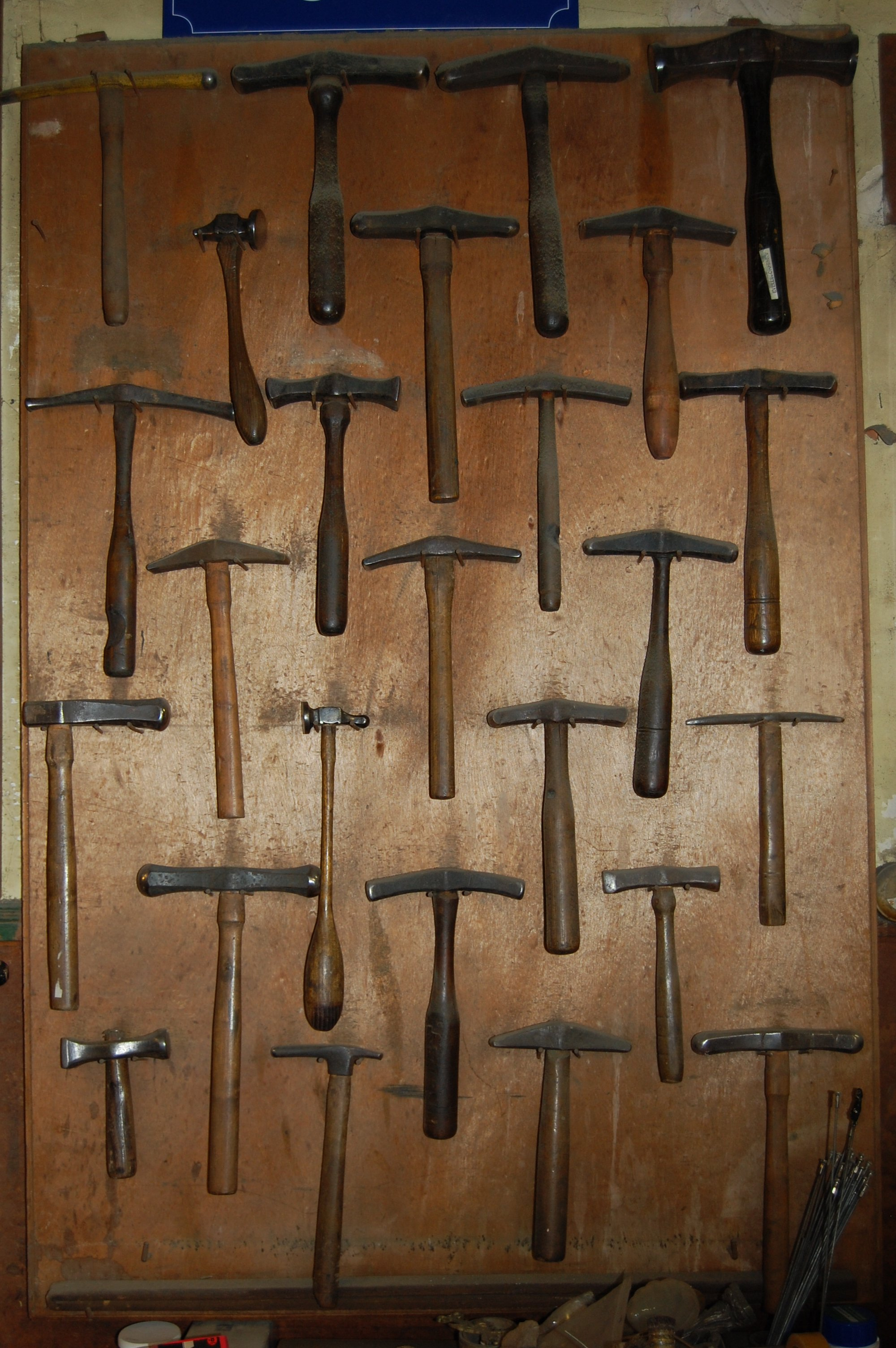
Marteaux utilisés en orfèvrerie
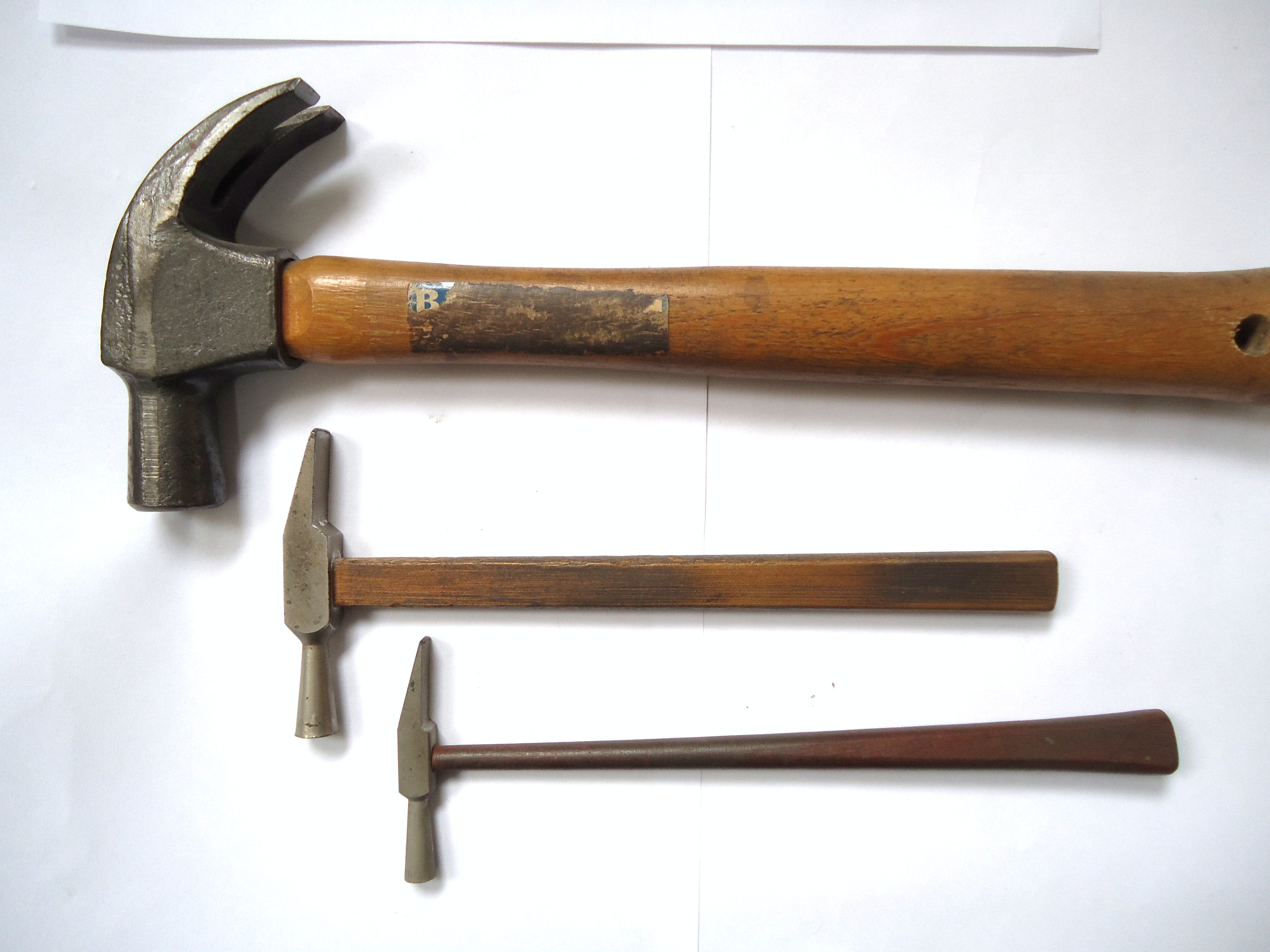
Marteau standard de mécanicien à tête ronde et arrache-clou, comparé à deux petits marteaux, utilisés en bijouterie-joaillerie, Brésil
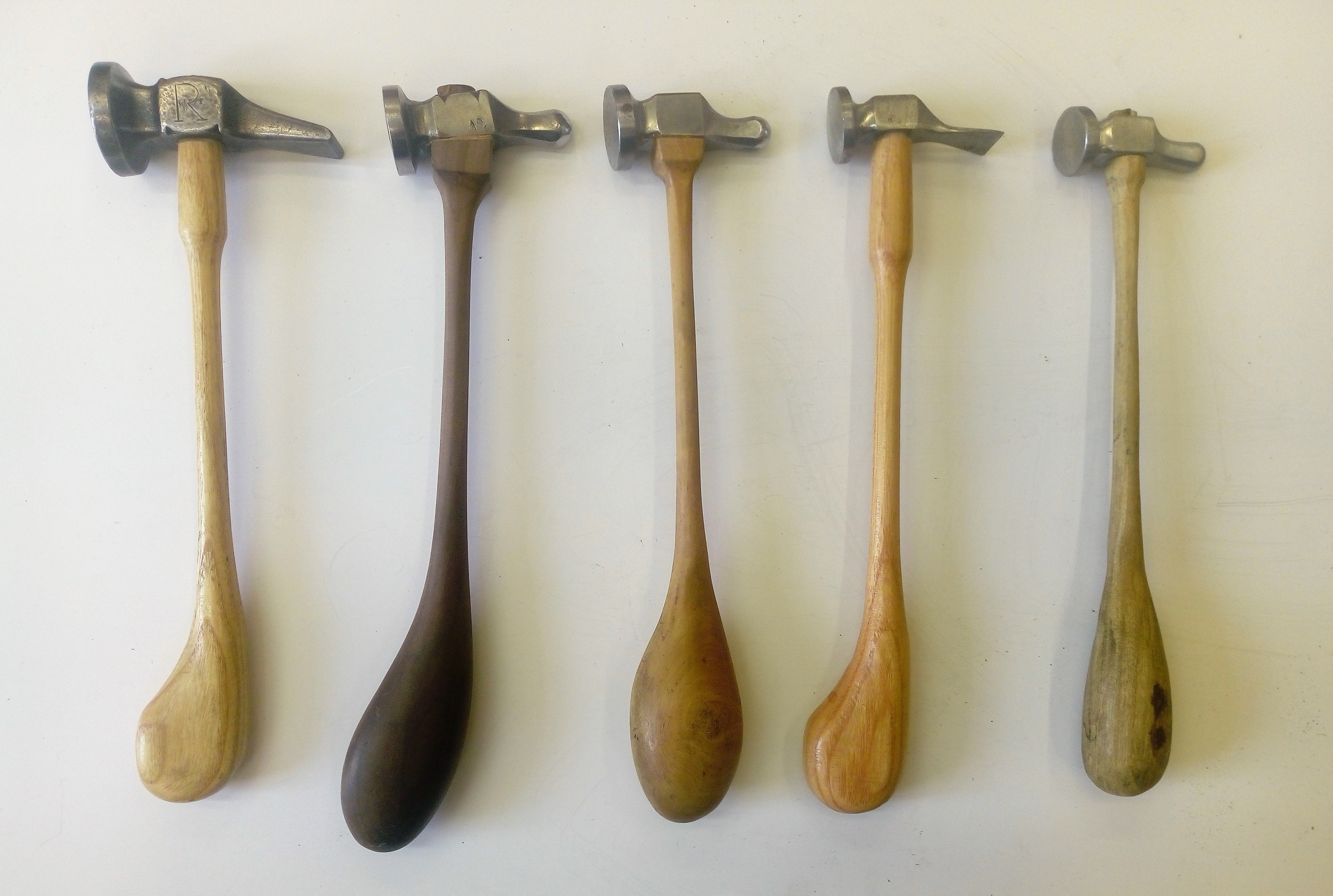
Marteaux de ciseleur - Mobilier national.

### Autres Arts et métiers
Les carriers utilisaient le mail ou la mailloche, gros marteau de fer pour enfoncer les coins dans la roches, le batterand à fonction similaire, le têtu, gros marteau carré à panne dentée, servant à abattre la pierre et à la détacher de son lit, le picot ou hammer-pick des Anglo-saxons, marteau pointu avec lequel on soulève les pierres, différentes masses à long manche et autres coins à bois en acier fondu etc.; Les masses formant la tête en acier sont diverses : massives à deux têtes plates de 3 à 12 kg, carrées dites masse-couple de 4 à 12 kg, dites à débiter de forme plus allongée de 3 à 12 kg, dites à pans avec des échancrures dans la tête de 3 à 6 kg, dite à débiter à panne tranchante et tête plate ou bombée, de 3 à 10 kg, ou encore plus fines cintrées à deux mains avec une tête plate et l'autre légèrement bombée de 2,5 à 5,4 kg, cintrées à une main et deux têtes plates de 2 à 3,5 kg, soit de 40 à 55 cm de hauteur de tête.
Le marteau à piquer les meules est spécifique à la taille de pierre abrasive. Il existe différents marteaux de mineurs, parfois à la fois marteau et pioche.
La masse est un marteau de sculpteur pour dégrossir la pierre taillée ou le marbre. Le sculpteur manie ensuite divers ciseaux, burins ou ciselets en les percutant fortement au marteau ou plus souplement au maillet. Le maillet pour sculpteur peut être à la Belle Époque rond en buis ou en régule, mais aussi carré en plomb, arborant ici une forme proche du marteau.
La "bouteille" désignait pour les verriers un marteau de fer, avec lequel il frappait sur une forme, en contact avec la matière au rouge, pour enfoncer le cul de la bouteille. Sur les chantiers navals d'autrefois, se retrouvent les différents marteaux du charpentier (de marine) et du forgeron. Le calfat ou ouvrier chargé du calfatage avait un marteau léger spécifique.
Le marteau de menuisier est sensiblement plus lourd que celui d'emballeur. Ce dernier le plus souvent en acier chromé, avec sa tête polie ronde, pèse environ 600 g. Le marteau à panne fendue, autre outil d'emballeur, possède une tête de 20 à 42 mm de longueur. Les marteaux à déballer, type marteaux de menuisier simples ou marteau bourgeois à panne fendue et avec manche à clavette, présentaient des hauteurs de têtes variables, de 14 à 42 mm tous les 2 mm. Des tilles à manches à clavette, marteaux arborant des têtes stylisées caractéristiques, petites de 25 à 28 mm, moyennes autour de 32 mm, et grandes de l'ordre de 38 à 40 mm, étaient destinées à ouvrir les caisses à oranges ou autres agrumes. Il existe sur le catalogue "Aux forges de Vulcain" des marteaux-couteaux pour défaire les caisses de primeurs, et pour les déballage de fruits secs, des marteaux légers à tête de frappe ronde et panne pied de biche courbée, soit modèles simples de 14, 16, 18 jusqu'à 32 mm de hauteur de tête soit à modèle à couteau à un cran marqué, aux formes plus ramassées, de 8, 10, 12 jusqu'à 25 mm. Un marteau pouvait aussi frapper sur un ciseau à déballer droit ou à pied de biche et à tête, objets à percuter de 30 à 40 cm, afin de déballer les marchandises.

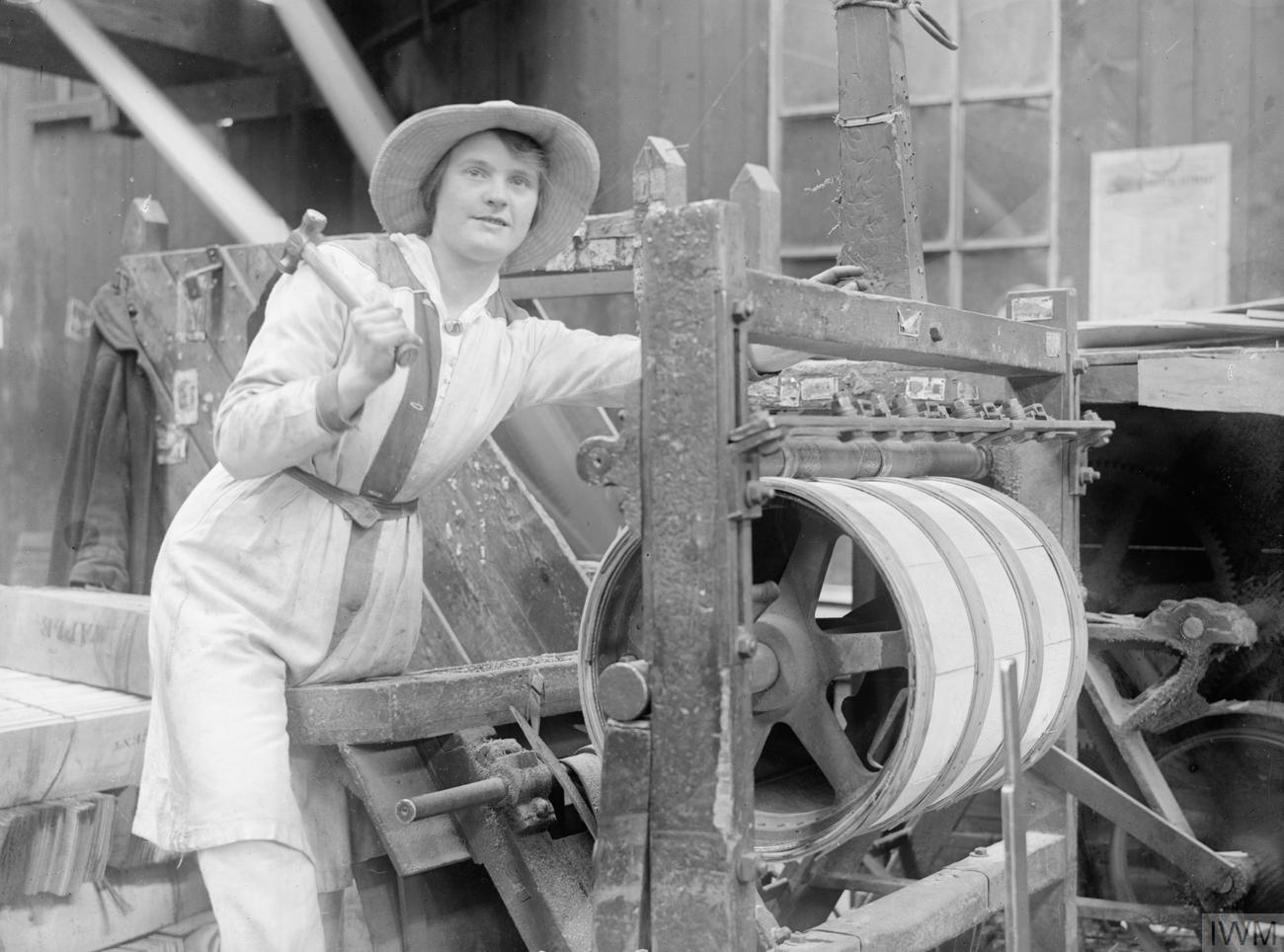
Pose d'une ouvrière tenant son marteau rivoir, pour assurer le cerclage d'un tonneau, en septembre 1918, Tonnellerie de l' usine chimique Brunner Mond and Co Ltd à Northwich, Manchester.

Le marteau de charbonnier lui permet de vérifier la qualité de sa production de charbon de bois et d'en diminuer le calibre en frappant des plaques d'appui.
Le marteau d'électricien à revêtement de poignée antistatique et assez léger, souvent de 200 à 300 g, se reconnaît par son aspect caractéristique à longue tête effilée, ou à tête et panne fine.
La tille présentant une face tranchante est un marteau de tonnelier, le paroir à panne tranchante également pour parer l'intérieur des tonneaux. La chasse désigne une large gamme d'outils de diverses tailles, parfois sans manche, à base de coin ou barre de fer jusqu'à des marteaux spécifiques, servant à enfoncer ou à refouler. La chasse à œil est une sorte de marteau sur lequel le tonnelier frappe avec un marteau ordinaire. L'asse de rabattage présente une double tête, celle par sa large panne coupante d'un outil de coupe et celle allongée d'un marteau. La mailloche est une variété particulière de maillet de bois employé par les fabricants de cerceaux et les tonneliers. L'expression "rebattre un tonneau" équivaut à en resserrer les douves en frappant à coup de maillet sur les cercles pour les chasser du côté de la bonde. Le tonnelier se servait aussi de marteaux à river spécifiques, comprenant une série séquencée de diamètre de tête, par exemple de 8, 10, 12 jusqu'à 20 mm.
Citons le marteau à battre le cuir ou marteau de cordonnier. Cet artisan employait aussi un marteau à clouer, à l'instar du savetier.

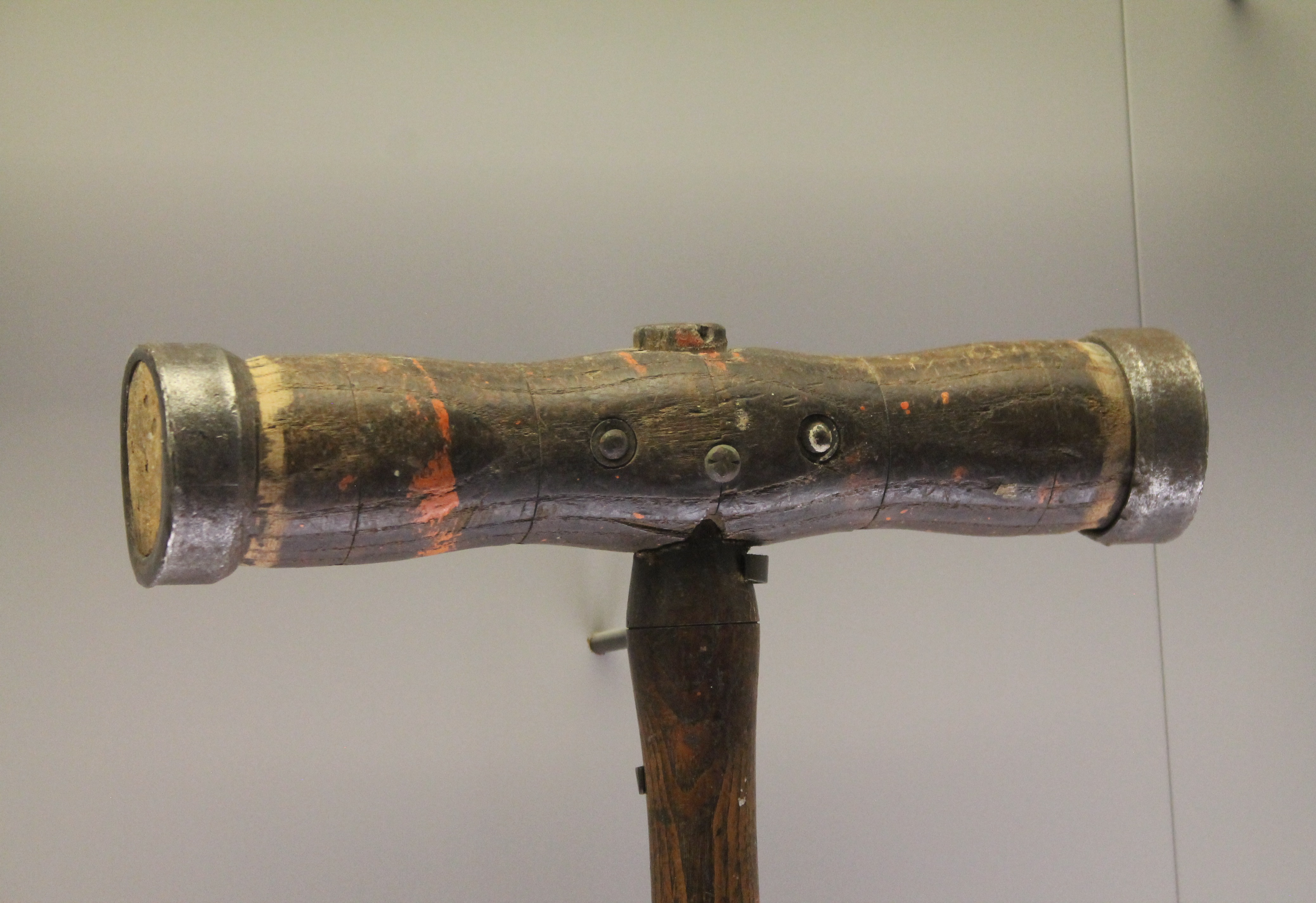
Vieux marteau de calfat, corps et tête en bois cerclée de fer, Musée d'histoire de Nantes
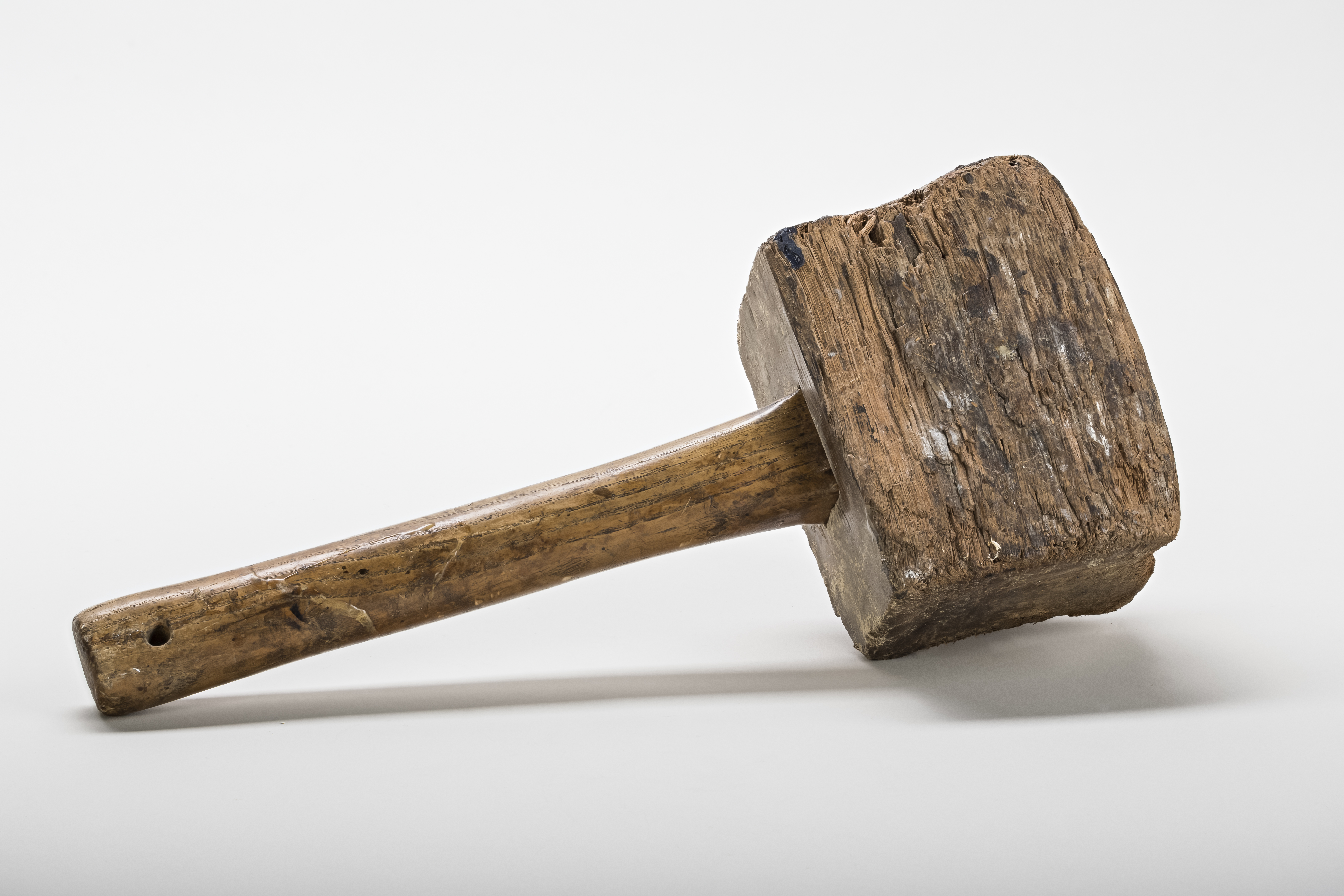
Vieux maillet, autrefois employé par les charpentiers ou sculpteurs sur bois en Allemagne hercynienne.
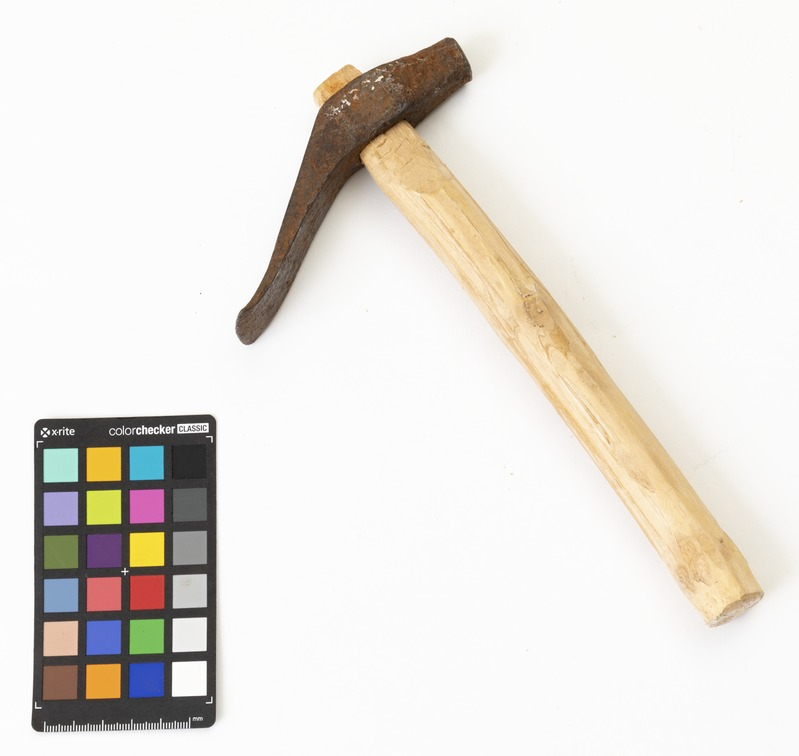
Marteau de cordonnier estonien
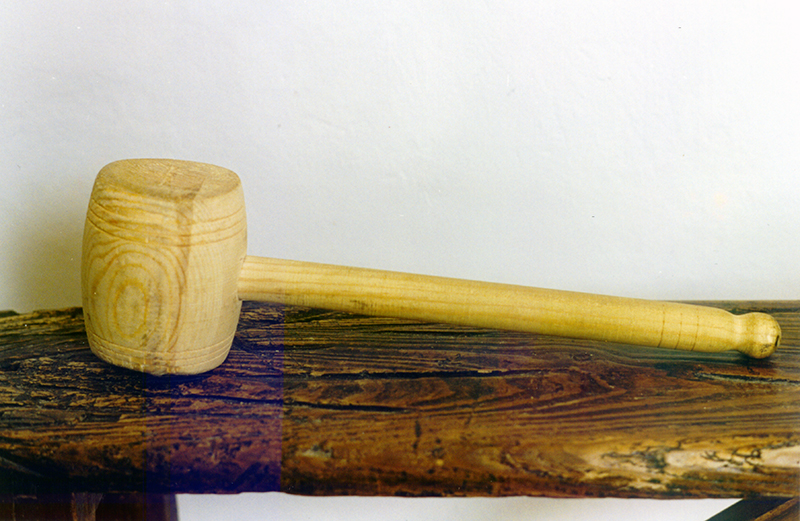
Simple maillet de tonnelier, tout en bois blanc, à tête gravée en forme de petit tonneau (résonateur auquel serait associé ce percuteur). Instrument sonore gazouillant de la tradition basque, collection JMBA, Oiartzun.

Le taquoir est un morceau de bois dur en forme de parallépipède, sur lequel l'ouvrier typographe frappe avec le marteau pour niveler les caractères d'une forme. Autrement dit, il taque, puisque le verbe taquer signifie "égaliser le niveau d'un forme avec le taquoir". Le verbe desserrer en typographie équivaut à enlever les coins serrant une forme d'imprimerie à l'aide du marteau, puis du décognoir et de la clef.
Le relieur employait communément un "marteau à battre", dont la convexité se nomme panse. La batture dénomme l'opération de reliure consistant à battre les feuilles d'un volume, rassemblées en "battées", sur la "pierre à battre" avec un marteau de forme particulière afin d'en diminuer l'épaisseur. Les "pierres à battre", hautes de trente pouces, présentent une surface carrée de quinze à vingt pouces de côté, bien horizontale à grains fins, le plus souvent en pierre de liais à surface très unie qui est préférée aux marbres. Ce marteau de "batteur de livre" possède une masse de fer dont les arrêtes vives ont été arrondies pour ne pas couper les feuilles, constituant une tête large et carrée de quatre pouces environ de côté. La surface de la tête de frappe est légèrement convexe, un batteur de livre tient à "donner ou garder de la panse" à son marteau. Le manche est court et gros, assez élevé pour que les doigts du batteur ne puissent jamais toucher la pierre, ce qui causerait quelques blessures préjudiciables à son activité, requérant de l'adresse plus que de la force. Le marteau avec le manche pèse neuf à onze livres.
Citons encore le marteau d'accordeur de clavecin ou plus commun de piano. Rappelons que le passage esthétique du clavecin au piano forte à la fin du XVIIIe siècle forte correspond à une mutation technique instrumentale, d'un dispositif de petites pinces nommées becs à celui de petits marteaux à tête de feutre qui frappent. Le son du clavecin provient essentiellement du pincement de la corde par un bec placé sous celle-ci. Chaque touche du clavier du piano commande un petit marteau actionneur, qui a remplacé le sautereau ou languette de bois mince agissant sur les cordes vibrantes des clavecins. Le longuet désigne un marteau de facteur de pianos, il permettait d'enfoncer dans la table les chevilles de fer, auxquelles sont attachées les cordes métalliques vibrantes.

### Autres activités ou professions
Le marteau reste un outil de formation technique, en atteste le marteau d'ingénieur de 1 kg du commerce, à fonction polyvalente. L'école professionnelle enseignait encore au cours de l'entre-deux-guerres les rudiments du martelage et du travail de la forge, avec la fabrication par l'apprenti ou l'élève de son marteau. Le métier de forgeron ne s'acquérait toutefois que par un long apprentissage, auprès d'artisans du fer chevronnés, comme le rappelle Jean Prouvé dans le début de ses mémoires relatant sa formation traditionnelle et sa première installation comme ferronnier d'art à Nancy.

#### Arts libéraux (droit ou médecine) ou spectacle

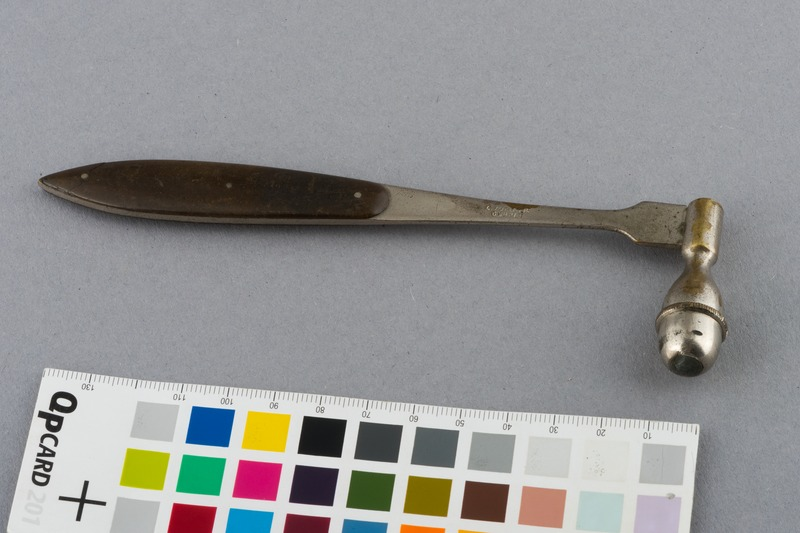
Marteau de médecin neurologiste, Musée estonien de la santé

Outre le marteau à réflexes ou marteau à percussion typique de l'auscultation du corps, la médecine peut employer des marteaux en chirurgie et surtout au cours des autopsies. Le marteau d'autopsie permet d'ouvrir le crâne, le rachis, la poitrine et l'abdomen. Il est utilisé parfois en association, avec un couteau-coin pour l'ouverture du crâne, avec un couteau tronqué pour le rachitome et l'ouverture du rachis. Un grand nombre de petits marteaux ont disparu avec l'essor technologique, ainsi le percuteur en lithotritie mis au point par le baron médecin Heurteloup, remplacé par l'application d'ultrasons et autres traitements, a rejoint le musée de médecine.
Le marteau de machiniste peut être de facture classique, mais aussi placer en tête des embouts plastiques pour frapper, en gardant un manche en acier. marteau léger du musicien pour instrument à percussion (tige, tube résonateur)
Rappelons le marteau de commissaire-priseur ou de juge, connu sous le nom de marteau de président.

#### Maintenance, transport etvoirie
L'entretien des chaudières ou la maintenance d'installations diverses nécessitent du surveillant ou opérateur l'emploi d'un simple marteau.
L'expression "piquer une chaudière" signifie détacher le tartre adhérant aux parois à l'aide d'un marteau pointu. Dans le catalogue des Forges de Vulcain, en 1909, le marteau à piquer les chaudières possède une tête en acier fondu supérieur, dont la hauteur peut être 28 mm, 30 mm, etc. jusqu'à 40 mm.
Le verbe émotter employé dans les sucreries ou raffineries signifie "briser à coups de marteau ou de maillet de bois les blocs de sucre agglomérés".
La picoche sert à détacher le sel incrustant les chaudières marines.
Les cantonniers des ponts et chaussées, ou des services communaux ou départementaux à la Belle Époque, utilisent des massettes dites de cantonniers, petites masses en acier fondu à une tête ou à deux têtes de frappe, pesant 500 g à 1500 g. La forme de la double tête est similaire à la masse à débiter du carrier, outil plus lourd de 3 à 12 kg. Divers outils de caillouteur servaient à caillouter, casser les cailloux et empierrer les chemins. Le batterand ou couramment battrand, à manche flexible, était une masse de fer pour casser efficacement pierres et cailloux. La boucharde, marteau à tête découpée en pointes de diamant, employé par les tailleurs de pierre, pour achever de tailler les pierres dures dégrossies au ciseau, s'impose pour rénover ou changer les surfaces de pierre,. Une bordure de trottoir pouvait être ainsi bouchardé, au même titre qu'un socle de signalisation. 
Les services de voierie utilisent différents matériels : 
D'abord, les masses à deux têtes creuses, de 1 à 10 kg, associées aux marteaux du type doubles panards à taillant biseauté ou panards couperets, de 2 à 12 kg, en ce qui concerne leurs têtes métalliques en acier fondu, constituent l'outillage en masses du paveur>.
Outre le marteau d'assiette ou de paveur, pour poser le pavé, l'art du pavage emploie l'épinçoir, gros marteau court à biseau peu tranchant, pour fendre les pavés et façonner les parements, d'où l'épinçure, terme qui désigne un fragment détaché d'une pierre ou d'un pavé par cet outil ou encore l'expression "épincer le pavé", c'est-à-dire le tailler par ce moyen. Les marteaux d'épinceurs actuels, parfois monobloc, considérablement allégés en matériaux actuels, ne pèsent que 2 à 1,5 kg. À la Belle Époque, les marteaux de paveurs pesaient en moyenne 6 kg, à l'instar des marteaux pour tampon d'égout.
Le marteau d'égoutier, aujourd'hui polyvalent et léger, permet de soulever les couvercles de plaque d'égouts. La longue tête lisse d'environ 350 g pèse souvent plus que l'ensemble avoisinant 600 g.

#### Sports, exploration, géologie et minéralogie
Les outils de terrain communs du géologue et du minéralogiste sont les lointains héritiers de ceux des chercheurs de veines minéralisées ou prospecteurs miniers.

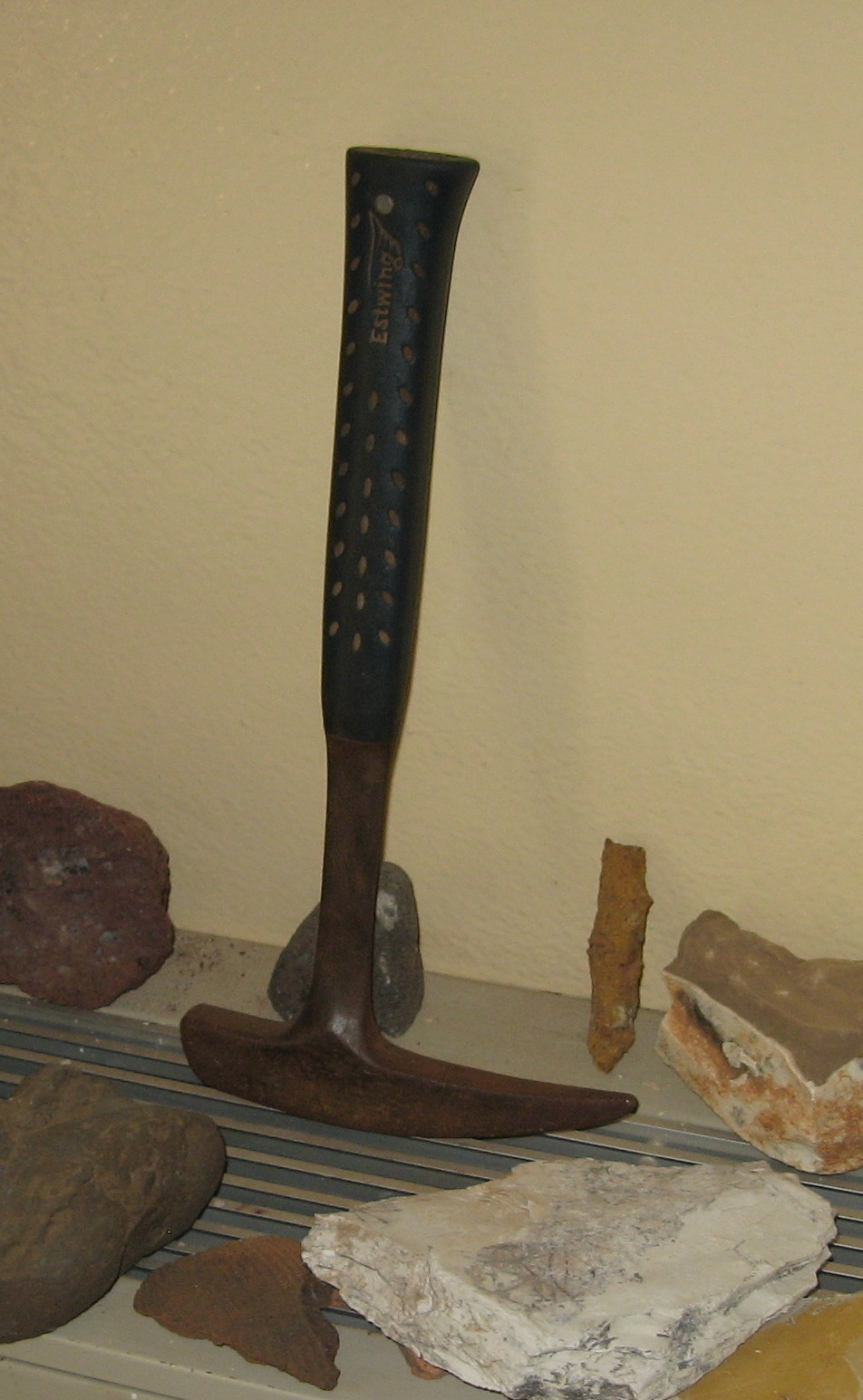
Marteau Estwing, qui a servi pendant 30 ans, une marque référence pour les géologues de terrain

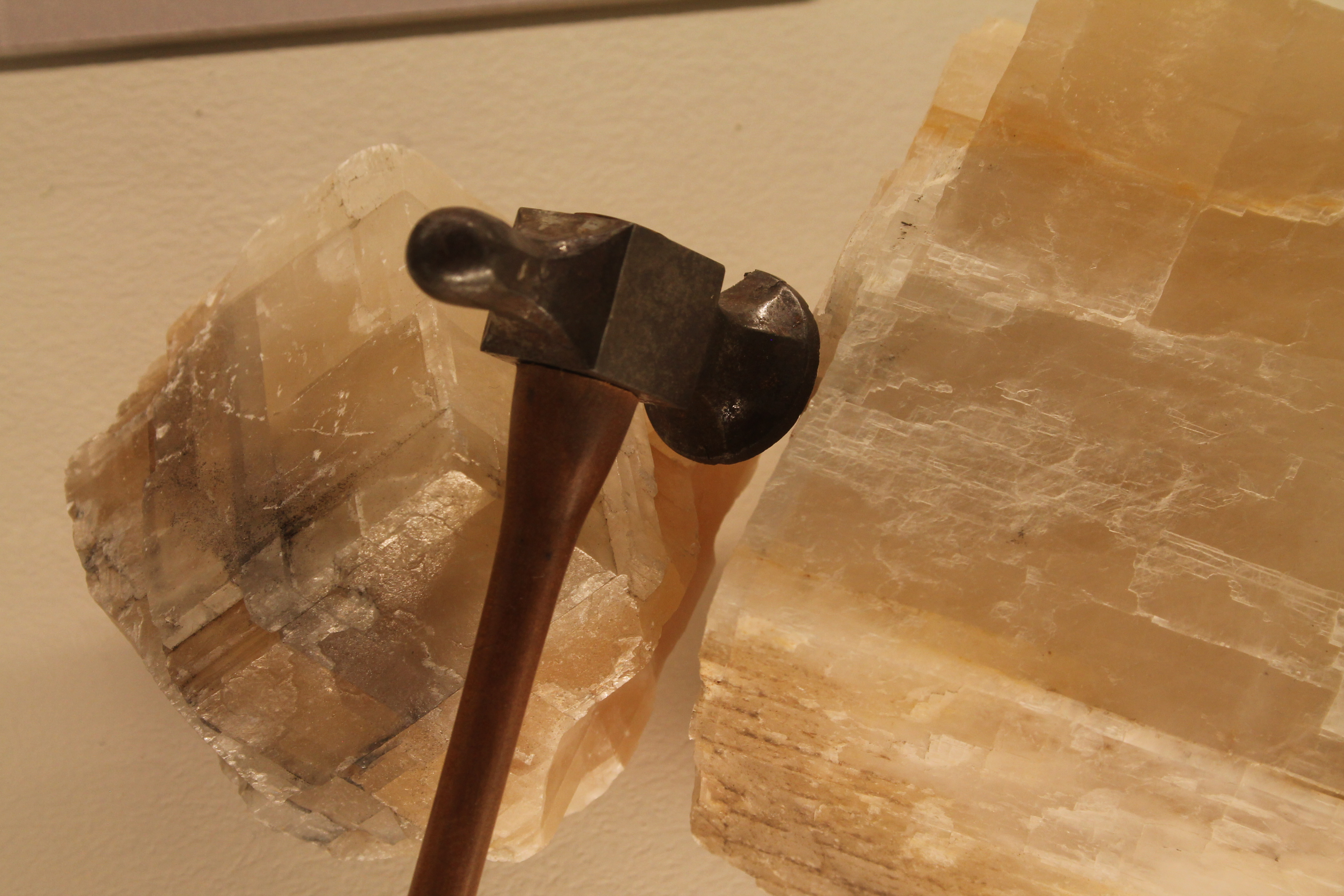
Marteau à cliver pour étudier les minéraux, Museum de Nantes

Le marteau de géologue présente une hauteur de tête, en acier trempé ou fondu, entre 24 et 34 mm. Le catalogue parisien, aux forges de Vulcain, en 1909, le présente emmanché, en acier fondu supérieur, avec une couleur noire ou un aspect poli. La panne deux fois plus longue que la tête de frappe permet de dégager l'échantillon sur le terrain de collecte. Des marteaux-pioches à charnières assurant la protection du manche près de la tête de frappe limitée ou des marteaux-pioches pour fossiles arbore une panne-pioche longue et évasée. Le robuste marteau Estwing est aujourd'hui connu par les géologues du monde entier.
Les marteaux de minéralogiste, soit à pointe, soit à tranche, soit avec les deux, sont de facture plus classique, avec une hauteur de tête de 20 à 40 mm, noirs ou polis. Les massettes de minéralogistes, plus compactes au niveau de la tête, ont une hauteur de tête plus modeste, de 16 à 30 mm. Marteaux et massettes peuvent frapper sur le terrain ou au laboratoire, sur des ciseaux à froid, conçus pour détacher et les abords et l'échantillon. Les phonolites sont des roches aisément identifiables sous le marteau : elles se découpent facilement en lamelles et sonnent sous les coups du marteau.
Le marteau d'escalade ou marteau-piolet se décline suivant les surfaces à escalader : neige, glace, structures rocheuses dures ou friables

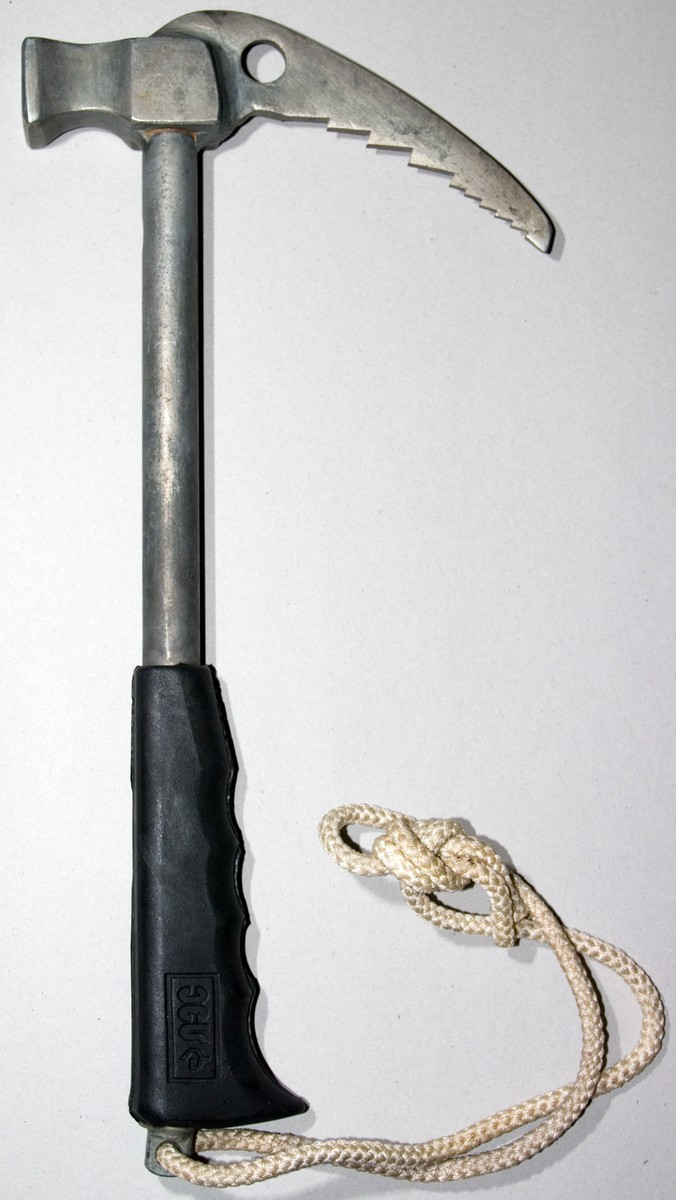
Marteau (et) pic à glace d'escalade, 2009

## Outils proches, parfois assimilables
La masse désigne aujourd'hui diverses sortes de gros marteaux, employés en percussion par les tailleurs ou les bûcherons. Une pioche ou un piolet ne se range pas dans la catégorie des marteaux, même s'il existe des formes hybrides associées à diverses activités.
Le maillet est généralement assimilé à un marteau plus ou moins léger. S'il n'est pas stricto sensu un marteau qui comporte normalement une tête métallique, car il est tout en bois à l'origine, il en a la forme et la fonction. La tête est faite aujourd'hui de matériau comme le bois ou le caoutchouc, ou encore en laiton, métal assez facilement déformable ou en divers matériaux plastiques. Un maillet en bois à tête carrée ou cylindrique, de 12 à 5 cm d'arête ou de rayon peut assurer une percution efficace, même avec son manche court. Des maillets en caoutchouc, à poignées blanches et noires, ou colorées, parfois dit "sans rebond" peuvent peser plus de 450 g, ce qui est souvent plus lourd qu'un petit marteau léger à tête acier et à manche en bois.
La batte par sa fonction uniquement et non par sa forme est, à la rigueur, assimilable à un marteau léger dont le point servant à la percussion est plat ou strié. Elle est utilisée en carrosserie pour le planage (finition du redressage) des pièces. Le rebatoir est une batte pour fouler et rebattre les briques et carreaux de terre.
Un mouton est une masse de fer, de fonte ou de bois armé de fer, agissant le plus souvent par son poids et qui sert à enfoncer et à battre des pieux. Le pisoir ou pison est une masse de bois dur à long manche servant à battre et comprimer la terre dans la banche pour la rendre plus compacte avant d'en faire du pisé. Le rebatoir est une batte pour fouler et rebattre les briques et carreaux de terre.

## Héraldique, blasons et emblèmes politiques
N'oublions que le marteau d'armes est une arme de guerre. La masse d'armes n'est une arme d'hast, au contraire des fléaux, des marteaux, des haches d'armes ou autres hallebardes. Le martel de la connétablie est l'emblème de la charge de connétable.

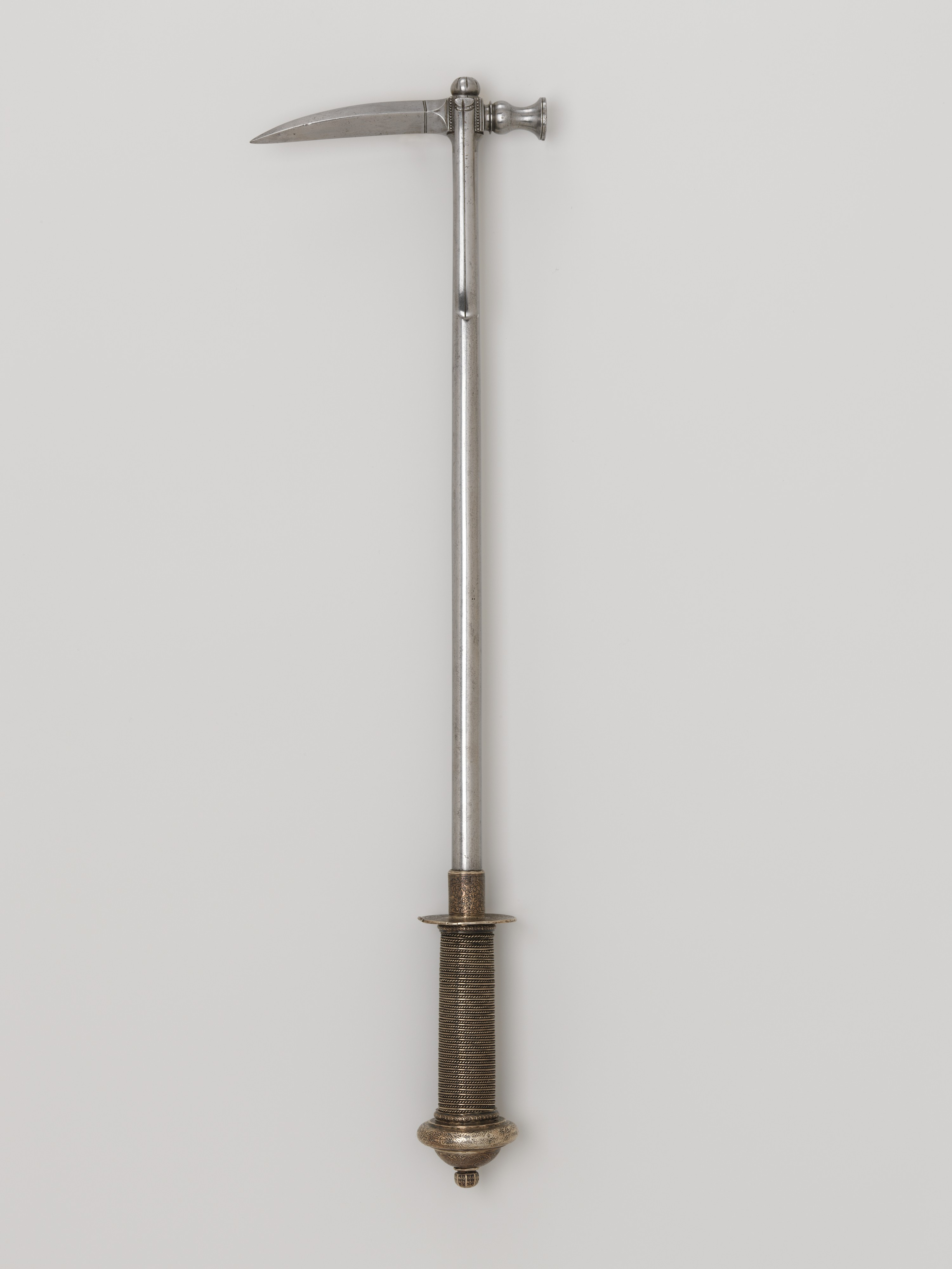
Marteau de guerre saxon du XVIe siècle, objet de luxe allongé de 57 cm avec poignée, pesant 1,13 kg, très dur en fer aciéré et argent, à petite tête de frappe et à panne en forme de pic effilée, collection du Mémorial Bashford Dean, Metropolitan Museum of Art

Des familles nobles allemandes ont revendiqué cette fonction dirigeante particulière à la cour royale, au moins depuis la dynastie carolingienne. D'autre part, la petite noblesse, en cultivant ses terres et en travaillant à la forge ou dans les arts du feux ne dérogeait point.

Blason de Hohenpeißenberg.
Blason de Spechbach-le-Haut : D'or au marteau d'azur, la panne à dextre, emmanché de gueules, posé en pal.

Représenté avec une enclume, le marteau symbolise souvent une forge sur les médailles et les monnaies. Le marteau, emblème du travail industriel, associé avec une faucille caractéristique des récoltes agricoles d'antan constitue un symbole graphique utilisé pour représenter les régimes politiques adhérant au communisme d'état. Il dépeint le marteau du prolétariat ouvrier et la faucille de la collectivisation agricole, éradiquant le monde paysan d'autrefois que l'état matérialiste relègue au musée ; leur jonction symbolise l'union entre les travailleurs agricoles et industriels. (Voir Faucille et marteau.)

La faucille et le marteau.

## Arts et littérature, musique et religion mystique
Le marteau est omniprésent dans le monde de l'artisanat, ce qui rejaillit sur les conceptions culturelles, artistiques et religieuses les plus diverses.
Rûmî, poète et maître soufi d'origine persane, est l'inventeur à Konya de rituels de méditation religieuse et de musique sacrée, de chants et de danses associées aujourd'hui encore au mode de vie des confréries de derviches tourneurs. Déambulant au sein du quartier marchand de sa ville d'adoption, le poète mystique triste et éploré par la disparition de ses maîtres, à la fin des années 1240, s'arrête en écoutant attentivement le martèlement strident et cadencé de l'orfèvre et entre, selon la légende, en extase. Ce dernier artisan assidu à son établi qui façonnait et ciselait à l'aide d'un petit marteau une délicate œuvre en or, serait, sans le savoir, à l'origine de l'écoute spirituelle ou sāmà enseigné par le maître soufi.
La chanson populaire ne s'est point privée d'illustrer le marteau. Une variante sur l'air des tonneliers du Joyeux charpentier, composée par Oscar Tricot propose un refrain mieux adapté à l'artisanat urbain : "Frappe frappe marteau / et toujours dans la boutique / fait tapage c'est l'usage / pour attirer la pratique".
Selon la Génèse, Tubalcaïn, fils de Lamech, aurait le premier martelé les métaux avec assiduité, et fabriqué, avec un marteau, toutes sortes d'objets en fer et en airain. Sanctus Eligius alias Éloi, ministre et homme de loi arborant son marteau, est devenu dans le monde chrétien occidental patron des orfèvres et des batteurs d'or, d'argent, de fer etc. Saint Othon l'évêque a le même attribut. La masse ou la massue de Saint-Jacques le mineur, saint Adalbert ou saint Timothée gardent des fonctions ambivalentes : bâton à foulon pour le premier, coup de massue causant le trépas du dernier. Dans la fantasmagorie de l'histoire chrétienne, inspirée des fournaises de l'Apocalypse, Attila est le marteau qui frappe sur le monde.
Le folklore a puisé dans l'hagiographie médiévale foule de rituels de concession ou d'attribution sacrée d'un lieu de repos spirituel, avec chapelle, monastère ou église, par le jet aléatoire du marteau de maçon ou de la hache du charpentier. La rivalité entre saint Léger et saint Lairy force le second à rejeter son outil pour construire ailleurs, au nouveau point de chute. Saint Georges prend la place de saint Eloi par le même rituel. Saint Hervé, contraint par l'opposition de saint Pierre et de l'église déjà établie à Plounevez, doit jeter ailleurs marteaux et attirail. Souvent il s'agit d'un simple choix tranché par le lieu concret d'atterrissage, ainsi saint Bozon choisit l'emplacement de sa future église de Bouzemont ou saint Rigaud Cluny. Le marteau, de manière plus insolite, peut assurer la production, par des coups répétés sur un support sacré, du vent persistant : ainsi sur le dolmen Roch-en-And, considéré comme un "navire des morts", à Saint-Pierre-de-Quiberon les coups pouvaient faire souffler par magie blanche les vents de terre ou ceux de mer, selon la prière. 
Les sept arts ont été communément représentés sur les façades décorées des édifices gothiques : la Musique qui figure sur le portail de la cathédrale de Laon avec le marteau à la main est une créature féminine qui semble écouter les sons de cinq cloches accrochées à un même support. Sur la façade de la cathédrale de Chartres, la femme assise représentant la Musique tient une harpe à huit cordes, une viole et trois clochettes sur lesquelles elle s'apprête à frapper avec un marteau.
N'oublions pas l'art du carillonnage qui se pratiquait à l'origine avec un marteau et des cloches accessibles et proches d'un grand carillonneur, avant d'utiliser des dispositifs complexes à marteaux, touchant facilement des cloches ou clochettes parfois éloignées. L'horloge de Cambrai propose une animation de l'heure par les automates Martin et Martine, sortant du beffroi, chacun par une porte opposée, une minute avant l'heure et armés de marteaux. Martine, active au niveau des subdivisions horaires, frappe sur une petite cloche sonore les quarts et les demies. Martin, au repos le plus souvent, frappe l'heure pile sur la grosse cloche. Le beffroi de Douai dévoile aussi les correspondances anciennes entre la famille Gayant ou les géants de la fête urbaine profane, aptes à frapper à coup de marteaux, et l'horloge commune et ses jacquemarts, les cloches et l'art du carillon. Sur de nombreuses peintures modernes ou contemporaines jugées mystérieuses, maints personnages figurés portent un marteau et n'affichent aucun métier apparent : ils semblent représenter les coups ou avancées irrémédiables du temps.
La corporation d'artisans-poètes allemands, dite des Meistersänger proposait de s'affirmer par une expression ou une voix mâle, puissante et franche, brutale et joyeuse, avec des vers rythmés à la cadence des marteaux sur l'enclume. Leur art différait notablement des premiers Minnesänger mystiques et valorisant nuances et effacement de la composition. René Char dans son opus "Le Marteau sans maître" semble nous dire que la poésie doit être martelée, comme les syllabes qui la composent avec puissance et insistance, et nous ouvrir une voie libre, propre à chacun pour nous échapper de toute emprise ou sujétion. Pierre Boulez, admirateur de l'orchestre gamelan javanais, y a perçu une correspondance adaptée à la création musicale.

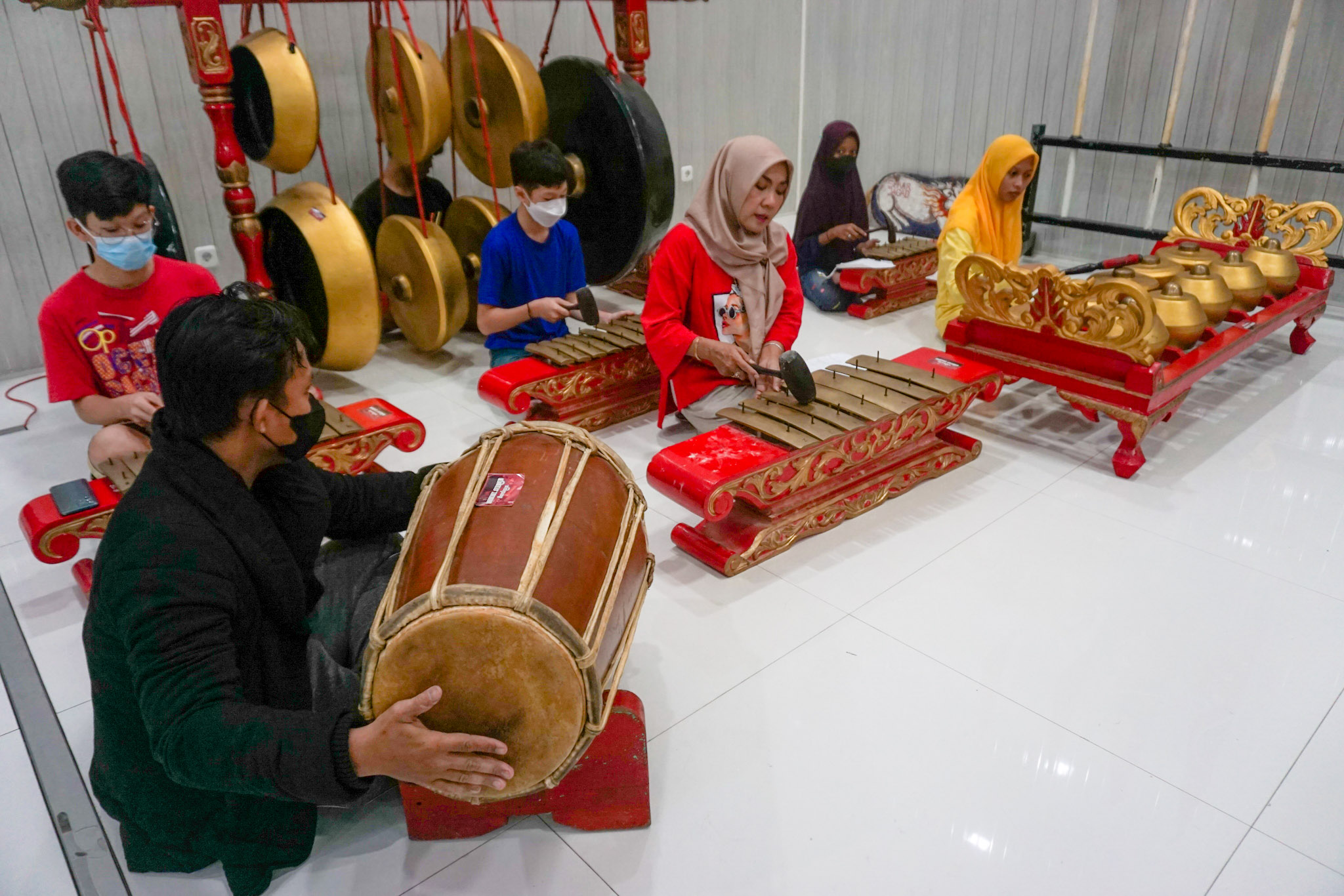
Groupe de divers gamelans, avec un tambourin, île de Java

Les chrétiens orientaux ont préservé les anciennes et sonores agiosymantes et hagiosidères/agiosimérides, frappées vigoureusement par des marteaux, pour convoquer ou appeler les fidèles à la prière, à la messe dominicale, puisque les cloches ont été longtemps interdites par leurs maîtres militaires ottomans, à la suite des turcs seldjoukides musulmans les percevant comme des appels à la révolte. Les premières, en vieux signal sacré, sont des longues pièces de bois d'érable, les secondes sont des lames de fer suspendues à un arbre ou encore des plaques de fer suspendues à l'entrée des églises orthodoxes grecques.
Boileau, à l'instar de l'académicien Furetière à l'oreille délicate, semble détester les febvres et leurs odieux bruits de martelage. Il s'exclame :
- Un affreux serrurier, laborieux Vulcain / avec un fer maudit, qu'à grand bruit il apprête / de cent coups de marteau me va fendre la tête.

Il pourfend son prolixe rival en versification, Jean Chapelain, en le comparant à un rude forgeron maniant tenaille et marteau, vil artisan à l'œuvre bien éloignée des apothéoses de l'inspiration céleste : 
- Maudit soit l'auteur dur, dont l'âpre et rude verve / son cerveau tenaillant, rime malgré Minerve / et, de son lourd marteau martelant le bon sens, /  a fait de méchants vers douze fois douze cents.

Ardente conscience témoignant de son époque, Victor Hugo, dans son roman "Le Dernier Jour d'un condamné" a décrit la pose des colliers à Bicêtre, inaugurant l'entrée au bagne, des prisonniers condamnés: "Les forgerons de la chiourme armés d'enclumes portatives rivent les fers à froid à grand coups de masse de fer". George Sand se moque à sa façon de la déférence des rudes forgerons méridionaux envers la fragile gent féminine, en rédigeant sa phrase "Le bruit des marteaux m'agace les nerfs, comme si j'étais une demoiselle".
Jacques Arago a décrit le "baptême des Tropiques" des marins ou autres voyageurs au long cours, une parodie bruyante d'intronisation des novices de cette latitude, les caronades sous les coups précipités de marteau ou à défaut des tôles sur les navires marchands, annonçant une mascarade,.
L'aphorisme de l'écrivain Milan Kundera résume une pensée sur l'outil, mais aussi l'outillage concret ou mental avec les moyens humains : "Un ouvrier peut être le maître du marteau, mais le marteau dicte sa loi"

## Autres liens